# Rusko
Rusko (rusky Россия, Rossija), plným názvem Ruská federace (rusky  Российская Федерация, Rossijskaja feděracija), je stát ve východní Evropě a severní Asii. Je nejrozlehlejší zemí světa, rozkládá se v jedenácti časových pásmech a sdílí pozemní hranice se čtrnácti zeměmi. Západní část území je převážně rovinatá s nízkými kopci, ve východní části převažují hory. Velkou část zaujímá tajga. Podnebí je převážně kontinentální, v létě obecně teplé až horké a v zimě chladné až velmi chladné. Rusko se dělí na 89 federálních subjektů a na ploše 17 milionů km² žije 144 milionů obyvatel. Je nejlidnatější zemí Evropy a devátou nejlidnatější zemí světa. Hlavní město Moskva je nejlidnatější metropolitní oblastí v Evropě a největším městem Ruska. Petrohrad je druhým největším městem a kulturním centrem země. Mezi další velká města patří Novosibirsk, Jekatěrinburg, Nižnij Novgorod a Samara, více než 1 milion obyvatel má 14 měst. Většinu obyvatel tvoří Rusové, největšími etnickými menšinami jsou Tataři (3 %) a Čečenci (1 %) a Baškirové (1 %); úředním jazykem je ruština. Celkem 62 % obyvatel se hlásí k ruskému pravoslaví, 10 % vyznává islám.  
Lidské osídlení na území dnešního Ruska sahá až do mladšího paleolitu. Východní Slované se jako uznávaná skupina v Evropě objevili mezi 3. a 8. stoletím našeho letopočtu. První východoslovanský stát, Kyjevská Rus, vznikl v 9. století a v roce 988 přijal od Byzantské říše pravoslaví. Kyjevská Rus se nakonec rozpadla; Moskevské velkoknížectví vedlo ke sjednocení ruských zemí, což vedlo k vyhlášení ruského carství v roce 1547. Na počátku 18. století se Rusko díky výbojům, anexím a úsilí ruských objevitelů značně rozšířilo a vzniklo Ruské impérium, které je dodnes třetí největší říší v dějinách. Po ruské revoluci v roce 1917 však byla monarchie v Rusku zrušena a nakonec nahrazena Ruskou sovětskou federativní socialistickou republikou (Ruskou SFSR) - prvním konstitučním socialistickým státem na světě. Po ruské občanské válce založila Ruská SFSR se třemi dalšími sovětskými republikami Sovětský svaz, v němž byla největší a hlavní složkou. Sovětský svaz prošel ve 30. letech 20. století rychlou industrializací uprostřed milionů mrtvých[zdroj?] za vlády Josifa Vissarionoviče Stalina, který později sehrál rozhodující roli ve druhé světové válce, když vedl rozsáhlé bojové operace na východní frontě. S nástupem studené války soupeřil se Spojenými státy americkými o ideologickou nadvládu a mezinárodní vliv. V sovětské éře 20. století se uskutečnily některé z nejvýznamnějších ruských technologických úspěchů, včetně první družice vyrobené člověkem a první lidské výpravy do vesmíru.
V roce 1991 vznikla po rozpadu Sovětského svazu z Ruské SFSR samostatná Ruská federace. Byla přijata nová ústava, která zavedla federální poloprezidentský systém. Od přelomu století dominuje ruskému politickému systému Vladimír Putin, za jehož vlády došlo k ústupu od demokracie a země se stala autoritářskou. V mezinárodním měřítku demokracie, lidských práv a svobody tisku se stát umisťuje velmi nízko a má také vysokou míru vnímané korupce.[zdroj?] Od roku 2022 se situace ještě zhoršila. De facto lze režim považovat za autokratický, někteří politologové charakterizují Putina jako diktátora. Rusko se vojensky angažovalo v řadě konfliktů v bývalých sovětských státech a dalších zemích, včetně války s Gruzií v roce 2008 a ruská invaze a okupace probíhající od roku 2022 na Ukrajině. Ruská federace válku Ukrajině nikdy oficiálně nevyhlásila. Počátek konfliktu sahá do roku 2014, kdy Rusko anektovalo poloostrov Krym, kde je dislokována část ruské Černomořské flotily.
Rusko je federativní poloprezidentská republika, hlavou státu je prezident, zákonodárnou moc má dvoukomorové federální shromáždění. Rusko je obecně považováno za světovou velmoc, vlastní největší zásoby jaderných zbraní a má třetí nejvyšší vojenské výdaje na světě (109 mld. amerických dolarů, 2023). Má ekonomiku s vysokými příjmy, která je jedenáctou největší na světě podle nominálního HDP a čtvrtou největší podle parity kupní síly. Přičemž se opírá o své rozsáhlé nerostné a energetické zdroje, ty se řadí na druhé místo na světě v produkci ropy i zemního plynu. 
V Rusku se nachází 32 památek světového dědictví. Je stálým členem Rady bezpečnosti OSN, členským státem G20, Šanghajské organizace pro spolupráci, hospodářského uskupení BRICS, Asijsko-pacifického hospodářského společenství, Organizace pro bezpečnost a spolupráci v Evropě a Světové obchodní organizace a je vedoucím členským státem postsovětských organizací, jako jsou Společenství nezávislých států, Organizace Smlouvy o kolektivní bezpečnosti a Eurasijský ekonomický svaz.

## Název
Jméno země v současné formě bylo na počátku 16. století do ruštiny převzato ze středověké řečtiny – byzantské prameny nazývaly zemi východních Slovanů Ρωσσία, Rhóssía. Tento řecký výraz znamená „země Rusů“, odvozený od slova Ρως, Rhós neboli Rus (rusky Русь, Rus’), označujícího v jiných jazycích i zemi, původně raně středověkou Kyjevskou Rus a později oblast slovanské Rusi, od raného středověku prostor zhruba dnešní Ukrajiny, Běloruska a západní části evropského Ruska. Etymologie názvu Rus není zcela jistá, avšak nejběžněji se přijímá tzv. normanská teorie: termín pochází ze staré severštiny, znamená „veslaři“ a byl odvozen od jména kraje Roden (později zvaného Roslagen), což bylo pobřeží Svealandu, středního Švédska. Z Rodenu se varjagové (švédští vikingové čili Normané) vydávali po mořích a řekách do východoevropských oblastí a Černomoří, Rus částečně kolonizovali a stali se od poloviny 9. století vládnoucí vrstvou, jež vytvořila stát (Kyjevská Rus, viz níže), aby posléze se Slovany splynula. Germánské jméno tak přešlo do slovanštiny, nejprve jako etnonymum a později rovněž jako geonymum. Tato teorie, odvozující jméno Ruska od jména kraje ve Švédsku, má podporu jak ve zprávách kronik, tak i v dalších lingvistických souvislostech: s ruštinou a švédštinou sousedící ugrofinské jazyky totiž označují Švédsko výrazy takřka shodnými se jménem Rossija, tedy např. Ruotsi, Ruoŧŧa, Rootsi, Roodsi, Ročinma apod.
Kromě „normanské“ teorie ovšem existují i další, dovozující, že jméno Rus pochází buď: od základu indoevropského slova ruksa či russa („světlý, bílý“) či od hypotetického praslovanského slova рьсь, r’s’ („medvěd“ – posvátné zvíře starých Slovanů), příbuzného s latinským ursus a starořeckým αρκτος, arktos anebo od jména ukrajinské řeky Ros (pravý přítok Dněpru, jižně od Kyjeva). Ani tyto, ani jiné pokusy o vysvětlení však nejsou obecně lingvisty a historiky (a to většinou ani ruskými) uznávány.

## Dějiny

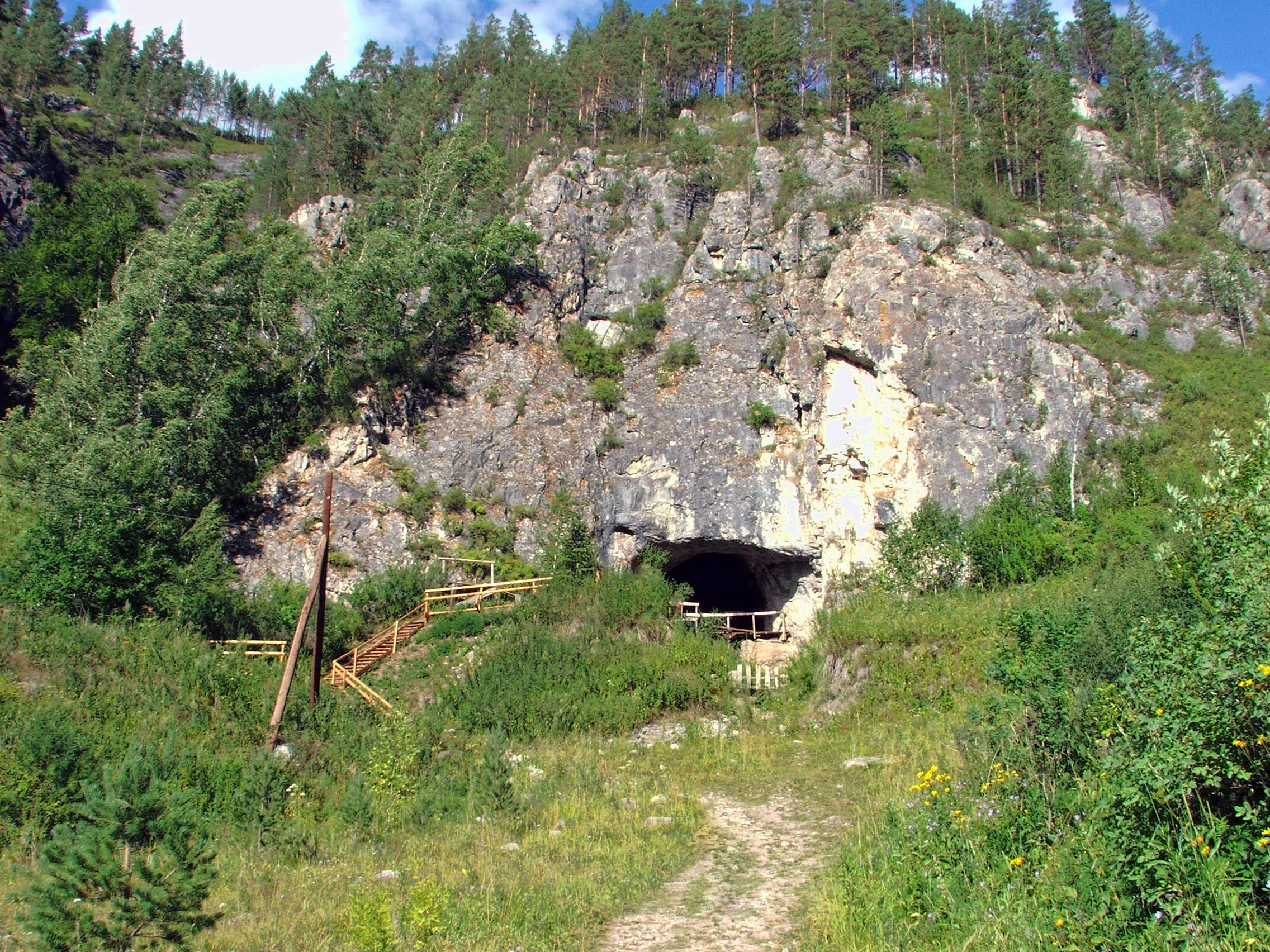
Denisova jeskyně

První lidské osídlení na území Ruska bylo oldovanské a je datováno do nejstaršího paleolitu. Asi před 2 miliony let osídlili zástupci Homo erectus Tamaňský poloostrov v jižním Rusku. Na severním Kavkaze byly objeveny pazourkové nástroje staré asi 1,5 milionu let. Celý jeden druh rodu Homo, Denisované, byl roku 2008 pojmenován podle Denisovy jeskyně v pohoří Altaj. Nejstarší Denisované žili na Altaji před 195 000–122 700 lety. Je prokázáno, že se křížili s neandrtálci. Rusko bylo ostatně domovem některých z posledních přeživších neandrtálců, zhruba před 45 000 lety. Ze stejné doby pochází první stopy člověka moderního typu v Rusku, nalezeny byly na západní Sibiři. K vysoké koncentraci lidí moderního typu došlo před 40 000 lety v západním Rusku (nálezy v Kostjonki–Borščjovo a v Sungiru). Severoeurasijské populace ze Sibiře osídlily Americký kontinent, přechodem přes Beringovu úžinu před 26 000 až 19 000 lety.

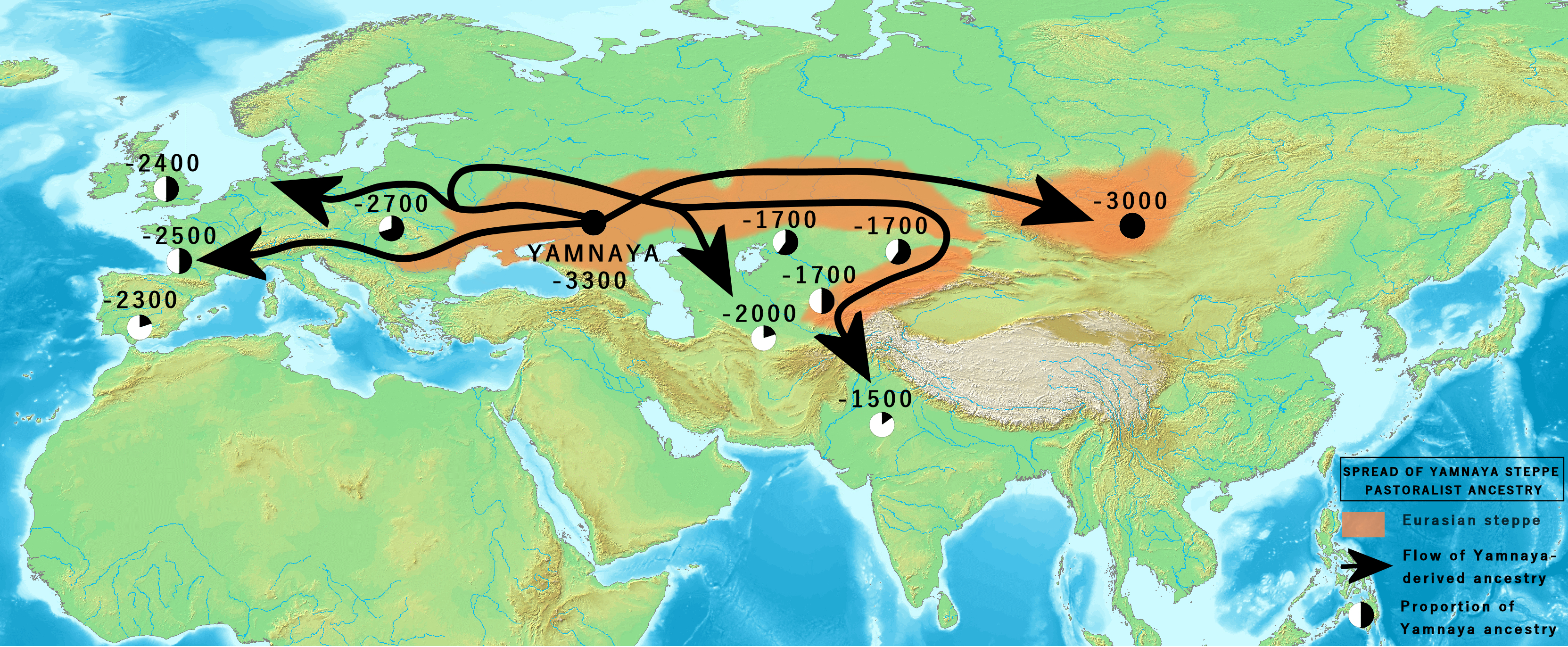
Migrace Indoevropanů podle kurganové hypotézy

Podle tzv. kurganové hypotézy byla oblast mezi Volhou a Dněprem v jižním Rusku pravlastí Indoevropanů. Ti vytvořili na jihu Ruska Jámovou kulturu a indoevropské jazyky, které se pak migrací rozšířily do velké části Eurasie. Kočovnictví se rozvinulo v Pontsko-kaspické stepi v eneolitu, archeologové hovoří o kultuře Sintašta. Ta patrně vynalezla válečný vůz. Mluvčí uralské jazykové rodiny migrovali okolo 1500 př. n. l. ze Sibiře do severní Evropy.

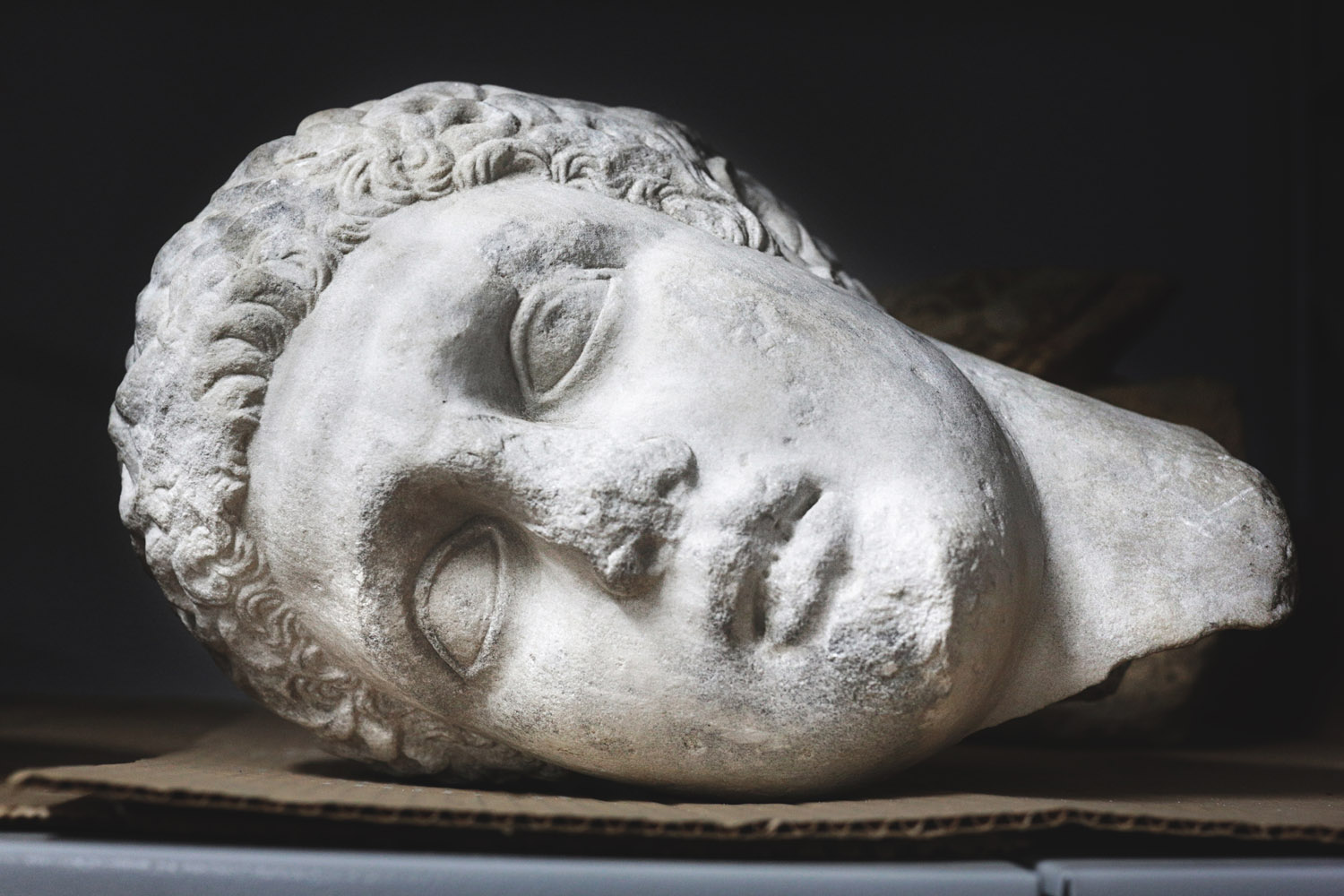
Zbytky antické řecké sochy z Fanagorie

V 8. století př. n. l. Řekové z Milétu začali kolonizovat území dnešního jižního Ruska, zejména břeh Černého moře. Nejvýznamnějšími jejich koloniemi byli Tanais (v dnešní Rostovské oblasti), Fanagoria, Gorgippia a Hermonassa (dnešní Krasnodarský kraj). Později se z tohoto základu vyvinula Bosporská říše, helénistické království, které se nakonec stalo klientským státem Římské říše. Bylo vyvráceno nomádskými invazemi Hunů a Avarů. Posléze oblast mezi Kavkazem, Volhou a Dněprem ovládli turkičtí Chazaři, spojenci Byzance a protivníci Arabů. Kontrolu si udrželi až do 10. století. Po nich přišli Pečeněhové, kteří vytvořili velkou konfederaci, kterou následně převzali Kumáni a Kipčaci.
Předkové dnešních Rusů byli zejména Slované, kteří se oddělili od Indoevropanů asi před 1500 lety. Tito východní Slované postupně osídlili západní Rusko ve dvou vlnách: jedna se pohybovala od Kyjeva směrem k dnešnímu Suzdalu a Muromu a druhá od Polocka směrem na Novgorod a Rostov. Od 7. století tvořili východní Slované již většinu populace v západním Rusku a pomalu asimilovali původní finické národy.

### Počátky Rusi

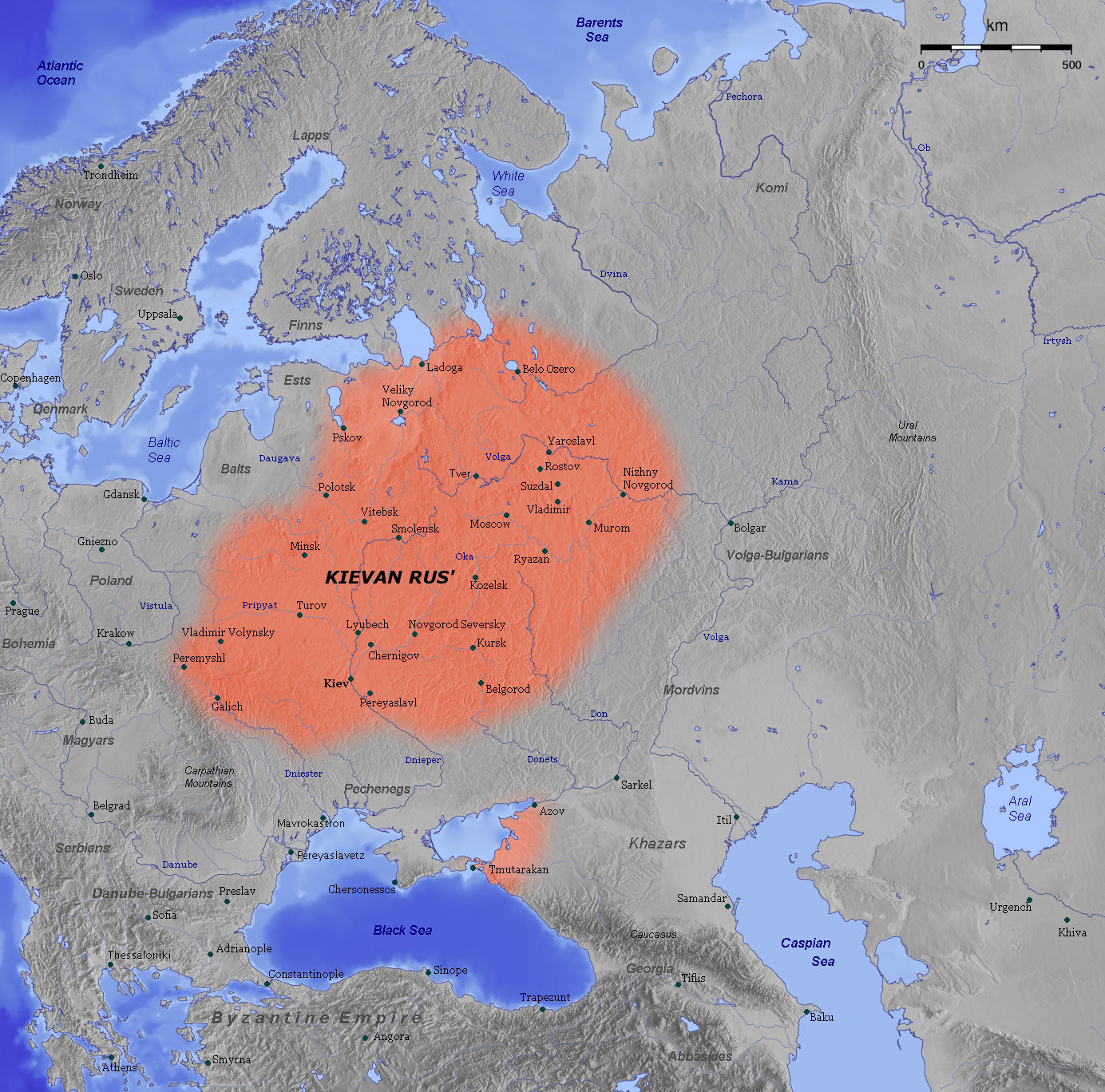
Kyjevská Rus

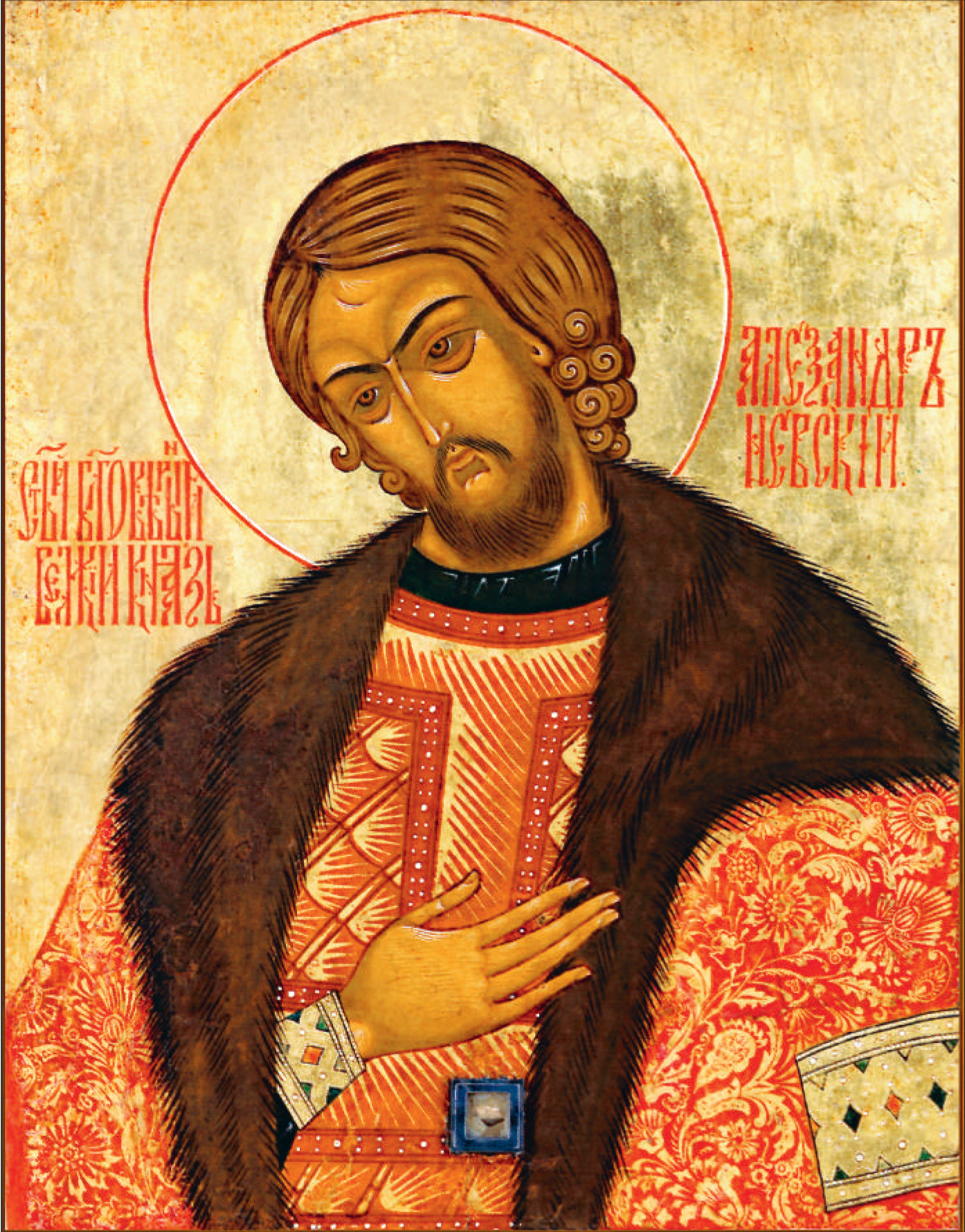
Alexandr Něvský

První státní útvar Východních Slovanů vznikl mezi Baltským a Černým mořem, kudy vedly obchodní stezky mezi Skandinávií a Byzantskou říší. Za počátek dějin Ruska je považováno založení Novgorodu roku 862. Roku 882 ovládl novgorodský kníže Oleg z rodu Rurikovců Kyjev, který předtím platil tribut Chazarské říši. Následně Oleg založil Kyjevskou Rus.

Vládci Rusi poté dobyli hlavní město Chazarů a Kyjevská Rus se stala jedním z největších a nejvýznamnějších států ve východní Evropě. Roku 988 přijal kníže Vladimír I. křest z Byzantské říše, což zařadilo Rus mezi východokřesťanské (od rozkolu v roce 1054 pravoslavné) země. Okolo roku 1020 vydal kníže Jaroslav Moudrý první zákoník, tzv. Ruskou pravdu.
V 11. a 12. století byla Rus oslabena neustálými nájezdy Kumánů a dalších kočovných turkických kmenů, slovanská populace začala migrovat na bezpečnější, hustě zalesněné oblasti na severu. Vnitřními rozpory se začala rozpadat. Vladimirsko-suzdalský kníže Andrej Bogoljubskij vyplenil Kyjev v roce 1169, což vedlo k přesunu politické moci na severovýchod. Ve 13. století utrpěla Rus po invazi mongolských hord pod vedením Bátúa rozhodující porážku (1237–40) a byla ovládnuta Zlatou hordou. Ta se postupně dostala do rukou muslimských Tatarů.
Novgorodská republika spolu s Pskovem udržely poté jistou míru autonomie. Expanzi ze strany Švédů odvrátil kníže Alexandr Něvský, který je porazil v bitvě na řece Něvě (1240), stejně tak zastavil vpád Řádu německých rytířů v tzv. ledové bitvě roku 1242. Nejmladší syn Alexandra Něvského Daniil Alexandrovič přesunul sídlo svého knížectví z Vladimiru do Moskvy. V posledních letech své vlády pak nově založené Moskevské velkoknížectví územně zdvojnásobil a položil základní kámen Moskevskému Kremlu.

### Moskevské velkoknížectví

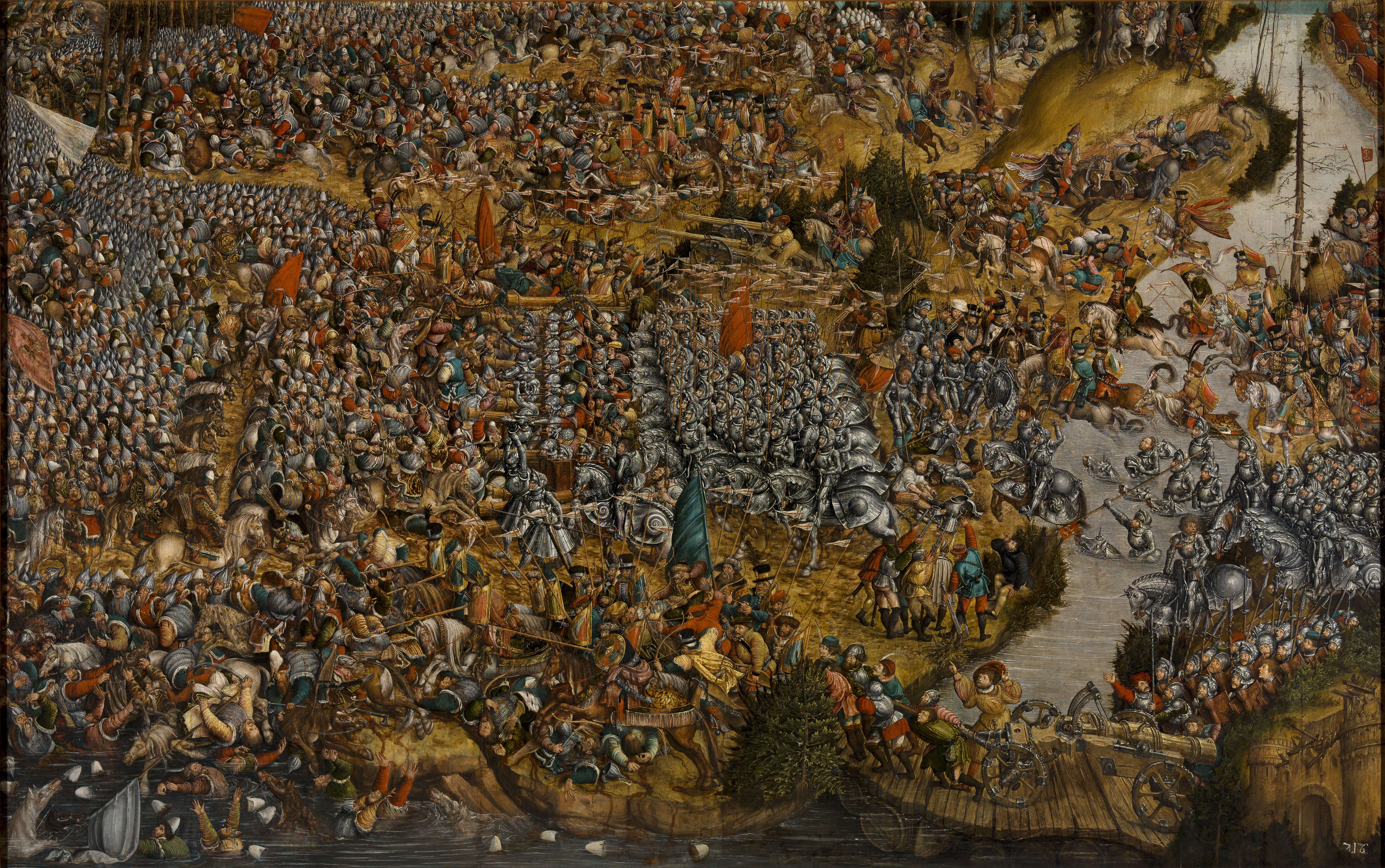
Polsko-litevská unie porazila 8. září 1514 vojska knížete Vasilije III. v bitvě u města Orša. Války skončily mírem v roce 1522 a Moskvané získali zpět oblasti bývalé Kyjevské Rusi

Koncem 13. století začalo nabývat na významu Moskevské velkoknížectví. Moskva, založená 1147, se stala roku 1325 sídlem hlavy pravoslavné ruské církve. Země však byla nadále poddaná Zlaté hordě, které musela odvádět daně. Byly to těžké časy s častými mongolsko-tatarskými nájezdy, úpadkem zemědělství a rozšířením různých epidemií. Epidemie černé smrti nezasáhla Rusko tak silně jako západní Evropu a populaci se podařilo brzy obnovit.
Roku 1380 moskevský velkokníže Dimitrij Donský porazil Zlatou hordu (součást mongolské říše) v bitvě na Kulikově poli. Moskva postupně vstřebala okolní knížectví, včetně Tveru a Novgorodu, i nadále však odváděla poplatky Zlaté hordě. Moskevský stát se stal na Tatarech plně nezávislým až v roce 1480 za panování Ivana III., který značně rozšířil území Rusi směrem na východ. Tataři přišli o politickou moc, nicméně dodnes tvoří nejpočetnější menšinu Ruska, koncentrovanou zejména v Tatarstánu. Ivan III. se oženil s neteří posledního byzantského císaře Konstantina XI, a přijal znak byzantského dvouhlavého orla za svůj vlastní, eventuálně také jako ruský státní znak.
Rozsáhlé západní oblasti včetně Kyjeva se dostaly do rukou Polsko-litevského státu (od Kyjeva po Možajsk nedaleko Moskvy). Moskvané se během vleklé Rusko-litevské války snažili získat kontrolu nad všemi teritorii, které bývaly součástí Kyjevské Rusi. V roce 1514 Polsko-litevská unie porazila Moskvany v bitvě u Orši. Války však pokračovaly. V roce 1522 byl podepsán mír, na jehož základě Litva postoupila Moskvanům některé oblasti v zemích bývalé Kyjevské Rusi, včetně Smolenska. Ve stejném roce se Litevské velkovévodství pokusilo zaútočit na Moskvu ještě jednou, ale hlavní vojenské konflikty byly urovnány na přibližně 40 let.

### Carské Rusko

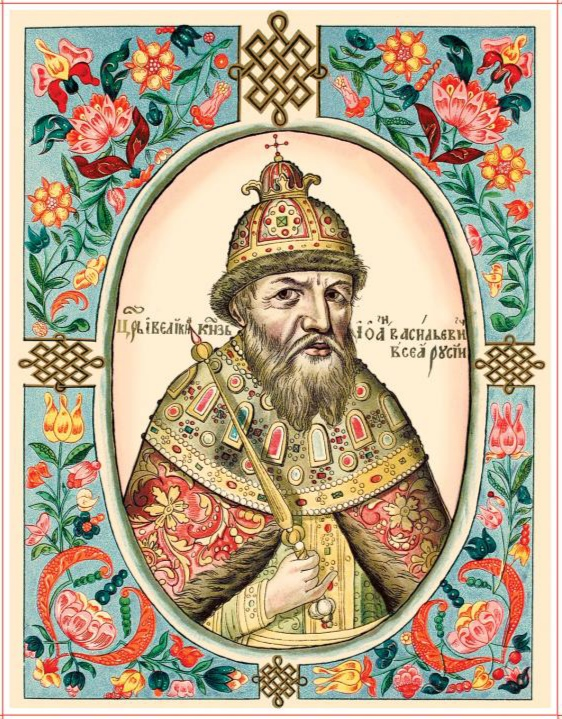
Car Ivan Hrozný

Roku 1547 se pak Ivan IV. Vasiljevič, zvaný Hrozný, nechal korunovat carem a nastolil tak tzv. samoděržaví: centralistickou absolutní monarchii. Za jeho vlády se ruské teritorium směrem na Sibiř zdvojnásobilo, což z Ruska vytvořilo transkontinentální stát.
Krymští Tataři, jediní zbývající zástupci Zlaté Hordy, pokračovali v nájezdech do jižního Ruska a odváděli ve velkém obyvatele do osmanského otroctví. Zabraňovali tak většímu osídlení území. Krymští Tataři také roku 1570 zdevastovali Rjazaň, kde se setkali jen se slabým odporem.

V roce 1571 Tataři z Krymského chanátu a jejich osmanští spojenci (80 000 Tatarů, 33 000 Turků a 7 000 janičárů) vpadli do centrálního Ruska a za řekou Ugrou rozdrtili křídlo ruského vojska se 6 000 bojovníky. Jelikož ruská armáda neměla sílu k zastavení invaze, ustoupila do Moskvy. Venkovské obyvatelstvo také uprchlo do hlavního města. Armáda Krymských Tatarů zdevastovala města a vesnice v okolí Moskvy a poté vypálila většinu hlavního města. Odhaduje se, že tatarské invazi padlo za oběť 80 000 lidí a 150 000 Rusů bylo odvlečeno do zajetí.

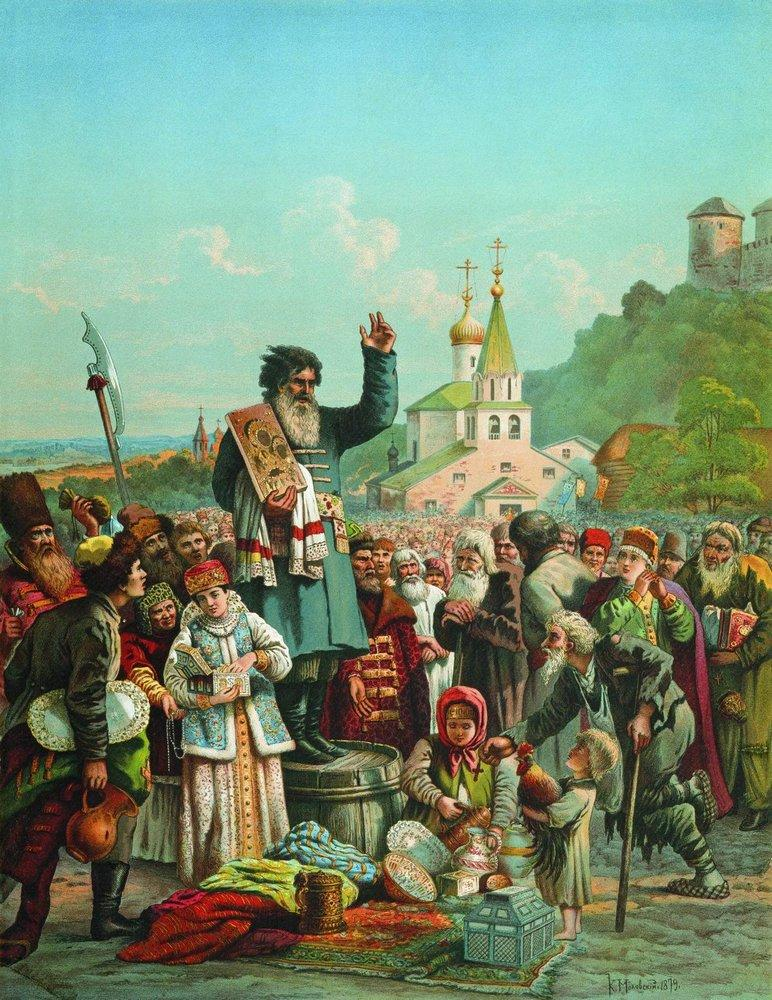
Kuzma Minin burcuje roku 1611 obyvatelstvo k odporu proti polským okupantům

Následující rok krymský chán Devlet Giraj, podporovaný Osmanskou říší, plánoval plné dobytí Ruska, ale jejich armáda byla poražena v bitvě u Molodi, což eliminovalo hrozbu krymsko-osmanské expanze do Ruska. Nájezdy Tatarů za účelem zajímání otroků však neustaly až do konce 17. století. Rusové byli odvlékáni do otroctví ve velkých počtech i nadále, i když výstavba nových opevnění po celém jižním Rusku neustále zužovala prostor přístupný pro nájezdy Krymských Tatarů.
Rozmach ruského carství se pozastavil po vymření dynastie Rurikovců na přelomu 16.–17. století, kdy Polsko-litevská unie obsadila během Období zmatků velké části Ruska, včetně Moskvy. V roce 1612 však byli Poláci a Litevci nuceni ustoupit. Zasloužil se o to sbor pod vedením Kuzmy Minina a knížete Dmitrije Požarského.
Roku 1613 byl pak zvolen hlavou státu Michail I. Romanov. Carská dynastie Romanovců následně vládla Rusku do roku 1762, kdy ji vystřídala dynastie Holstein‑Gottorp‑Romanov. V 17. století Rusko kolonizovalo většinu Sibiře a v roce 1648 Rusové poprvé přešli Beringův průliv mezi Asií a Severní Amerikou.
V roce 1648 se rolníci z Ukrajiny připojili k záporožským kozákům ve vzpouře proti Polsko-litevské unii. V roce 1654 ukrajinský vůdce Bohdan Chmelnický nabídl ruskému carovi Alexeji I., že by Ukrajina měla být oddělena od Polsko-litevské unie a postavena pod jeho ochranu. Car Alexej I. tuto nabídku přijal (tzv. perejeslavská dohoda), což vedlo k další rusko-polské válce (1654–1667). Nakonec byla Ukrajina rozdělena podél Dněpru, západní část připadla Polsku a východní část Rusku (viz Andrusovské příměří, Smlouva o věčném míru).

### Ruské impérium

Ruské impérium v roce 1866

Koncem 17. století se stal ruským carem Petr Veliký, známý svými odvážnými reformami a modernizací státu. Po vítězství v severní válce nad Švédskem (1700–1721) byl zaveden název Ruské impérium. Na jednom ze získaných území (v ústí řeky Něvy) založil Petrohrad, který se stal hlavním městem země. Roku 1721 také přijal Petr titul imperátora.

Vláda Kateřiny II. Veliké (1762–1796) pak přinesla osvícenské reformy, počátek rozvoje věd, stavbu obrovských paláců v okolí Petrohradu, územní zisky na Ukrajině a Krymu v opakovaných válkách s Osmanskou říší a zisk velké části postupně rozdělovaného Polska. Ruské impérium se rozrostlo o další území Dálného východu až po Aljašku (1799), Gruzii (1802[zdroj?]) a Ázerbájdžán (1813). V důsledku rusko-švédské války bylo roku 1809 k Rusku připojeno Finsko. V roce 1803–1806 bylo provedeno první ruské obeplutí země a v roce 1820 ruská expedice objevila kontinent Antarktidy.

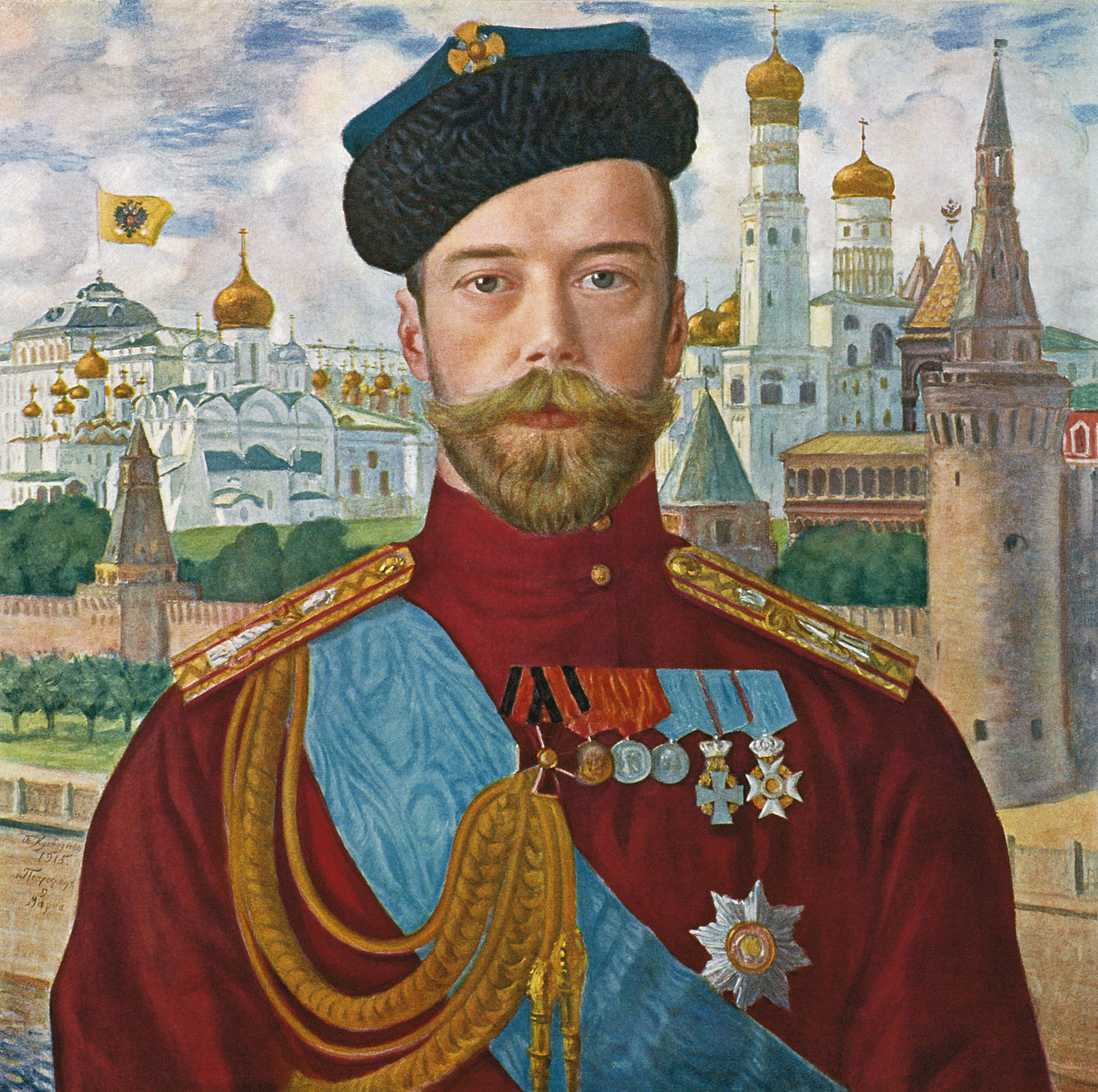
Ruský car Mikuláš II zavražděný v roce 1918 bolševiky

Roku 1812 vpadl do země Napoleon Bonaparte, avšak jeho ruské tažení zakončené okupací Moskvy skončilo debaklem, Napoleon byl poražen a Ruská armáda se přehnala přes Evropu až do Paříže. Alexandr I. Pavlovič se účastnil v čele ruské delegace Vídeňského kongresu, který definoval mapy v po-napoleonské Evropě.
Zemi oslabila Krymská válka proti Osmanské říši v letech 1853–1856. V té bojoval mj. Lev Nikolajevič Tolstoj. Hospodářsky zaostalé Rusko se začalo postupně modernizovat (roku 1861 bylo zrušeno nevolnictví, začala výstavba železnic a průmyslu), přesto nedokázalo držet krok se západními mocnostmi. Průmyslový vzestup byl vystřídán krizí na počátku 20. století. V letech 1904–1905 probíhala Rusko-japonská válka, v níž bylo Rusko poraženo.
Opozice proti carství (vyjádřená již povstáním Děkabristů roku 1825 či teroristickými akcemi hnutí Zemlja i Volja) sílila, zejména ze strany dělníků, ale také intelektuálů a příslušníků neruských národů, jež byly vystaveny rusifikaci. V druhé polovině století se Rusko vydalo od nevolnictví k revolucím. Po poražené první ruské revoluci (1905) byl sice zřízen parlament (duma), absolutismus však oslaben nebyl.

### Revoluce a občanská válka

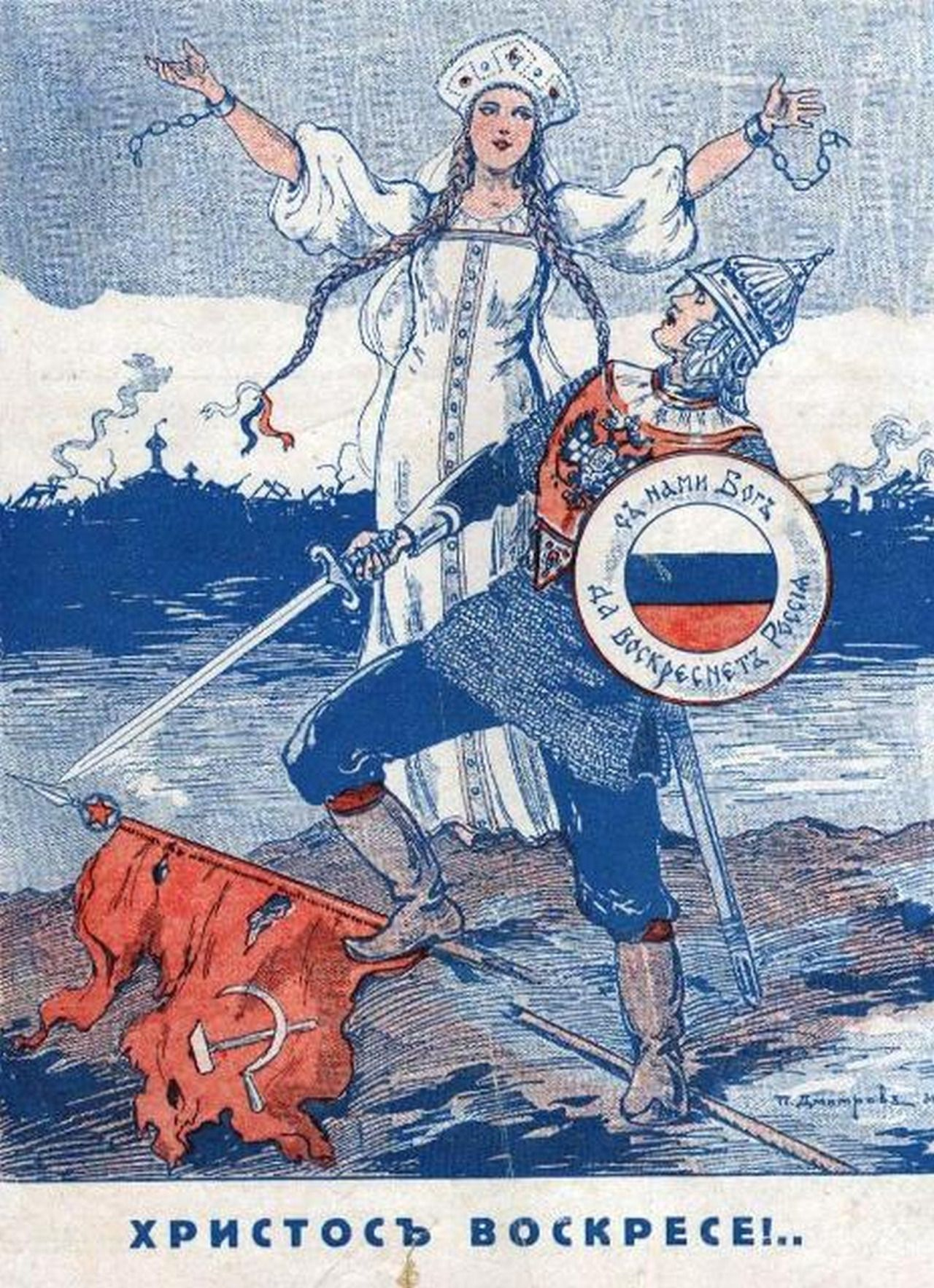
Antibolševický plakát Bílé armády

První světová válka pak přinesla rozklad státu a nejprve únorovou a následně radikálnější říjnovou revoluci, po níž se k moci dostali bolševici, kteří následně přeměnili Rusko v socialistický stát a uvedli ho do občanské války. V ní v letech 1917–1922 zvítězili, za cenu asi 5 milionů mrtvých civilistů. V červenci 1918 byl bolševiky zavražděn někdejší car ruského impéria Mikuláš II. (civilním jménem Nikolaj Alexandrovič Romanov) i jeho manželka s dětmi.

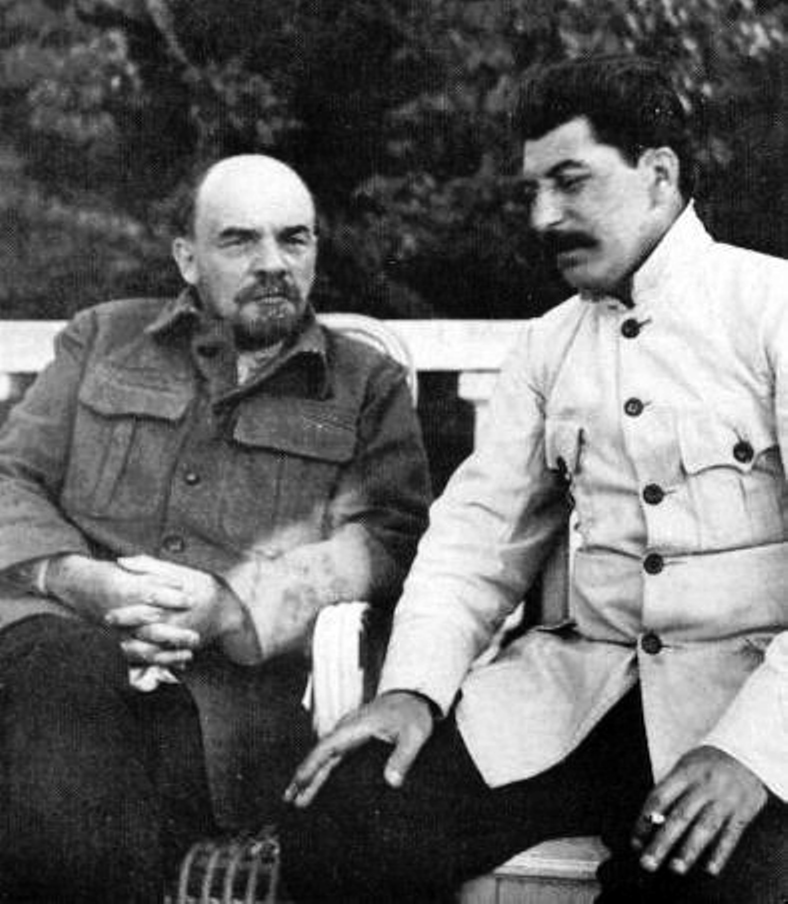
Lenin a Stalin

Dne 7. listopadu 1917 byla v Petrohradu ustavena sovětská vláda v čele s Leninem, revolucionářem a marxistickým intelektuálem. V lednu 1918 byla vyhlášena Ruská sovětská federativní socialistická republika (RSFSR), v jejíchž postupem doby pozměněných hranicích existuje dnešní Rusko. Hlavním městem se stala opět Moskva. 3. března podepsalo Rusko separátní Brest-litevskou mírovou smlouvu vyvádějící Rusko z první světové války, ovšem za cenu ztráty většiny Ukrajiny, Běloruska, Polska, Besarábie, Finska a Pobaltí.
Země upadla do vleklé občanské války trvající až do roku 1922; proti komunistům povstalo mnoho odpůrců, např. Bílá armáda, Černá armáda, Zelená armáda, donští kozáci nebo rolníci během Tambovského povstání, avšak byli velmi nejednotní, a tudíž nemohli být silným protivníkem proti bolševikům podporovaným Rakousko-Uherskem a Německem, a to ani přes intervenci Francie, Británie a Československých legií. Českoslovenští legionáři dobyli všechna velká města na Sibiři, avšak cara Mikuláše II. a jeho rodinu se jim zachránit ze zajetí v Jekatěrinburgu nepodařilo.
V době války odešla velká část spisovatelů, umělců a vědců do emigrace. Při hladomoru v Povolží zemřelo přes 5 milionů lidí. Celkem si občanská válka v Rusku vyžádala 7–12 milionů obětí. V roce 1921 Lenin vyhlásil novou hospodářskou politiku (NEP) s prvky soukromého vlastnictví, díky níž se podařilo alespoň částečně konsolidovat hospodářství.

### Sovětský svaz

Ruská SFSR a ostatní svazové republiky v roce 1936

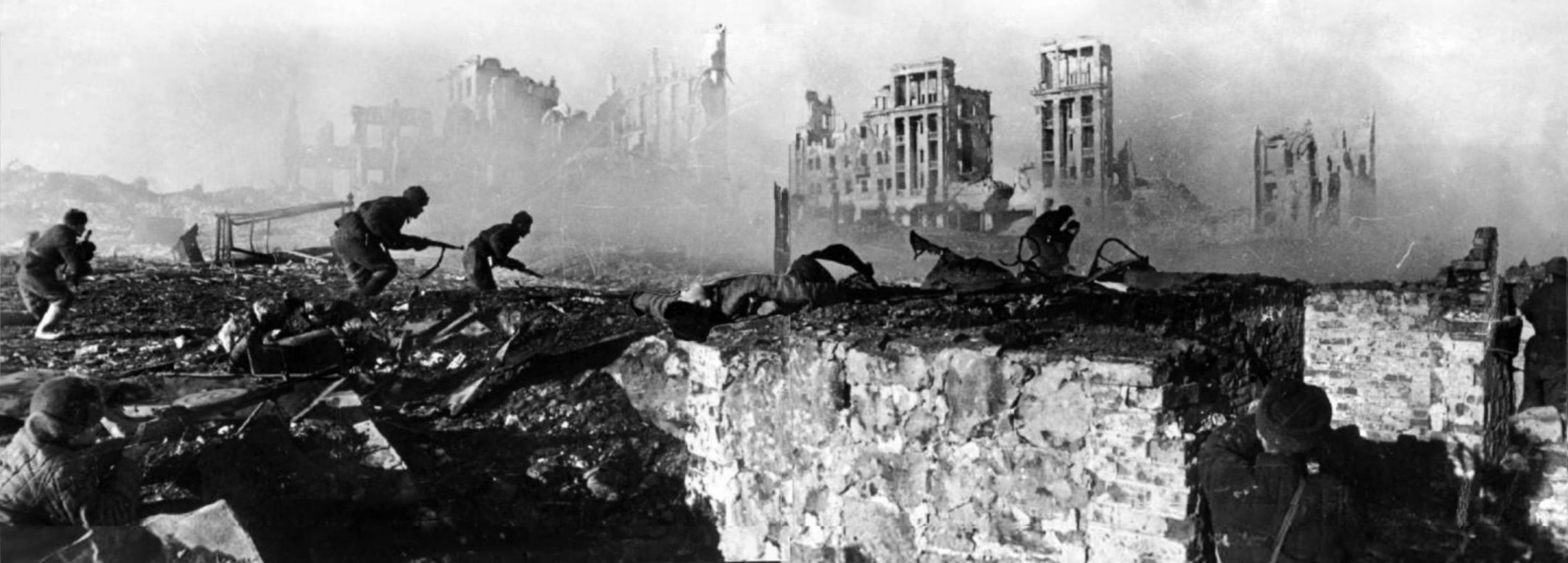
Bitva u Stalingradu byla jednou z největších bitev v dějinách. Sovětské vítězství přineslo zvrat ve druhé světové válce

Vzhledem k Leninovým zdravotním komplikacím byl nově zřízen úřad Generálního tajemníka ÚV KSSS; dosazen do funkce byl Josif Stalin. Tomu se podařilo úspěšně získat co nejvíce moci a odstranit ideové odpůrce, zejména trockisty. 30. prosince 1922 došlo ke spojení RSFSR, Ukrajinské SSR, Běloruské SSR a Zakavkazské SSR. Vznikl tak Sovětský svaz.
Po Leninově smrti roku 1924 se chopil moci Stalin. Probíhala násilná kolektivizace zemědělství, budování těžkého průmyslu a infrastruktury, elektrifikace země; zvyšovala se gramotnost obyvatelstva či dostupnost zdravotní péče, avšak rozvoj země probíhal za cenu likvidace odpůrců režimu a kolektivizace, kteří byli internováni do tzv. gulagů, zejména na Sibiř a Dálný Východ, kde zemřely milióny lidí. Násilná kolektivizace vyvolala v letech 1932–33 hladomor v Povolží a dalších regionech jižního Ruska, při kterém zahynuly v ruské části SSSR až 3 miliony lidí. Polovina 30. let je pak obdobím další rusifikace neruských národů SSSR a brutálních stalinských čistek NKVD v armádě a straně.
Dne 22. června 1941 hitlerovské Německo porušilo smlouvu o neútočení (pakt Ribbentrop–Molotov) a bez vyhlášení války napadlo Sovětský svaz. Začala Velká vlastenecká válka. Nacistický Generalplan Ost počítal s genocidou Rusů a dalších slovanských národů. Nacisté ovládli většinu evropské části země, která byla těžce poničena, avšak po bojích u Stalingradu a bitvě u Kurska začal obrat ve válce ve prospěch SSSR a jeho západních spojenců. Do léta 1944 byla většina země od okupantů osvobozena. V únoru 1945 pak proběhla na Krymu tzv. jaltská konference, kde se Stalinovi podařilo upevnit sovětský vliv na střední a východní Evropu. Německá invaze do Sovětského svazu si vyžádala více než 20 milionů obětí. Během války zemřelo 6–9 milionů ruských civilistů, včetně milionu lidí při 872 dní dlouhém obležení Leningradu, a okolo 6 milionů vojáků z ruské části SSSR. V německém zajetí zahynulo 3,3 milionu sovětských válečných zajatců. Německý wehrmacht utrpěl 80 % svých ztrát v bojích na východní frontě. Sovětský svaz získal porážkou nacistů velkou prestiž, která přispěla k etablování komunistických diktatur ve státech tzv. východního bloku včetně Československa.

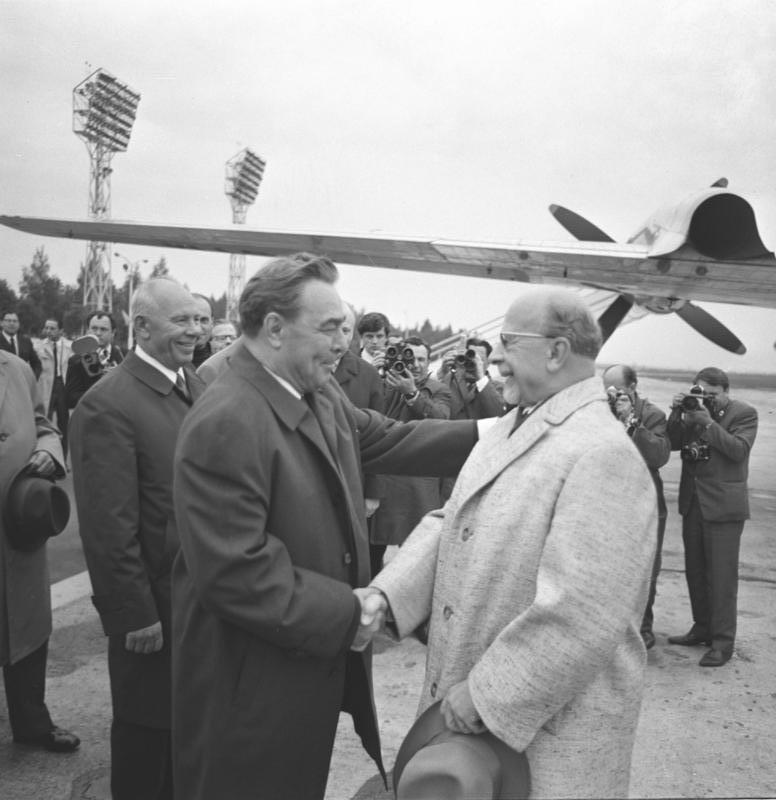
Leonid Brežněv a Nikolaj Podgornyj vítají předsedu státní rady NDR Waltera Ulbrichta v Moskvě, 1969

Po druhé světové válce byl SSSR jednou ze stran tzv. studené války. V roce 1953 zemřel sovětský vůdce generalissimus Stalin. Jeho nástupce, Nikita Chruščov, v tajném projevu v roce 1956 kritizoval tzv. kult osobnosti stalinského období. Následující desetiletí provázelo určité oslabení represí a ekonomický rozvoj; byl zahájen sovětský kosmický program. V roce 1954 při příležitosti 300 let od kozáckého shromáždění Perejaslavské rady a připojení Ukrajiny k Ruskému impériu rozhodlo Prezidium Nejvyššího sovětu o převedení Krymu (Krymské oblasti) do Ukrajinské SSR. Po rozpadu SSSR byla legitimita tohoto aktu zpochybňována v rámci ruských nároků na převážně ruskojazyčný a strategicky významný poloostrov.

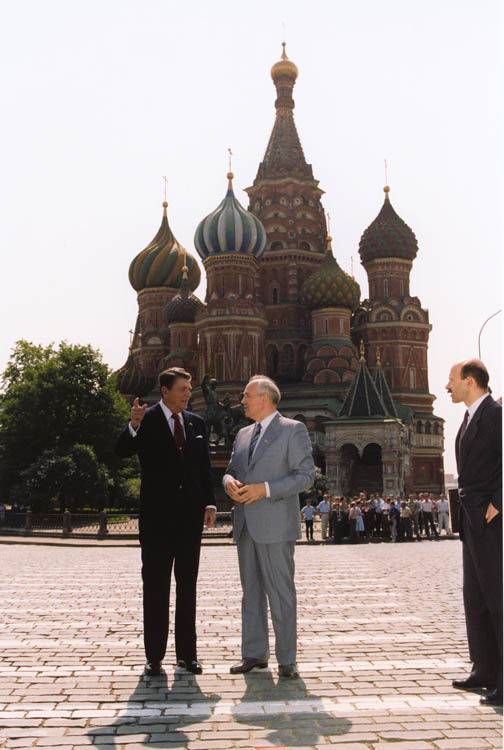
Michail Gorbačov a Ronald Reagan v Moskvě, 1988

Éra Chruščovova následníka Brežněva byla pak obdobím tzv. ustrnutí (zastója). Nebyla již provázena represemi uvnitř Sovětského svazu ve velkém měřítku, avšak SSSR se jen nedostatečně dále modernizoval, což způsobilo hospodářskou stagnaci.
V „bratrském“ Československu došlo k vývoji, který kulminoval v období pražského jara 1968. Naděje na „socialismus s lidskou tváří“ byly na rozkaz sovětského vedení a Leonida Brežněva osobně ukončeny invazí vojsk Varšavské smlouvy, oficiálně nazvanou „bratrská internacionální pomoc“, ve středu 21. srpna 1968.
V roce 1979 začala sovětská válka v Afghánistánu, ta pro SSSR skončila po deseti letech neúspěchem a stažením jejich vojsk, zčásti díky podpoře mudžahedínských povstalců USA, Saúdskou Arábií, Velkou Británií a dalšími zeměmi. Proti intervenci do Afghánistánu protestoval Andrej Sacharov, nejznámější představitel sovětského disentu a nositel Nobelovy ceny míru. Po Brežněvově smrti v roce 1982 se po přechodném období — krátkém působení Jurije Andropova a Konstantina Černěnka v čelných funkcích — v roce 1985 stal generálním tajemníkem KSSS Michail Gorbačov. Gorbačov zahájil období perestrojky a glasnosti. Jeho cílem bylo reformování SSSR, avšak skutečným výsledkem jeho politiky se stala jeho postupná dezintegrace.

### Ruská federace

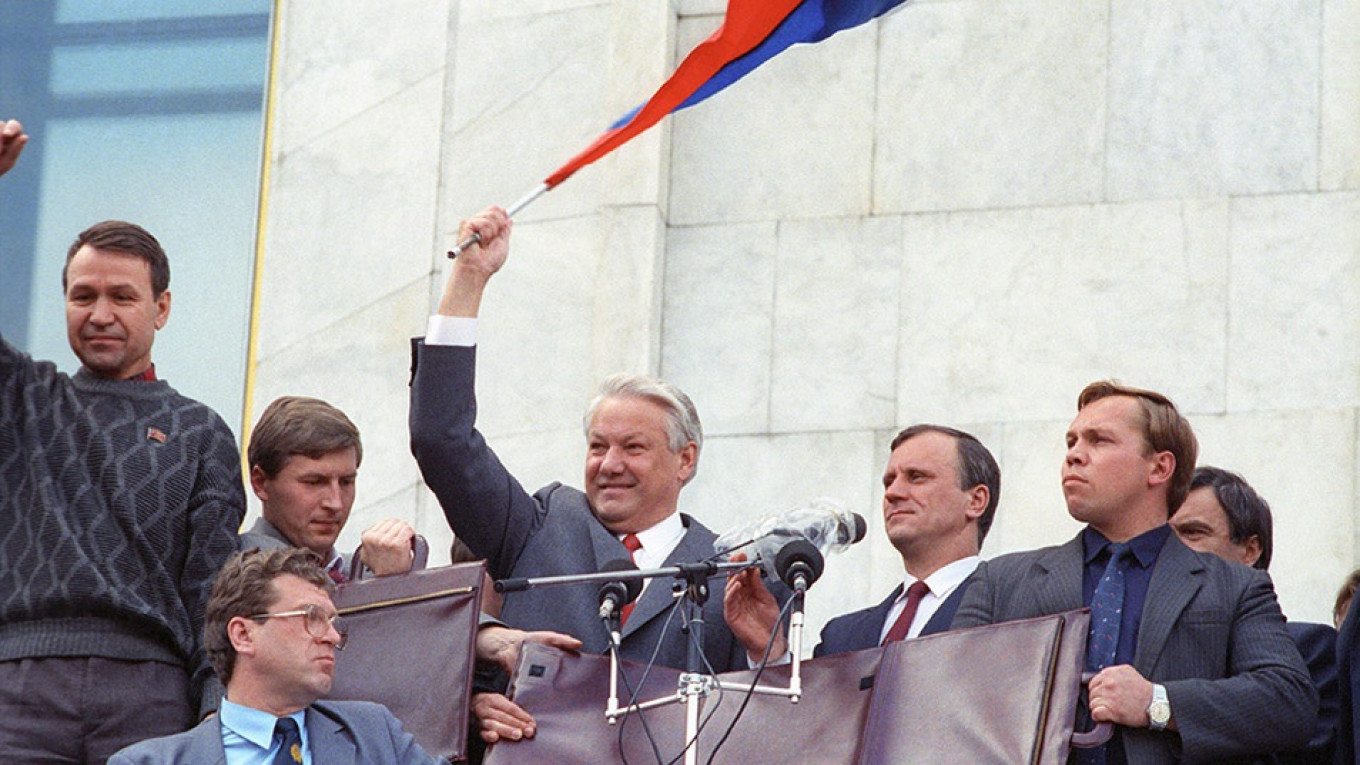
Boris Jelcin 22. srpna 1991 v boji proti puči

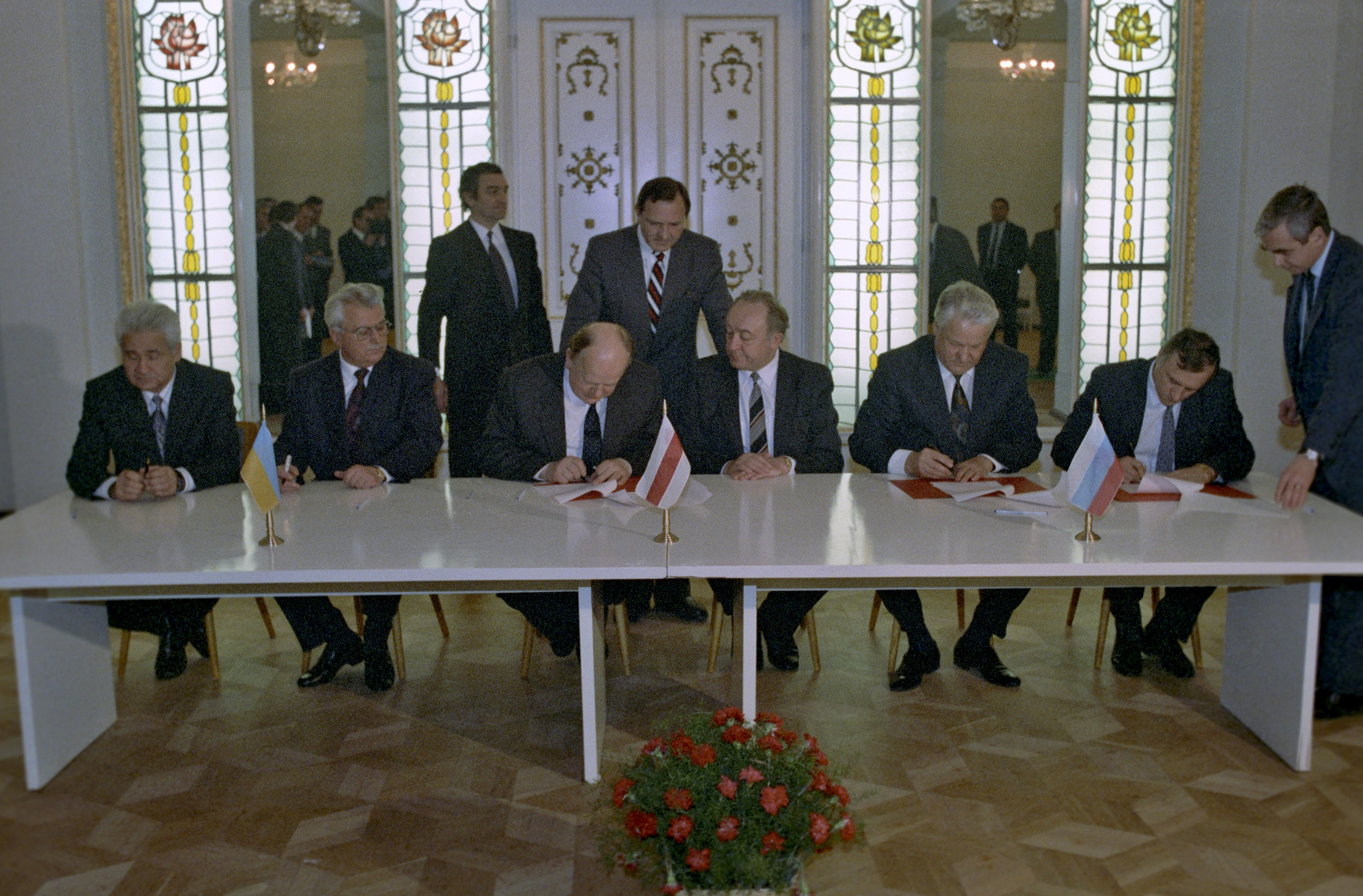
Podpis Bělověžské dohody, která rozpustila Sovětský svaz.

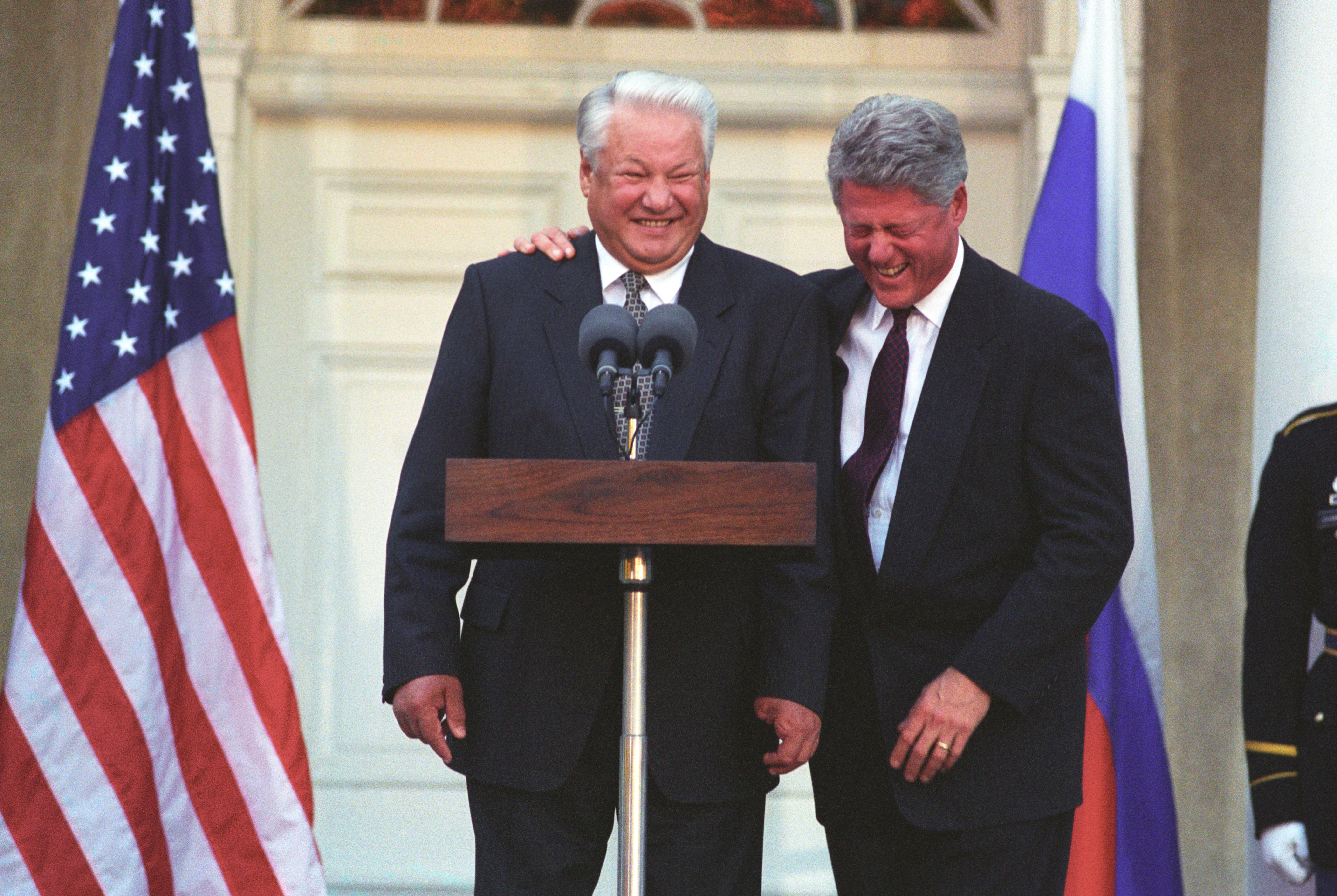
Prezident Boris Jelcin s americkým prezidentem Billem Clintonem, říjen 1995

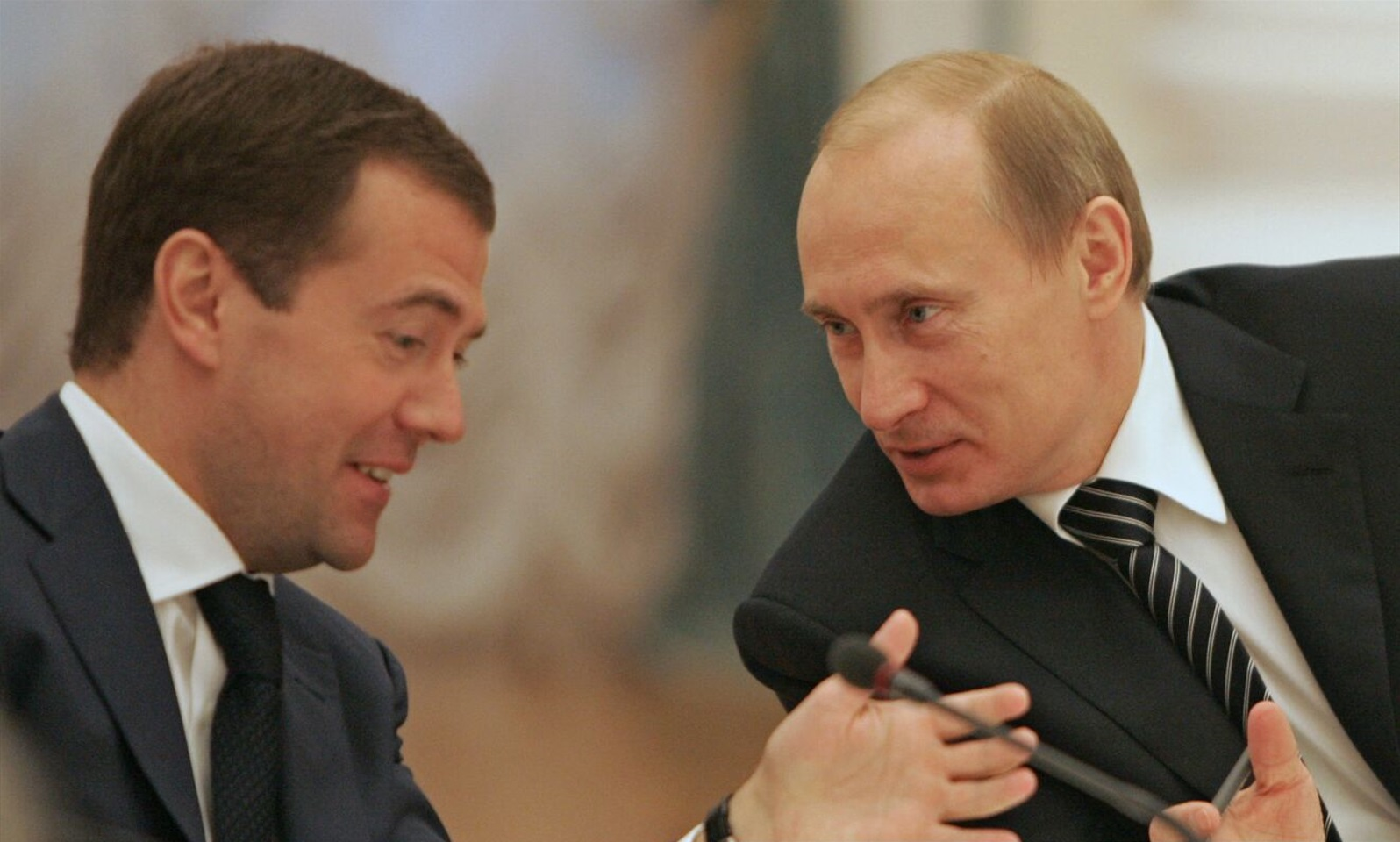
Dmitrij Medveděv a Vladimir Putin v březnu 2008

Sovětský svaz měl být reorganizován ve volnější federaci, pro což se vyjádřila většina voličů 17. března 1991 v referendu. Byla zřízena funkce prezidenta RSFSR. 12. června 1991 byl prvním prezidentem Ruska zvolen Boris Jelcin. Tzv. srpnový puč, jehož cílem bylo zrušení demokratických přeměn, byl potlačen. 8. prosince 1991 pak hlavy Ruska, Ukrajiny a Běloruska podepsali Bělověžskou dohodu, prohlášení o vytvoření Společenství nezávislých států stanovící, že „SSSR jako subjekt mezinárodního práva přestal existovat“. 25. prosince 1991 se Ruská sovětská federativní socialistická republika přejmenovala na Ruskou federaci a 26. prosince se SSSR oficiálně rozpadl na Ruskou federaci a dalších 14 postsovětských republik.
V říjnu 1993 propukla tzv. ústavní krize, Jelcin podporoval kurz radikální privatizace na rozdíl od parlamentu. Jelcin v rozporu s ústavou a s odvoláním na výsledky referenda o jeho pravomocech rozpustil ruský parlament. Povstání, které proti rozhodnutí protestovalo, bylo krvavě potlačeno armádou. Éra Borise Jelcina byla pak obdobím bolestného přechodu ke kapitalismu, privatizace, krachu velkých státních podniků, nárůstu kriminality, ztráty super-velmocenského postavení a velmi pomalému a problematickému etablování demokracie, která v Rusku nemá tradici. Současně probíhala první a druhá čečenská válka a Rusko vstoupilo do svazu s Lukašenkovým Běloruskem. Jelcin spustil vlnu privatizace podniků včetně nalezišť surovin. Na těchto krocích, prodeje majetku pod cenou, profitoval poměrně úzký okruh osob kolem Jelcina, zahraniční banky a těžební společnosti. Z tohoto okruhu osob údajně vznikli tzv. oligarchové.
Po vzniku nezávislého, postsovětského Ruska v zemi propukla hluboká hospodářská a sociální krize, která trvala celá 90. léta. Většina státních podniků zkrachovala. Vědci z bývalého SSSR, především z oboru kosmonautiky, která byla v útlumu, odcházeli do USA nebo do Japonska. V zemi se začal prosazovat organizovaný zločin a hospodářská kriminalita.
S restrukturalizací hospodářství vznikla vrstva extrémně bohatých a extrémně chudých obyvatel. V roce 1998 vyhlásilo Rusko státní bankrot. Až za vlády prezidenta Putina se začala hospodářská situace zlepšovat, zlepšilo se splacení ruských dluhů v důsledku růstu cen ropy a zemního plynu, jehož je Rusko významným exportérem. Výrazně vzrostly kapitálové investice. Na druhou stranu ale přibývala nová rizika, jako například terorismus nebo separatismus jednotlivých republik.
Ve snaze zabránit separatistickým tendencím v oblasti severního Kavkazu zaútočila v 90. letech ruská armáda na Čečenskou republiku, jež se snažila odtrhnout a vyhlásit nezávislost. Časem se však válka změnila v partyzánský boj a čečenští teroristé začali páchat bombové útoky. Mezi největší teroristické masakry patřil teroristický útok na beslanskou školu (2004), bombové útoky v Moskevském metru (2004 a 2010) a na nádraží a trolejbus ve Volgogradu (2013).
31. prosince 1999 prezident Jelcin oznámil svůj odchod z politiky a pověřil výkonem prezidentských pravomocí předsedu ruské vlády Vladimíra Putina. Ten vyhrál v prezidentských volbách v březnu 2000 a stal se tak druhým prezidentem Ruska; dosáhl značné popularity a mandát obhájil v roce 2004. Obnovil se vliv pravoslavné církve, sjednocené s exilovou větví. Státní rozpočet začal dosahovat přebytků a postupně docházelo k růstu HDP, průmyslové a zemědělské produkce, rozvoji stavebnictví, růstu reálných příjmů obyvatel a ke snižování inflace. V roce 2008, kdy se stal prezidentem Dmitrij Medveděv, však země začala čelit globální ekonomické krizi; Rusko bylo jakožto vývozce surovin těžce postiženo snížením světové poptávky. V srpnu 2008 bylo Rusko také jednou ze stran války v Jižní Osetii.
Putin v roce 2012 vyhrál prezidentské volby a Medveděv byl jmenován ministerským předsedou. V únoru 2014 proběhly v Soči zimní olympijské hry, které byly po závěrečném ceremoniálu komentátory hodnoceny jako celkově úspěšné. V březnu 2014 Rusko z důvodu dění na Ukrajině do té doby ukrajinský poloostrov Krym na základě referenda ze dne 16. března 2014 začlenilo jednostranně jako federální subjekt Republika Krym a město Sevastopol do Ruské federace.
Od září 2015 se Rusko zapojilo leteckými a raketovými údery do Syrské občanské války proti militantním skupinám Islámského státu, Fronty an-Nusrá (Al-Káida v Levantě) a Džajš al-Fatah (radikální sunnité). Prezident Putin a francouzský prezident François Hollande se 17. listopadu dohodli na vojenské spolupráci v Sýrii a společné kooperaci leteckých útoků na Islámský stát. Dohoda přišla nedlouho po teroristických útocích v Paříži a výbuchu ruského letadla v Egyptě.

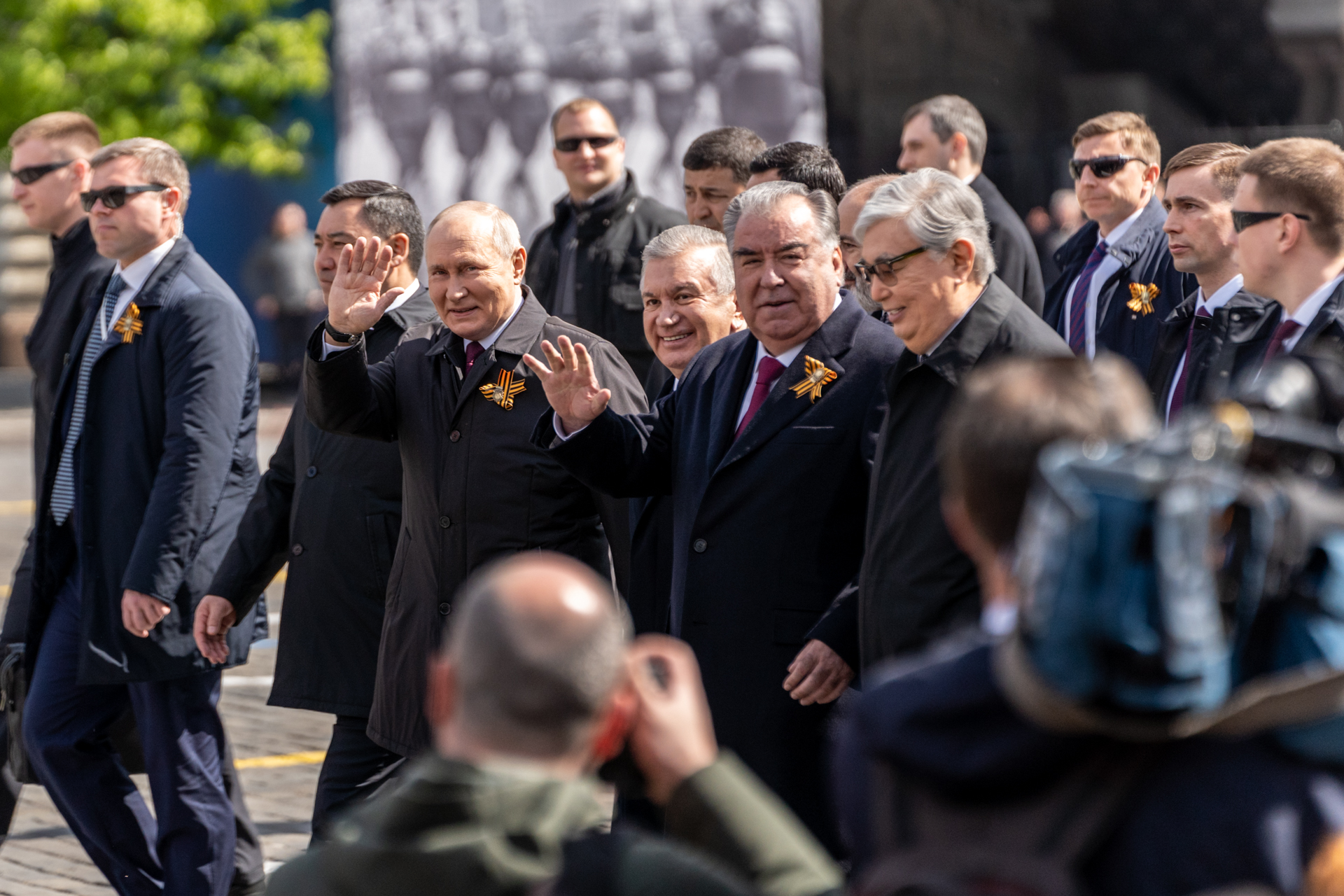
Ruský prezident Putin a postsovětští vůdci ze Střední Asie během oslav Dne vítězství v Moskvě 9. května 2023

V květnu 2021 po Kauze Vrbětice přidalo Rusko na svůj seznam nikoli přátelských zemí Ruska k USA ještě Českou republiku. V únoru 2022 provedlo Rusko vojenskou invazi na Ukrajinu následně odsouzenou rezolucí mimořádného Valného shromáždění OSN. Rusko záhy rozšířilo seznam nikoli přátelských zemí Ruska na 48 zemí (všechny členské státy G7 a všechnu státy EU). V reakci na sankce proti Rusku zavedlo Rusko 3. května 2022 protisankce vůči nepřátelským zemím, právnickým a fyzickým osobám. Dne 30. září 2022 byla k Rusku formálně připojena území Doněcké, Luhanské, Chersonské a Záporožské oblasti, na základě zpochybněných referend. Tato anexe byla většinou mezinárodního společenství odsouzena Rezolucí OSN, tu však Rusko vetovalo v Radě bezpečnosti OSN. Především od Západních států dochází k ekonomické a politické izolaci Ruska.
Putin zvítězil v březnu 2024 v prezidentských volbách, které ovšem byly kritizovány jako nesvobodné a neregulérní, neboť je provázely masivní volební podvody.

## Státní symboly

### Vlajka
Ruská vlajka je tvořena listem o poměru stran 2:3 se třemi vodorovnými pruhy – bílým, modrým a červeným.

### Znak
Ruský státní znak je tvořen červeným štítem na kterém je zlatý dvouhlavý orel s červeným prsním štítkem, na kterém je jezdec na koni, který zabíjí kopím draka.

### Hymna
Ruská hymna byla po rozpadu Sovětského svazu Patriotická píseň, kterou složil Michail Glinka. V roce 2000 byla za hymnu přijata opět melodie hymny Sovětského svazu skladatele Alexandra Alexandrova, ale s novými slovy Sergeje Michalkova.

## Geografie

Časová pásma v Rusku

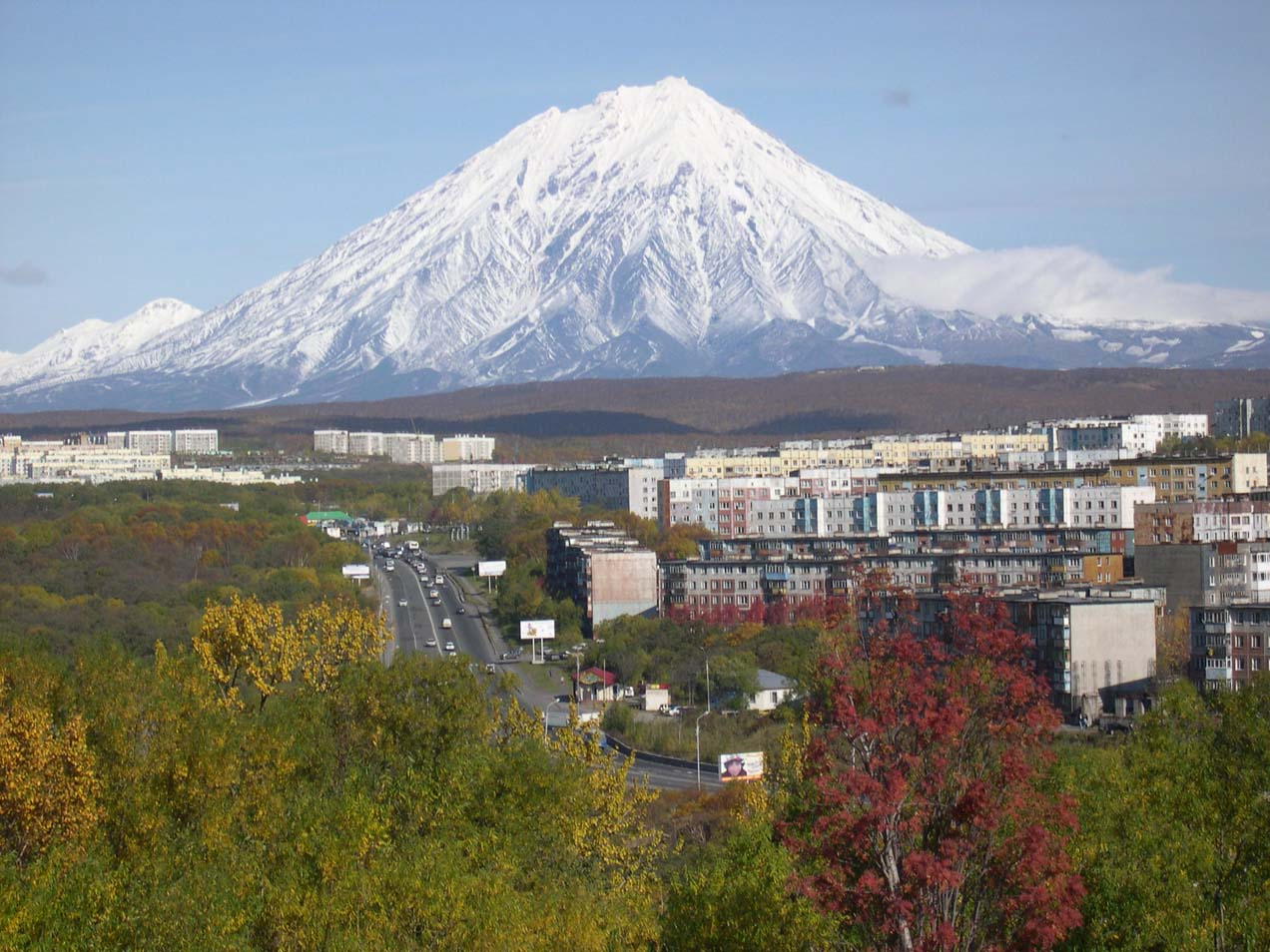
Petropavlovsk na Kamčatce

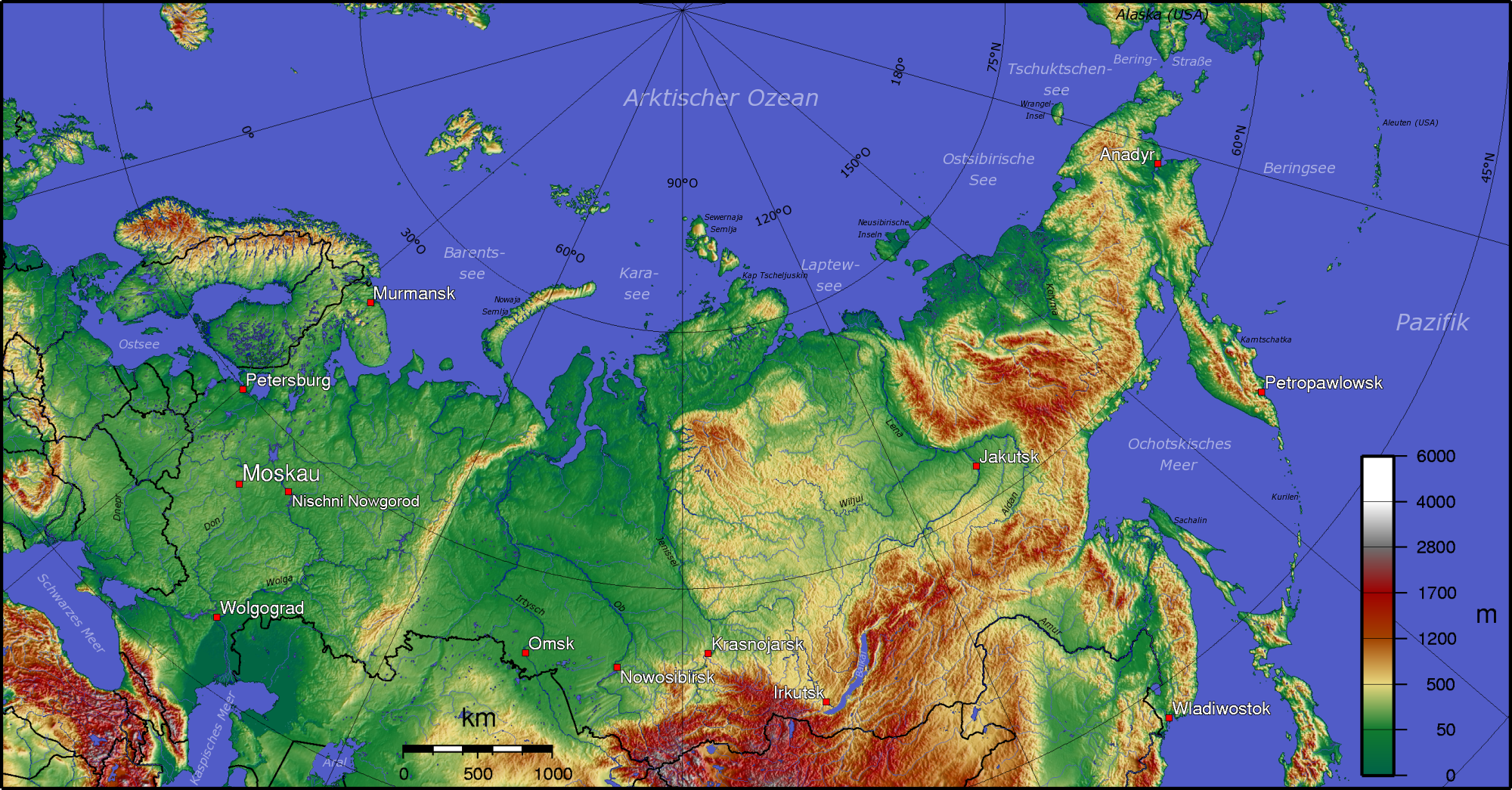
Fyzická mapa Ruska

Ruská federace je největším státem na světě, celková rozloha činí přibližně 17 milionů km². Na západě hraničí s pobaltskými republikami a Baltským mořem, na východě pak s Tichým oceánem. Reliéf je převážně rovinatý, mimo pohoří Ural, které tvoří hranici mezi evropským Ruskem a Sibiří a Kavkaz s nejvyšší horou Elbrusem (5642 m). V Rusku je 23 míst světového dědictví UNESCO, 40 biosférických rezervací UNESCO, 64 národních parků a 101 přírodních rezervací.
V Rusku se rozkládá pětina světových lesů. Velkým problémem jsou lesní požáry a nelegální těžba dřeva v tajze na Sibiři.
Na východ od Uralu leží jedna z největších nížin světa Západosibiřská rovina, protékaná veletoky Obu s Irtyšem a Jenisejem. Nejvyšší je Altaj s četnými ledovci na západě, který zasahuje na území čtyř států. Z Altaje vybíhá na východ horské pásmo Sajan a na mongolské hranici vrcholí Východní Sajan. Na severovýchod od něj jezero Bajkal s hloubkou 1637 m představuje největší zásobárnu sladké vody na světě a zároveň jedinečný ekosystém. Za Bajkalem se na rozsáhlém území střídají náhorní plošiny (Vitimská, Aldanská) s dlouhými horskými hřbety (Jabloňový, Stanový) až k Ochotskému moři. Nejvýchodnější Čukotské pohoří prostupuje poloostrov Čukotku, kterou necelých 100 km široký Beringův průliv dělí od Aljašky. Podél Beringova moře se na jihovýchod táhne Korjacké pohoří, které na Kamčatském poloostrově přechází v pohoří oddělené sníženinou řeky Kamčatky od pásma vysokých a činných sopek lemujících tichomořské pobřeží.

### Vodstvo

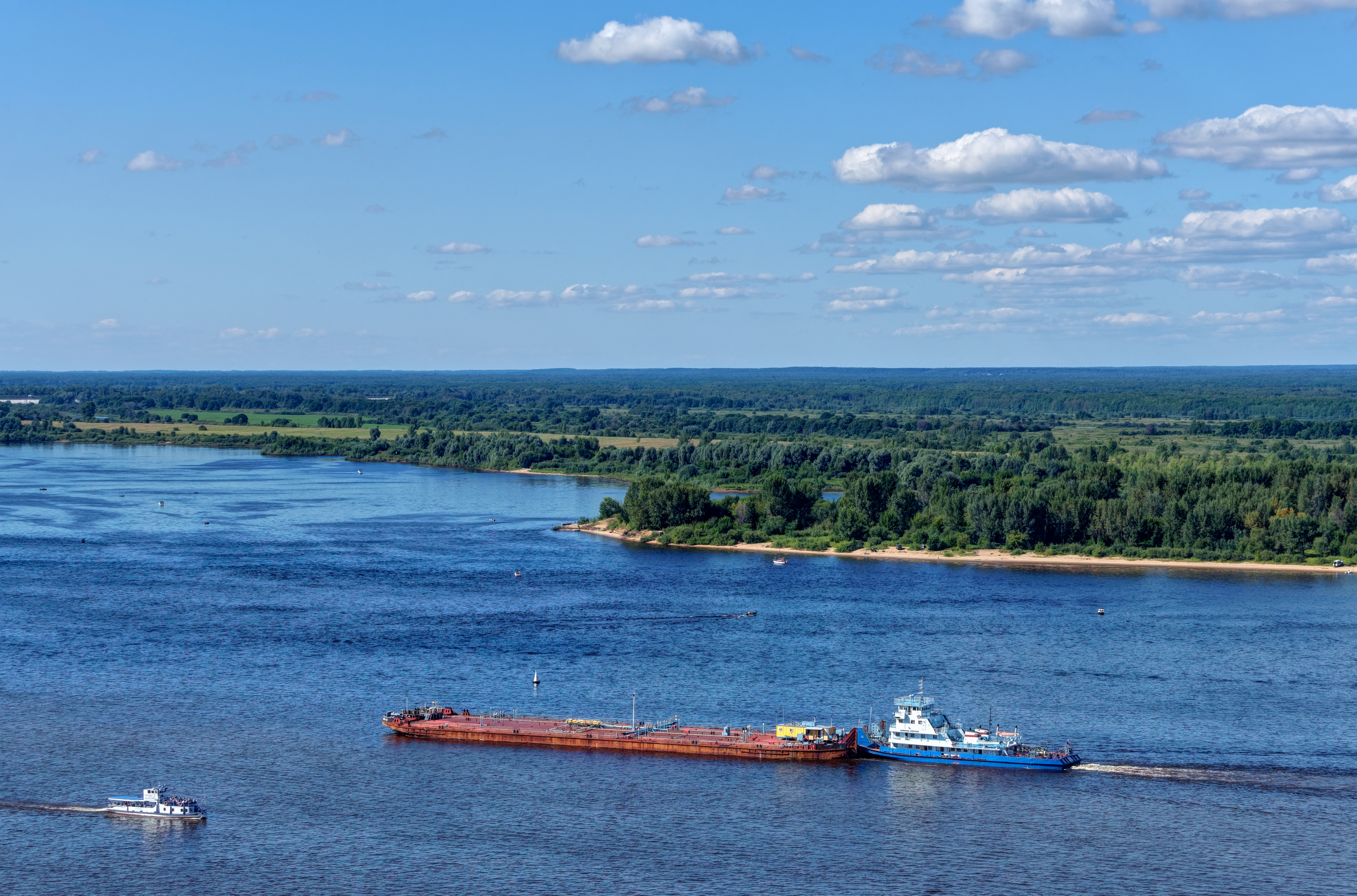
Řeka Volha je největší řeka Evropy

Ruskou federaci obklopují moře tří světových oceánů – Severního ledového, Tichého a Atlantského. Moře Severního ledového oceánu jsou poměrně mělká a po většinu roku je pokrývá souvislá vrstva ledu. Vlastnosti moří Tichého a Atlantského oceánu jsou zcela odlišné: vody těchto moří zamrzají jen na krátké období, případně vůbec a jsou velmi bohaté na ryby.
Největší řekou Ruské federace je Jenisej, nejdelší Ob spolu s Irtyšem, které společně tvoří sedmou nejdelší řeku světa. Všechny tři náleží do úmoří Severního ledového oceánu, společně se Severní Dvinou, Pečorou, Lenou, Janou, Kolymou. Největším přítokem Tichého oceánu je Amur. K úmoří Atlantiku patří Don a Dněpr (na ruském území pouze horní tok); řeka Ural a hospodářsky nejvyužívanější Volha ústí do bezodtokého Kaspického moře. Mezi známé řeky patří také Moskva, protékající hlavním městem, a Něva, v jejímž ústí do finského zálivu byl vystavěn Petrohrad.
V Rusku se nachází také mnoho jezer rozmanitého původu a velikostí. Největší z nich je slané (brakické) Kaspické moře, ze sladkovodních je nejvýznamnější jezero Bajkal, zároveň nejhlubší jezero světa (1637 m). Na severozápadě země leží jezero Ladožské, Oněžské, Čudské a další. Během 20. století bylo zbudováno také množství přehradních jezer, zejména na Volze, Angaře a dalších řekách.

### Podnebí

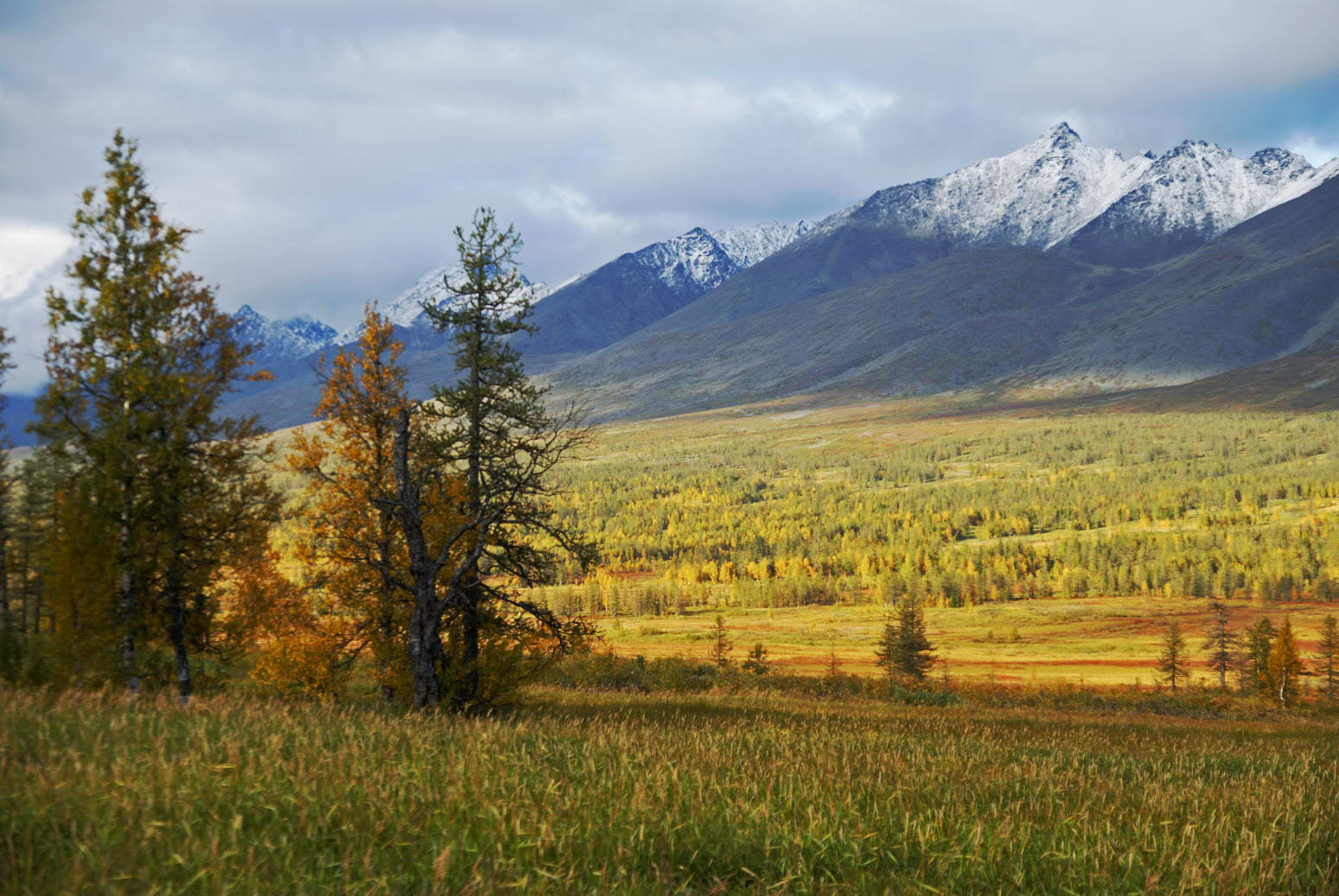
Tajga v pohoří Ural na území Komijské republiky

Ruská federace je rozsáhlou zemí, a proto zde najdeme několik rozdílných klimatických oblastí. Pro počasí v severním a středním Rusku je charakteristické velké střídání teplot v průběhu roku. Jaro a podzim jsou o něco studenější než ve střední Evropě. Na druhé straně jsou zimy podstatně chladnější a to nejen na severu, ale také v centrálním Rusku. Na jihovýchodě, tedy v oblasti stepí jsou velmi nízké teploty v zimě a naopak velmi vysoké v létě, kdy také málo prší. Na černomořském pobřeží jsou zimy mírné a léta příjemně teplá. Pro oblast Sibiře jsou typické velice nízké teploty v zimě, léta jsou krátká a četnými srážkami. Celá Sibiř a Dálný východ se nacházejí v pásmu věčné zmrzlé půdy, která působí značné problémy při výstavbě.
Podnebné pásy:
Polární pás (nejsevernější oblasti), subpolární pás, mírný pás a subtropický pás (pobřeží Černého moře).

### Města

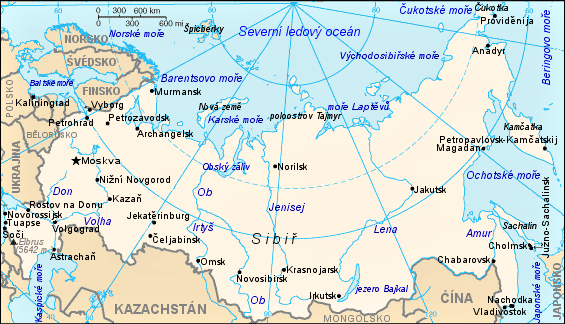
Hlavní města Ruska

| Poř. | město           | federální okruh | obyvatelstvo |
| ---- | --------------- | --------------- | ------------ |
| 1.   | Moskva          | Centrální       | 12 455 682   |
| 2.   | Petrohrad       | Severozápadní   | 5 384 342    |
| 3.   | Novosibirsk     | Sibiřský        | 1 625 631    |
| 4.   | Jekatěrinburg   | Uralský         | 1 468 833    |
| 5.   | Nižnij Novgorod | Povolžský       | 1 213 477    |
| 6.   | Samara          | Povolžský       | 1 169 719    |
| 7.   | Kazaň           | Povolžský       | 1 259 173    |
| 8.   | Čeljabinsk      | Uralský         | 1 182 517    |
| 9.   | Rostov na Donu  | Jižní           | 1 135 968    |
| 10.  | Ufa             | Povolžský       | 1 115 560    |
| 11.  | Omsk            | Sibiřský        | 1 110 836    |
| 12.  | Krasnojarsk     | Sibiřský        | 1 083 865    |
| 13.  | Voroněž         | Centrální       | 1 051 995    |
| 14.  | Perm            | Povolžský       | 1 027 153    |
| 15.  | Volgograd       | Povolžský       | 1 004 763    |

Moskva je s více než 12 miliony obyvatel jedním z největších měst světa a ekonomicky výrazně převyšuje zbytek Ruska. Pětimilionový Petrohrad, někdejší hlavní město, je pak především centrem umění, kultury a turismu. Třetím nejvýznamnějším centrem ruského školství a průmyslu je Jekatěrinburg. Na Volze leží velkoměsta Nižnij Novgorod, Kazaň, Toljatti, Samara, Saratov, Volgograd, Astrachaň. Mezi další významná města a regionální centra v evropské části patří, Perm, Iževsk, Ufa, Voroněž, Jaroslavl, Rostov, Krasnodar, v asijské části pak Čeljabinsk, Novosibirsk, Omsk, Barnaul, Krasnojarsk, Irkutsk, Jakutsk, Chabarovsk či tichomořský přístav Vladivostok.
Menšími městy, avšak strategickými přístavy jsou Novorossijsk, Kaliningrad, Archangelsk a Murmansk, který je největším městem za severním polárním kruhem. Ještě severněji leží Norilsk, který je kvůli těžbě kovů nechvalně proslulý jako jedno z nejznečištěnějších měst světa.
Historickými památkami kromě Moskvy, Petrohradu a povolžských měst vyniká Pskov, Veliký Novgorod a tzv. Zlatý kruh Ruska – prstenec historických měst v okolí Moskvy. Rekreačním centrem je Soči u Černého moře, který oproti zbytku Ruska leží v subtropech s horkými léty a písečnými plážemi.

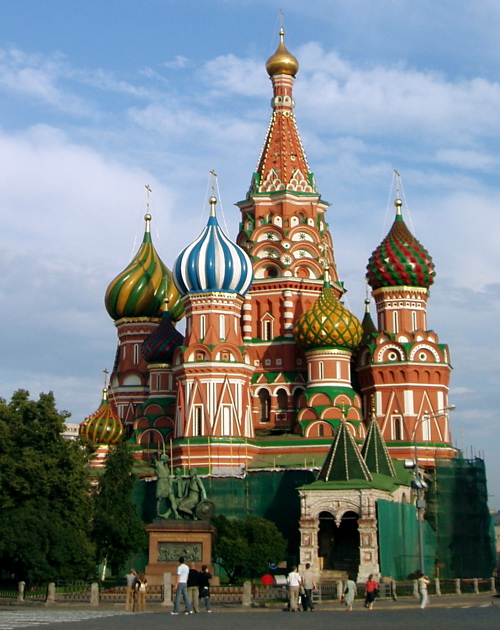
Moskva
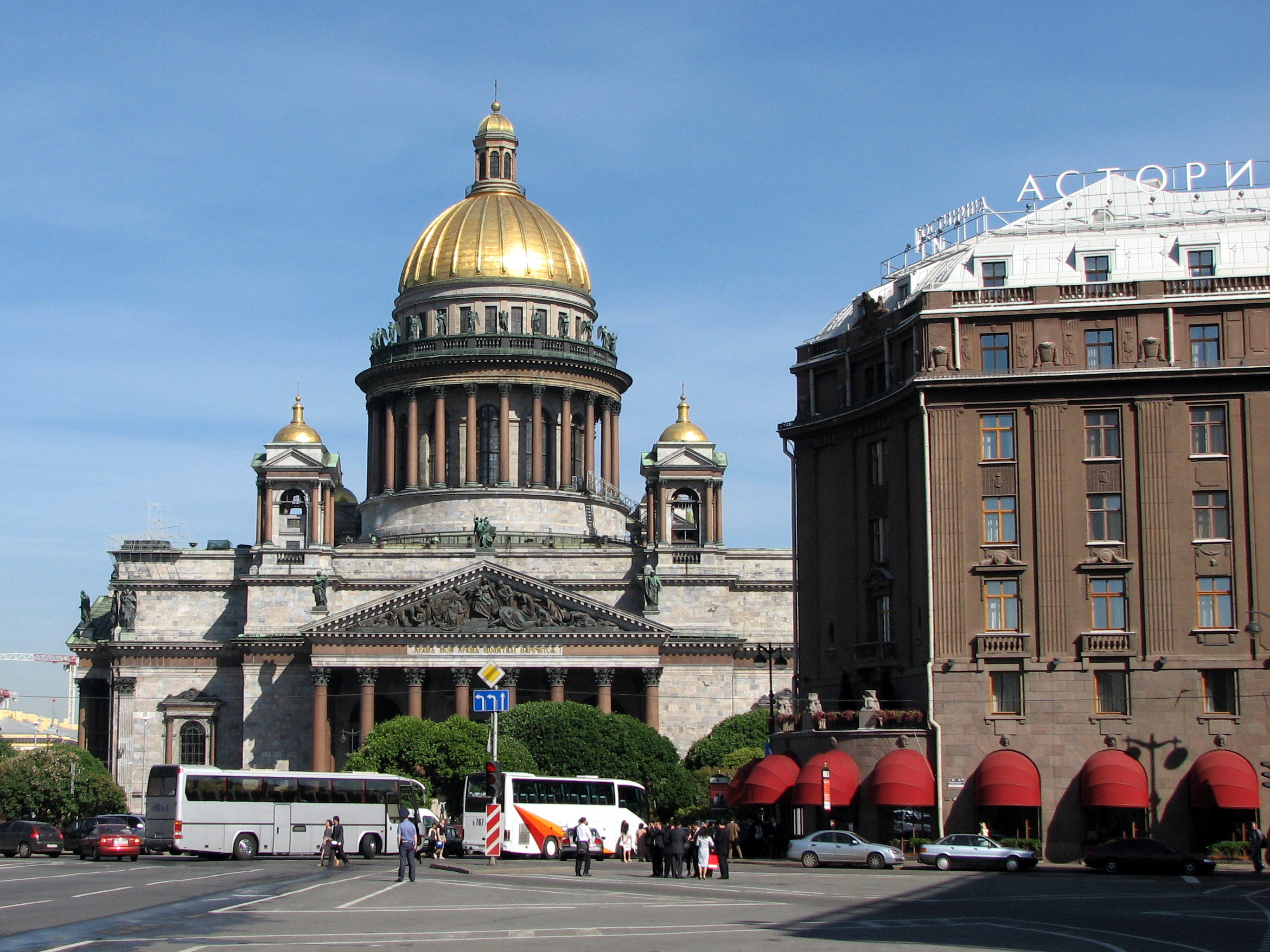
Petrohrad
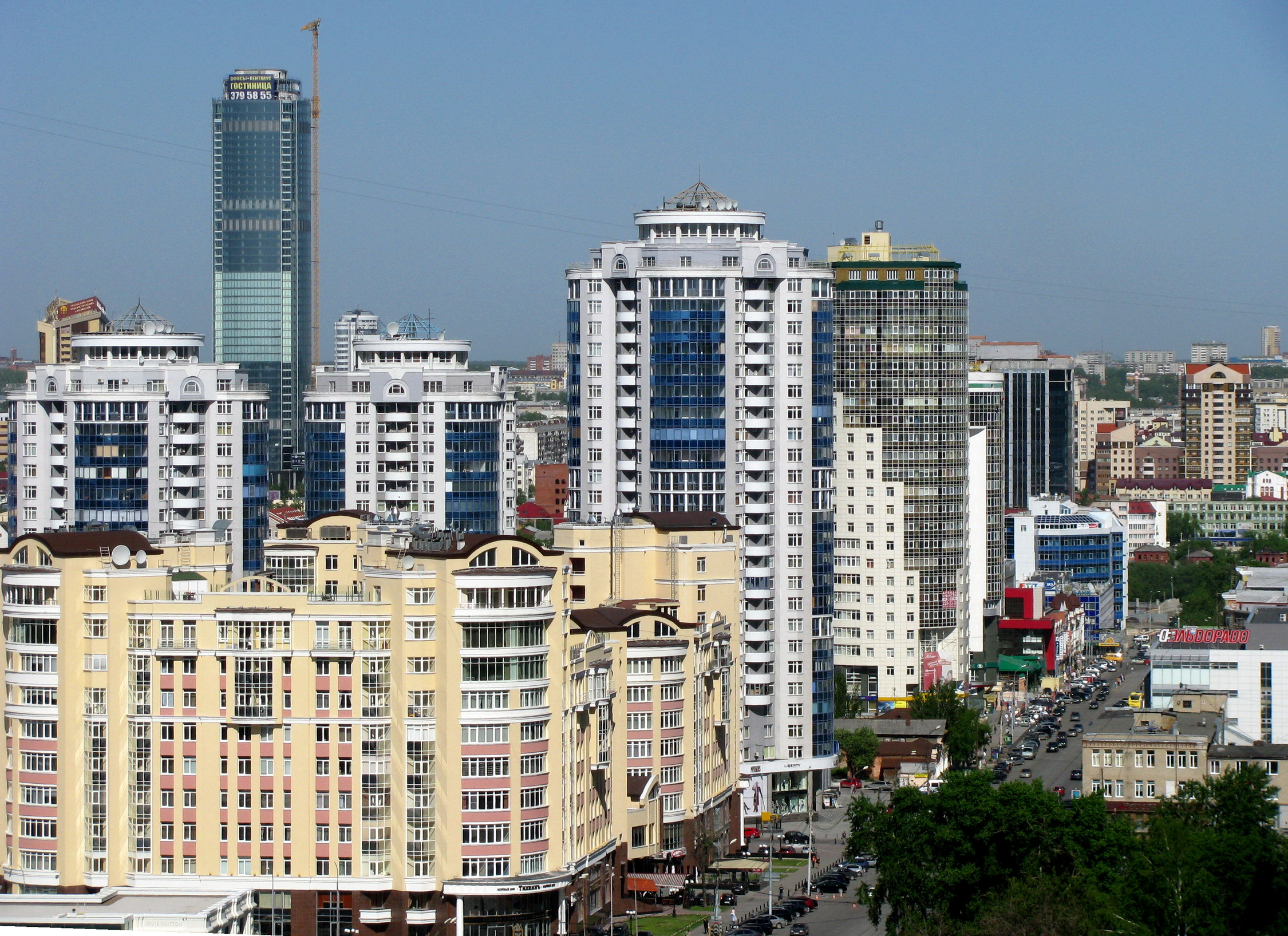
Jekatěrinburg
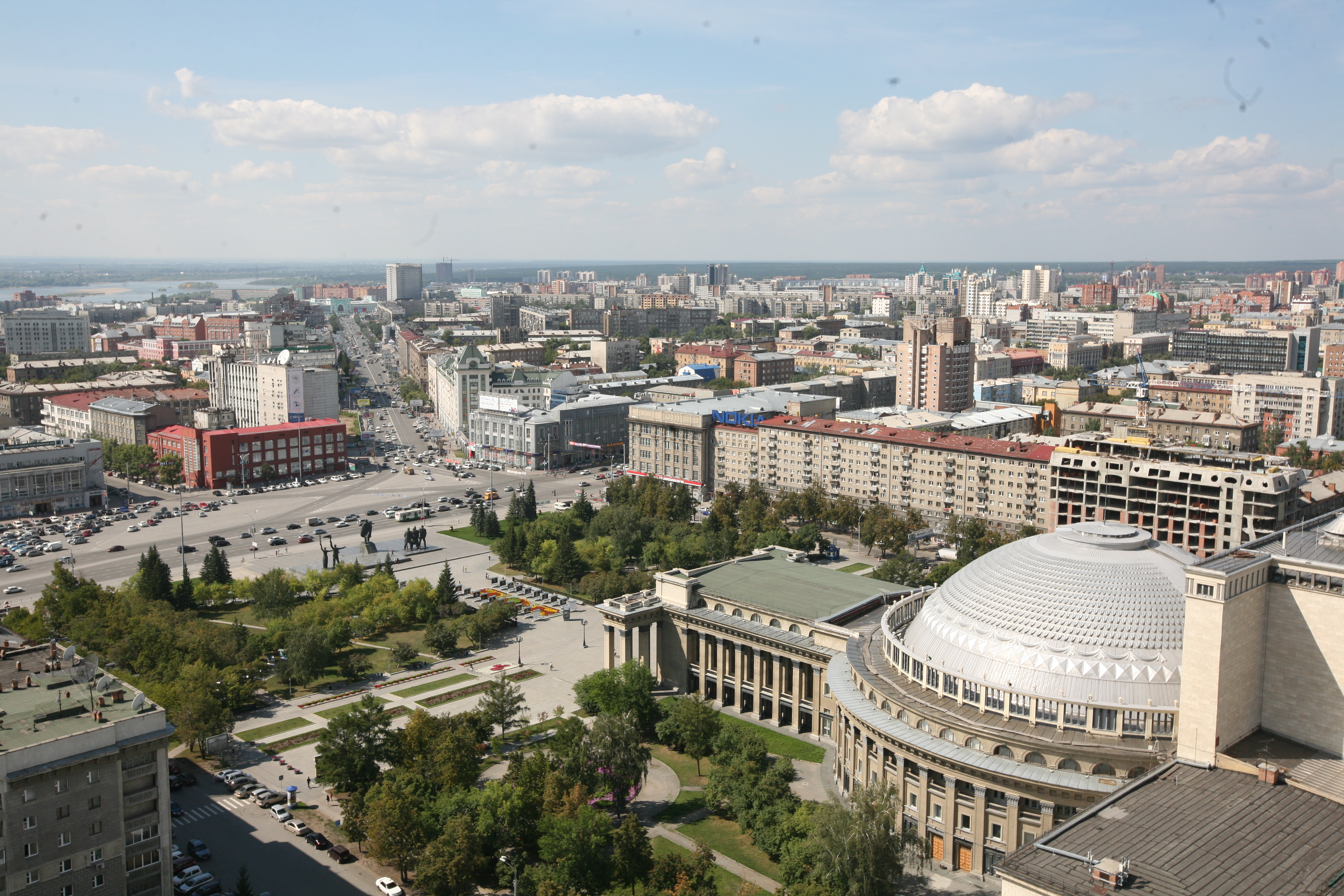
Novosibirsk
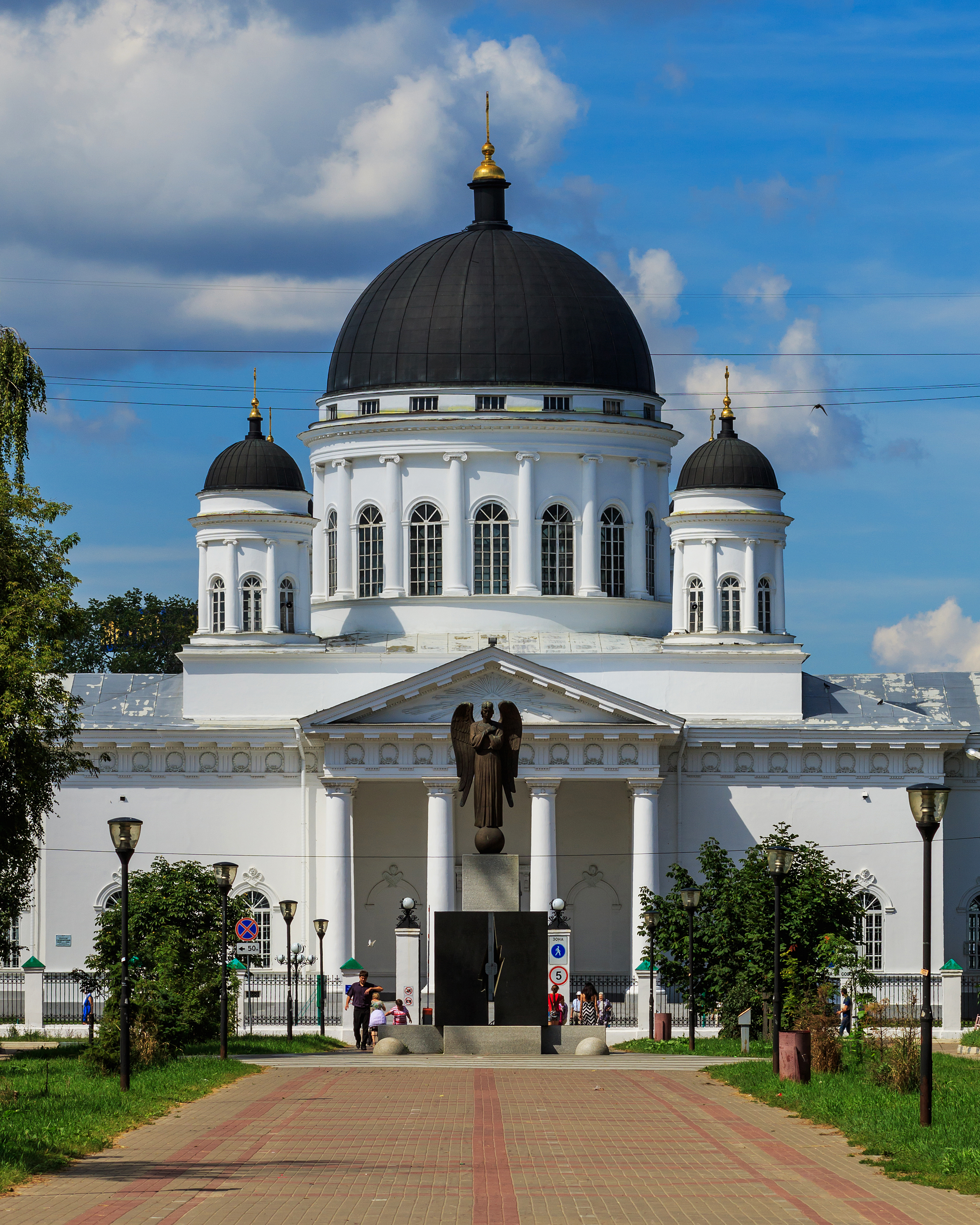
Nižnij Novgorod
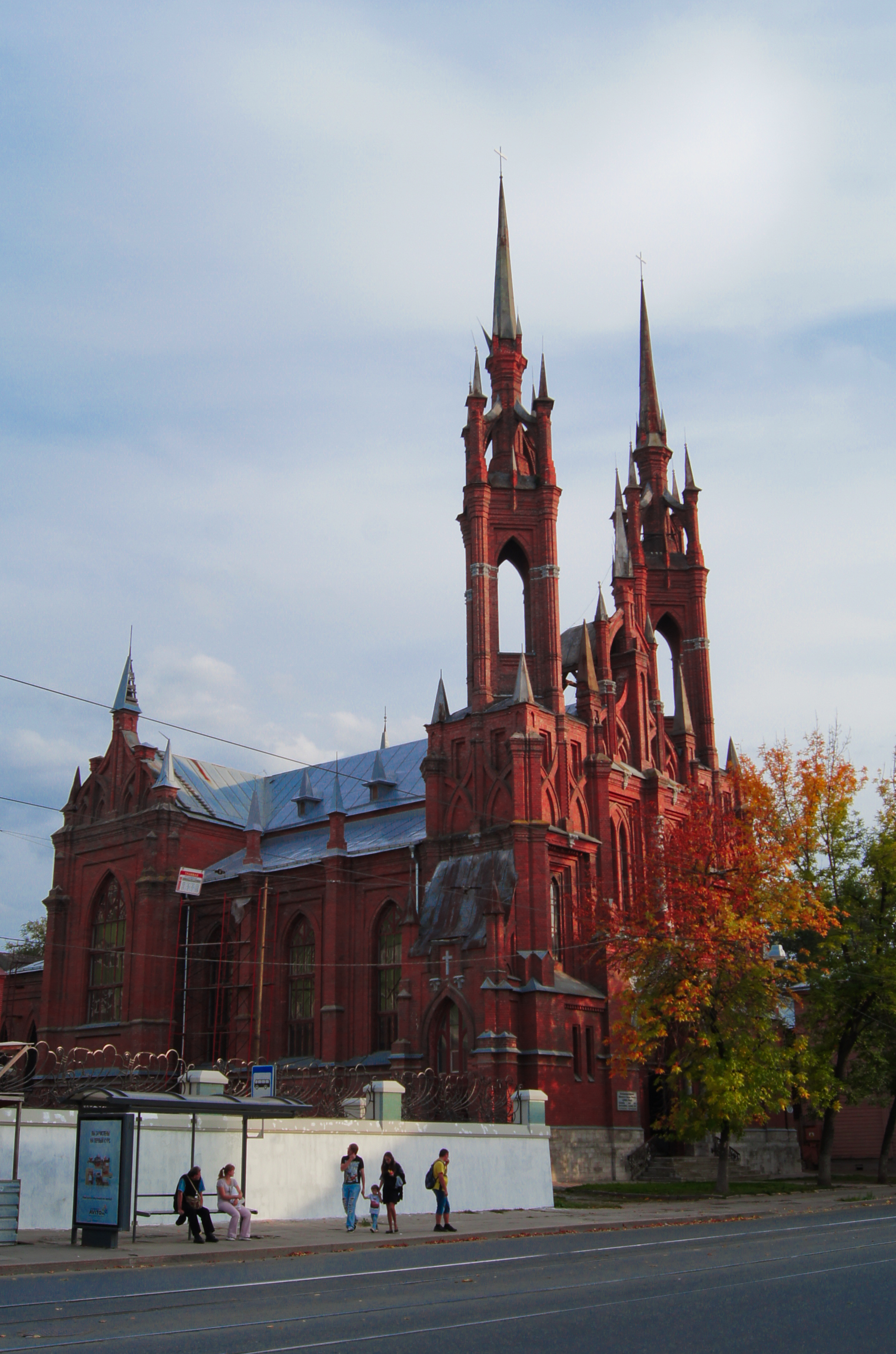
Samara
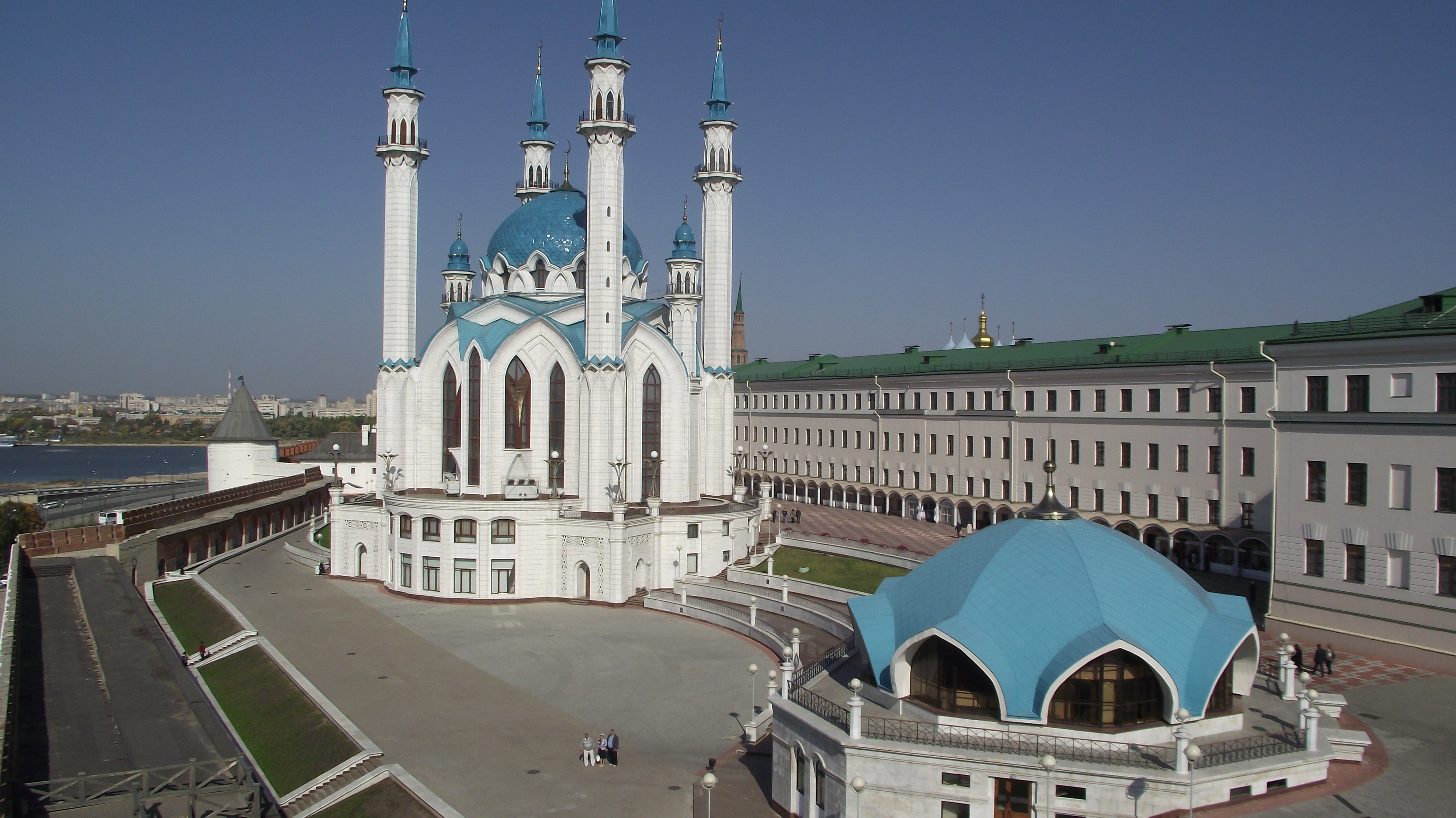
Kazaň
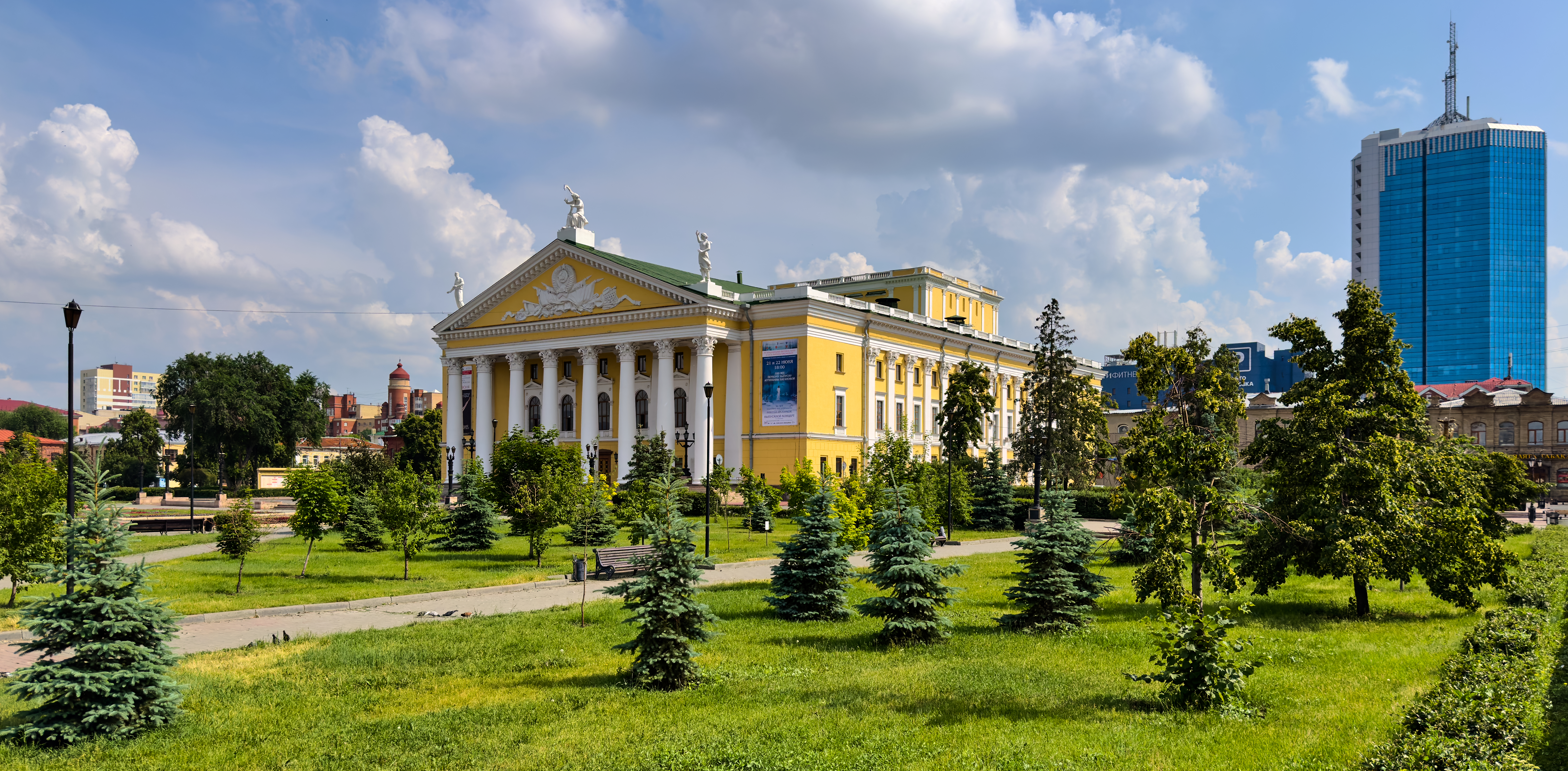
Čeljabinsk
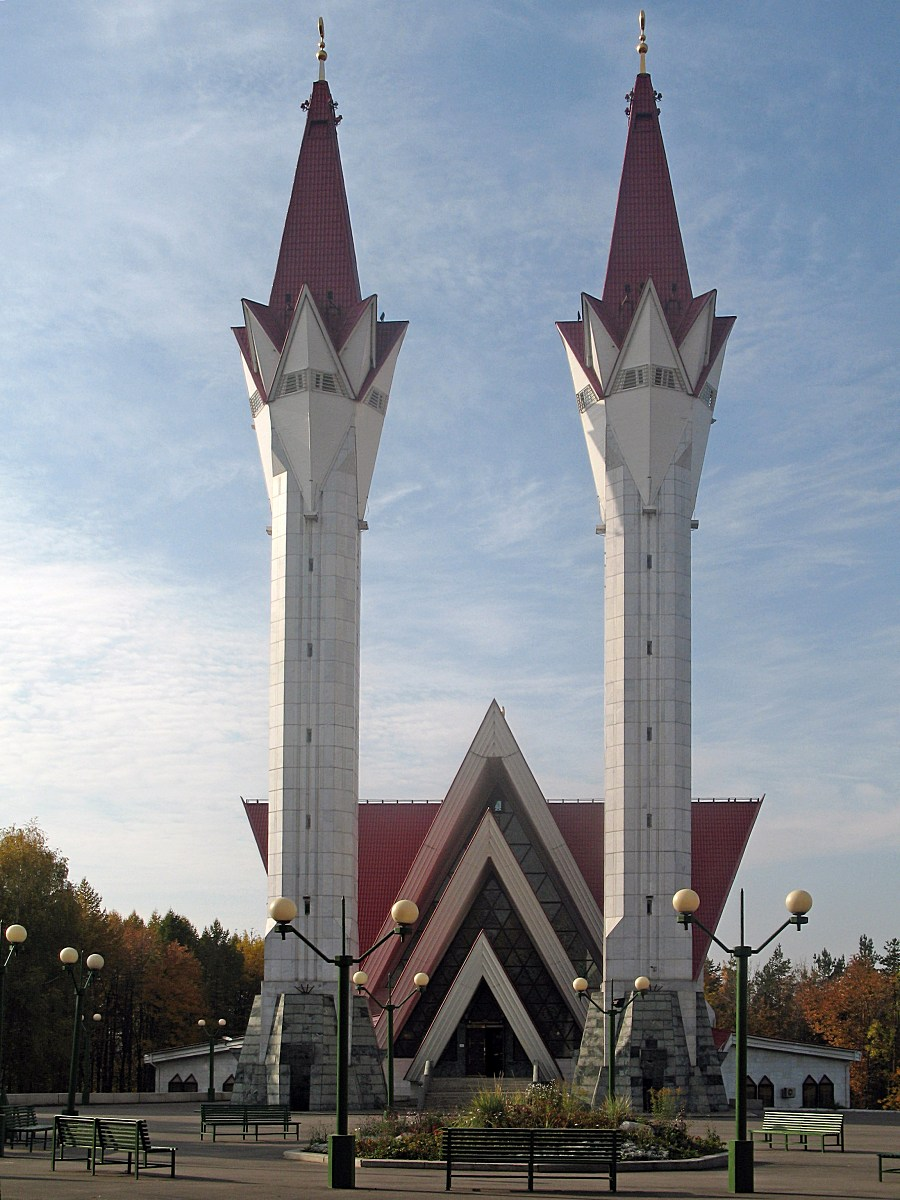
Ufa
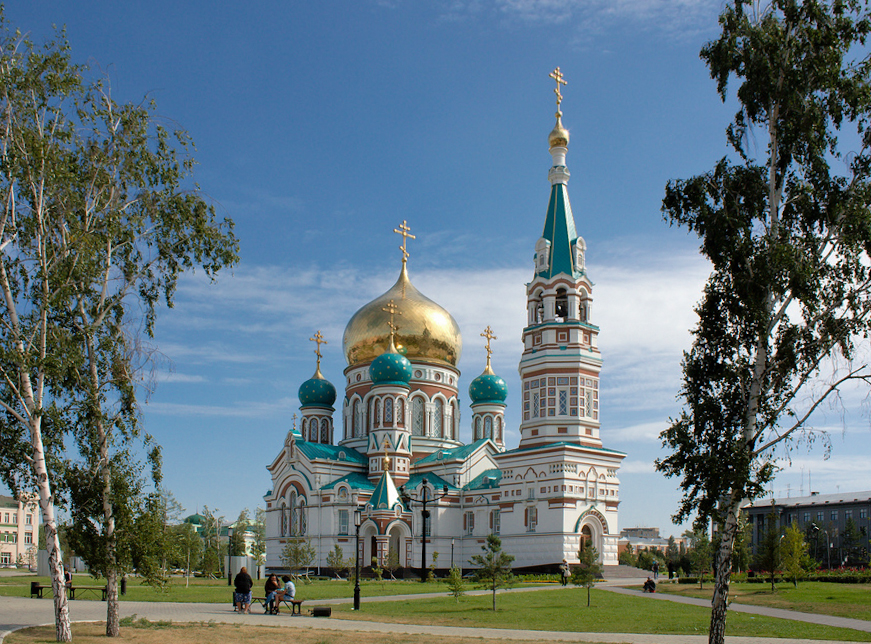
Omsk
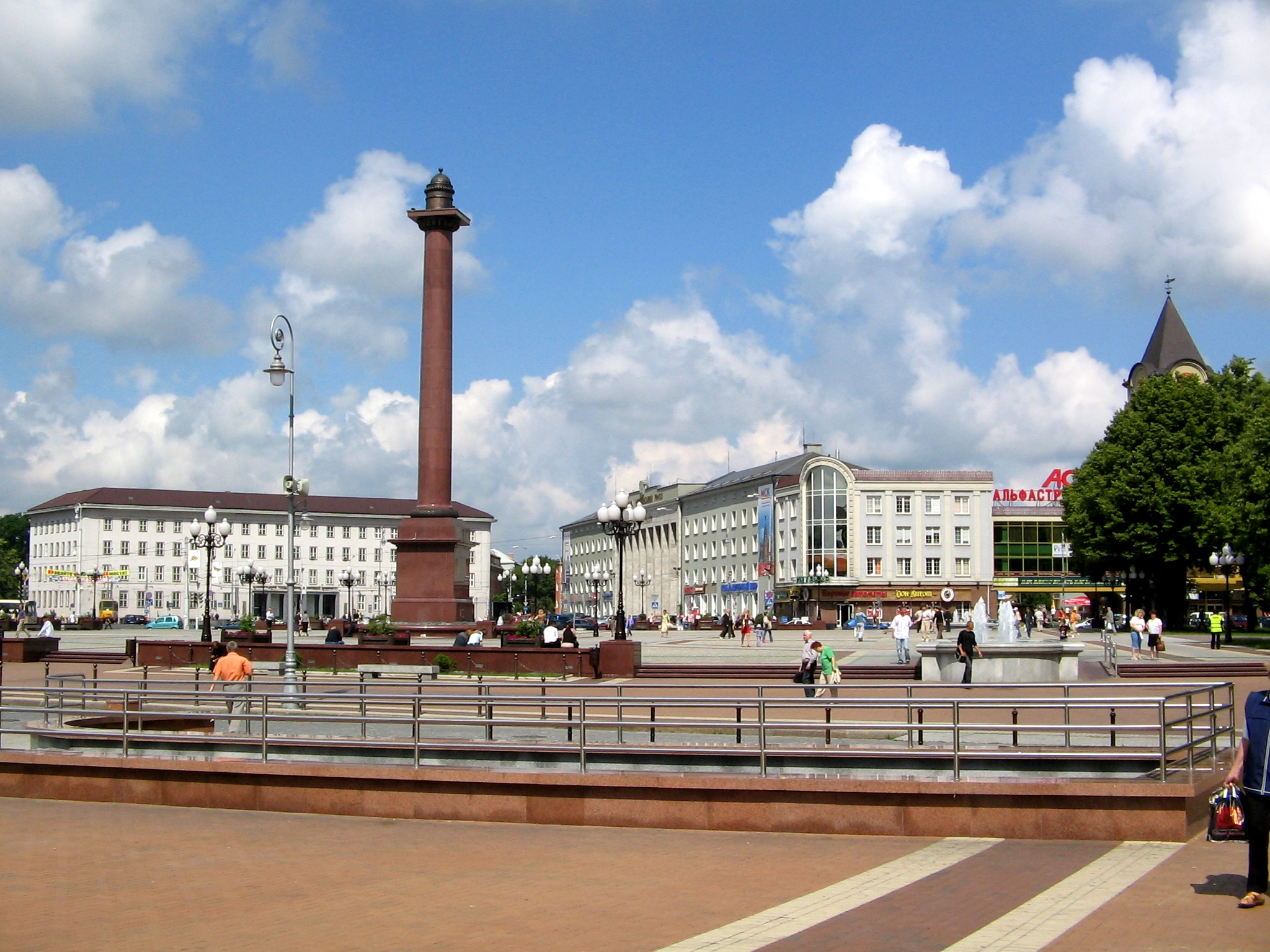
Kaliningrad
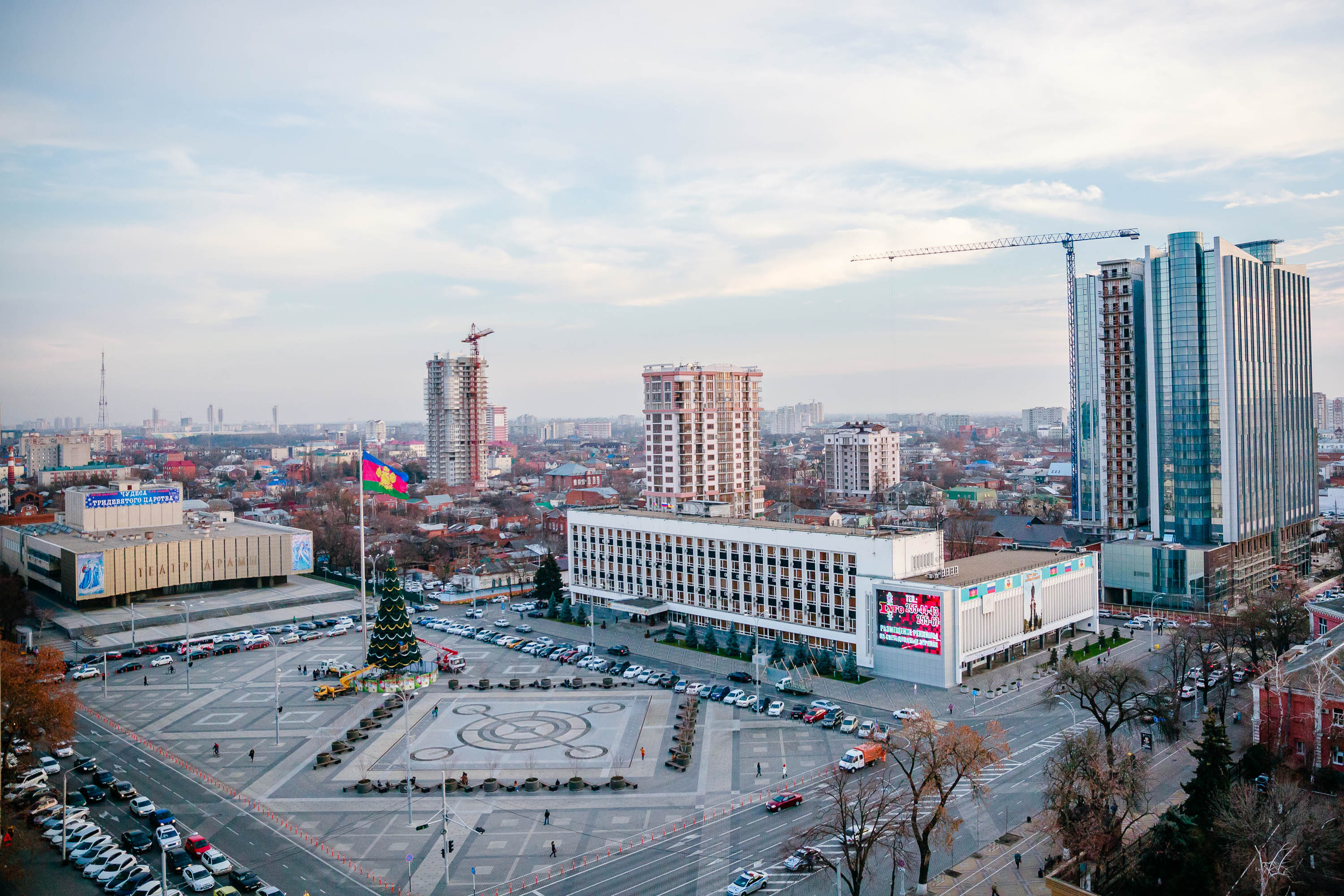
Krasnodar
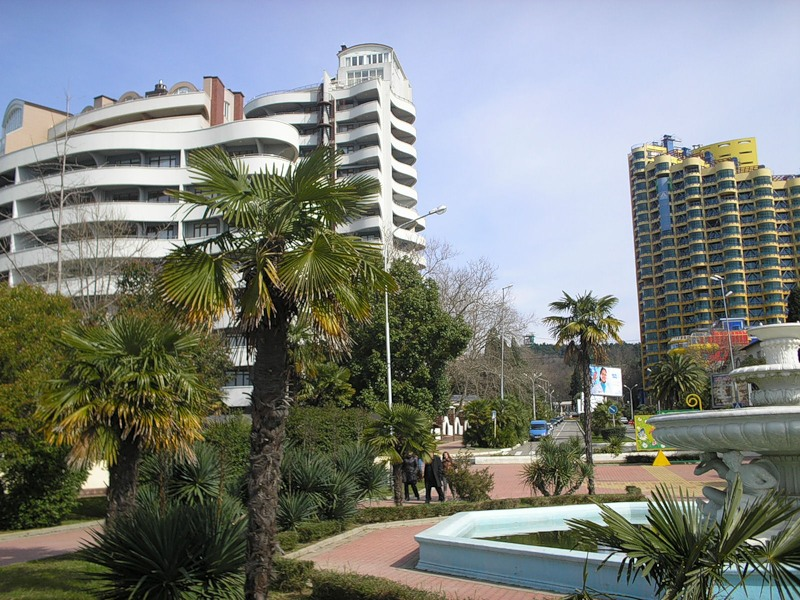
Soči
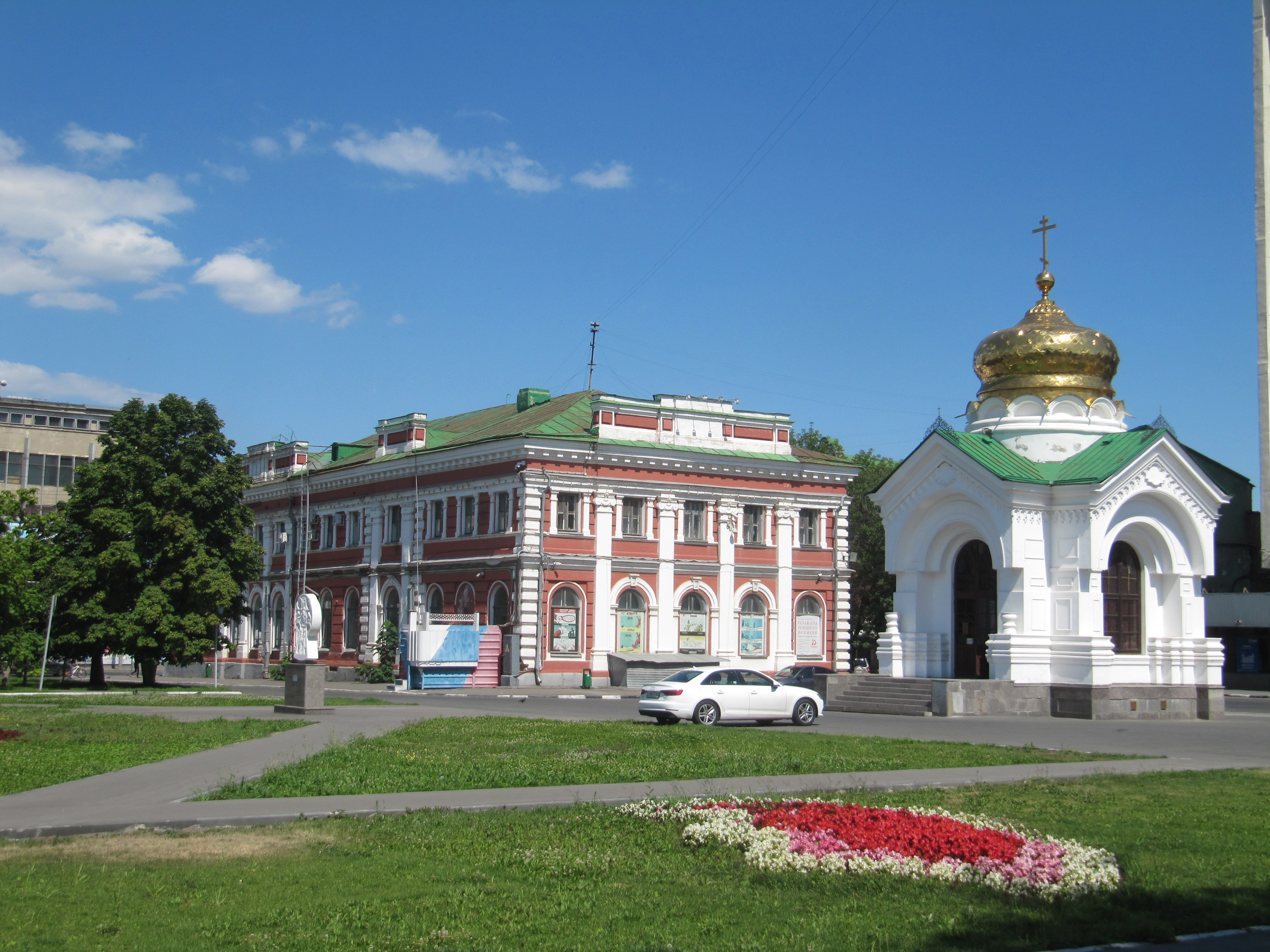
Saratov
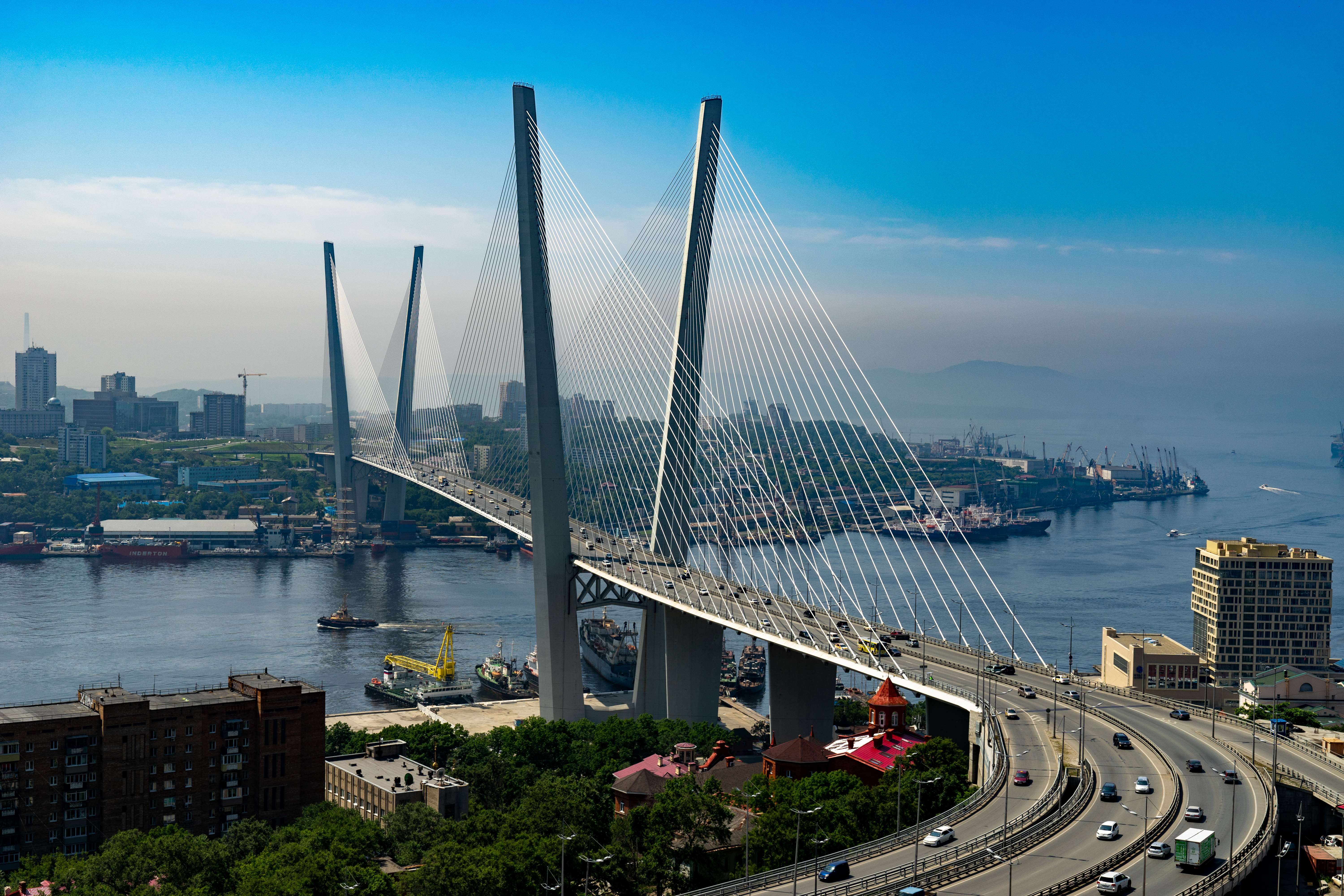
Vladivostok

## Politický systém

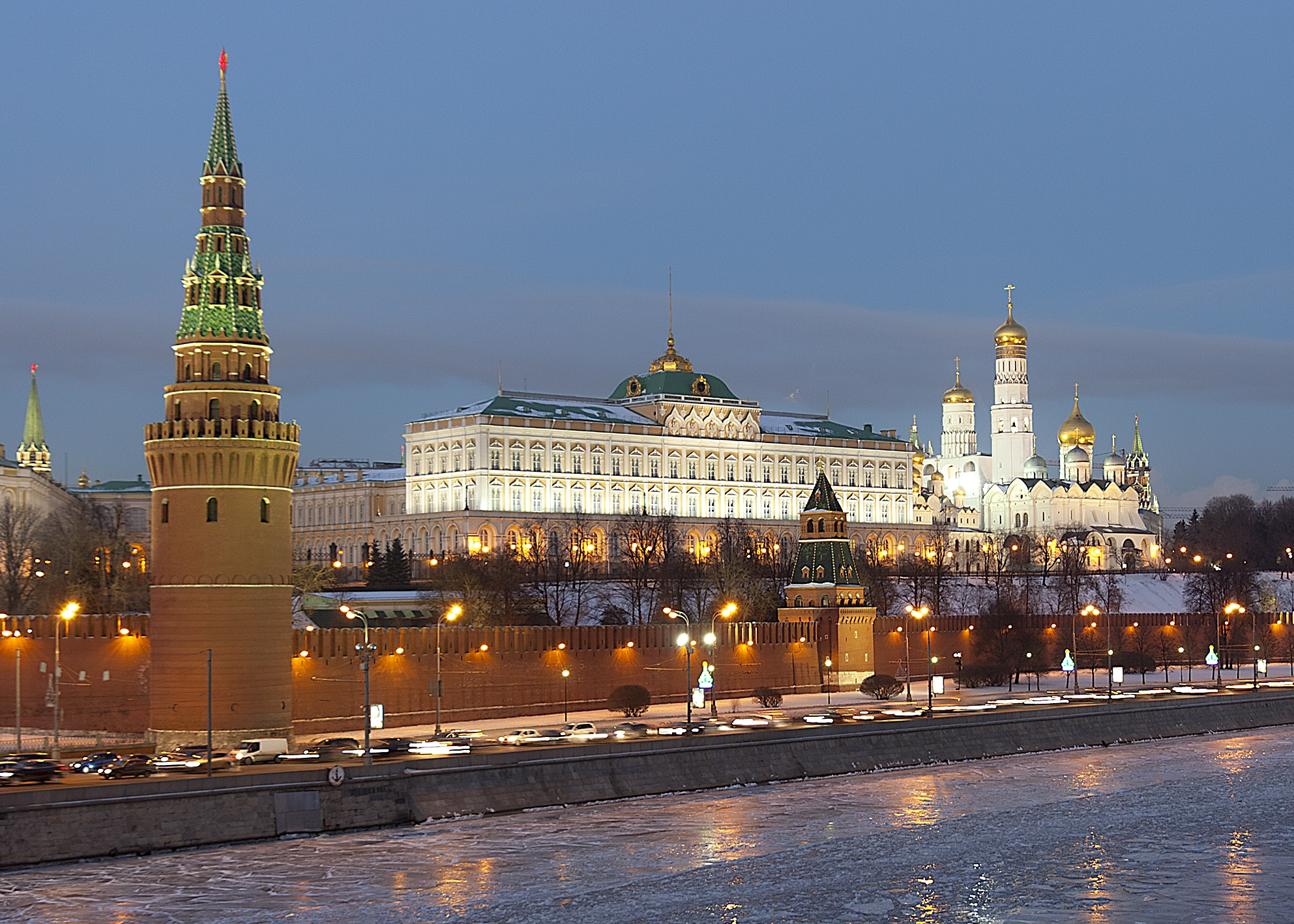
Moskevský Kreml

Ruská federace je zastupitelská demokracie a poloprezidentská republika. De facto lze politický systém Ruské federace charakterizovat jako směs nestabilních demokratických institucí a autoritativních praktik, přičemž prezident vykonává moc autokraticky. Postupně je prosazována centralizace politické moci v rukou úřadujícího prezidenta a jeho prezidentské administrativy. Za vlády prezidenta Vladimira Putina v letech 2000–2008 a od roku 2012 byla politická práva občanů omezena. Podle britského časopisu The Economist se Rusko v roce 2020 nacházelo na 124. místě žebříčku stavu demokracie ze 167 zemí. Časopis označil ruský politický systém za „autoritářský režim“.
Federální shromáždění Ruska je dvoukomorový parlament. Rada federace je horní komora. Státní duma je dolní komora, která je volena na dobu pěti let. Podle volebních výsledků jsou v současnosti[kdy?] ve Státní dumě zastoupeny následující strany: Jednotné Rusko (54 %), Komunistická strana Ruské federace (13 %), Liberální demokratická strana Ruska (13 %) a Spravedlivé Rusko (6 %). Organizovala se také mimoparlamentní opozice.
Vedlejší figurou výkonné moci je předseda vlády. Prezident předsedu vlády jmenuje a odvolává dle svého uvážení, prezident může řídit schůze kabinetu a dávat předsedovi vlády a dalším členům vlády závazné příkazy, prezident může rovněž odvolat jakýkoli akt vlády. Současným premiérem je Michail Mišustin. Historicky hrál předseda vlády největší roli v ruských dějinách v letech 1905-1917. Premiéři jako Pjotr Stolypin nebo Alexandr Kerenskij byli nejvlivnějšími ruskými politiky své doby.

## Zahraniční politika

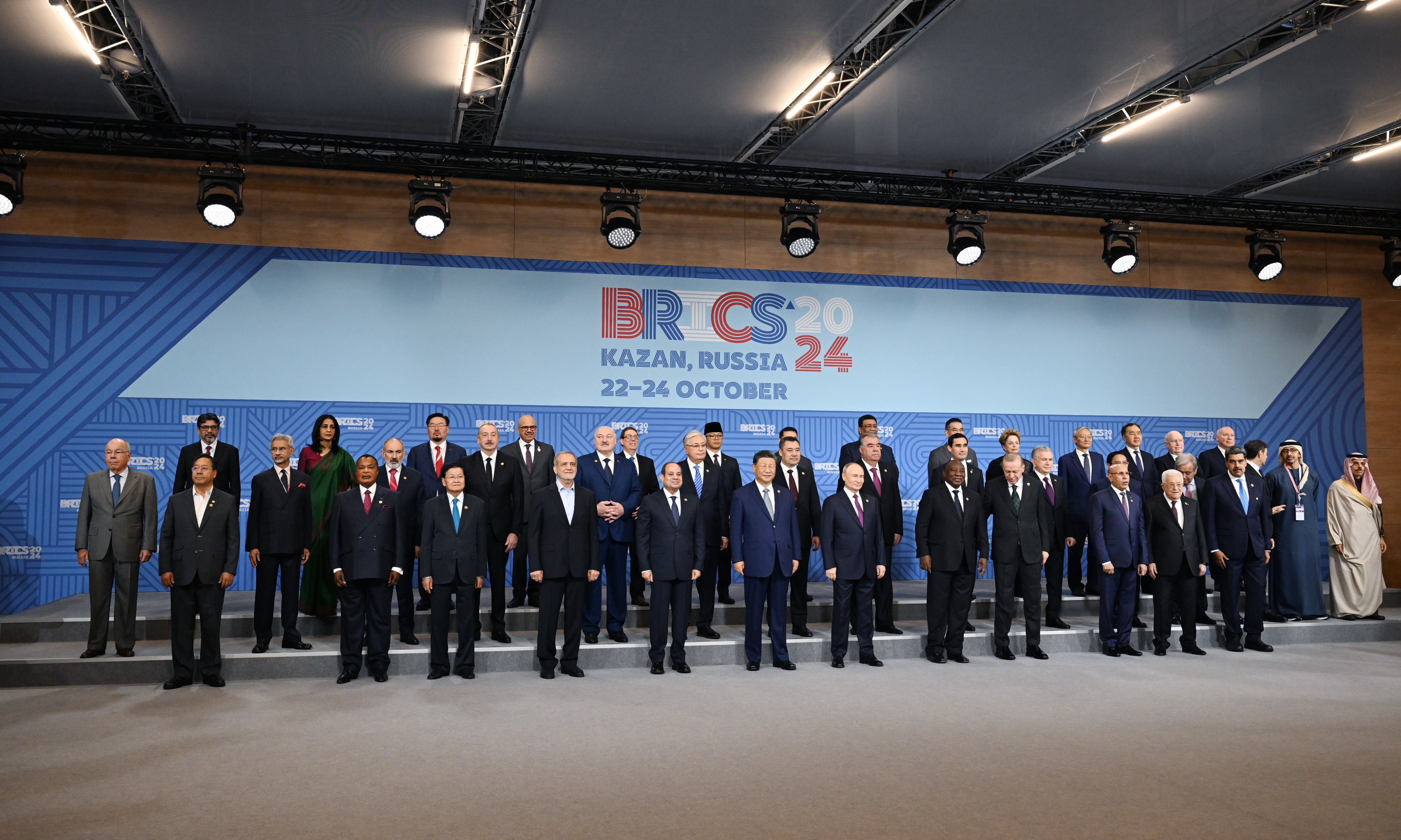
Představitelé zahraničních států na summitu BRICS v ruské Kazani, 24. října 2024

Rusko je členem skupiny vyspělých národů G20, Rady Evropy, OBSE, APEC, skupiny BRICS a také důležitých regionálních organizací SNS, EurAsEC, OSKB a Šanghajské organizace pro spolupráci. V důsledku událostí na poloostrově Krymu (2014) přijali lídři Evropské unie, Spojených států amerických a Kanady politické a hospodářské sankce vůči Ruské federaci, neboť odmítli uznat Krymské referendum, ve kterém se více než devadesát procent hlasujících vyslovilo pro připojení poloostrova k Ruské federaci. Postupně byly tyto sankce zostřovány také v důsledku údajné podpory povstalců ve válce na východní Ukrajině. Nicméně řada zemí Evropské unie, včetně Řecka, Rakouska, Itálie, Kypru, Bulharska a Lucemburska, jdou jen neochotně cestou sankcí. Například Švýcarsko a Jižní Korea se oněch sankcí neúčastní.
V České republice má Ruská federace velvyslanectví v Praze, do roku 2022 fungovaly ještě generální konzuláty v Brně a v Karlových Varech a konzulát v Ostravě. Velvyslanectví České republiky v Rusku sídlí v Moskvě, generální konzuláty jsou v Petrohradu a Jekatěrinburgu.
Dodržování lidských práv a LGBT práva v Rusku jsou dlouhodobě sledováno a často kritizováno zahraničními vládami, ruskou opozicí, a některýminevládními organizacemi. Obzvláště společnosti, jako jsou Amnesty International, Human Rights Watch nebo v České republice Člověk v tísni vyčítají ruskému systému porušování občanských svobod a politických práv občanů kontroverzními zákony, cenzurou a cenzurou internetu. Freedom House, mezinárodní organizace financovaná americkou vládou, označila Rusko za „nesvobodný stát“ – podle ní jsou volby pečlivě vykonstruované a v zemi chybí možnost skutečně svobodné diskuse. Ruské autority veškeré námitky, především závěry Freedom House, odmítají. Podle nevládní organizace Democracy Ranking se Ruská federace v průzkumu demokratických svobod, do kterého bylo zahrnuto 115 zemí, umístila na 95. místě.

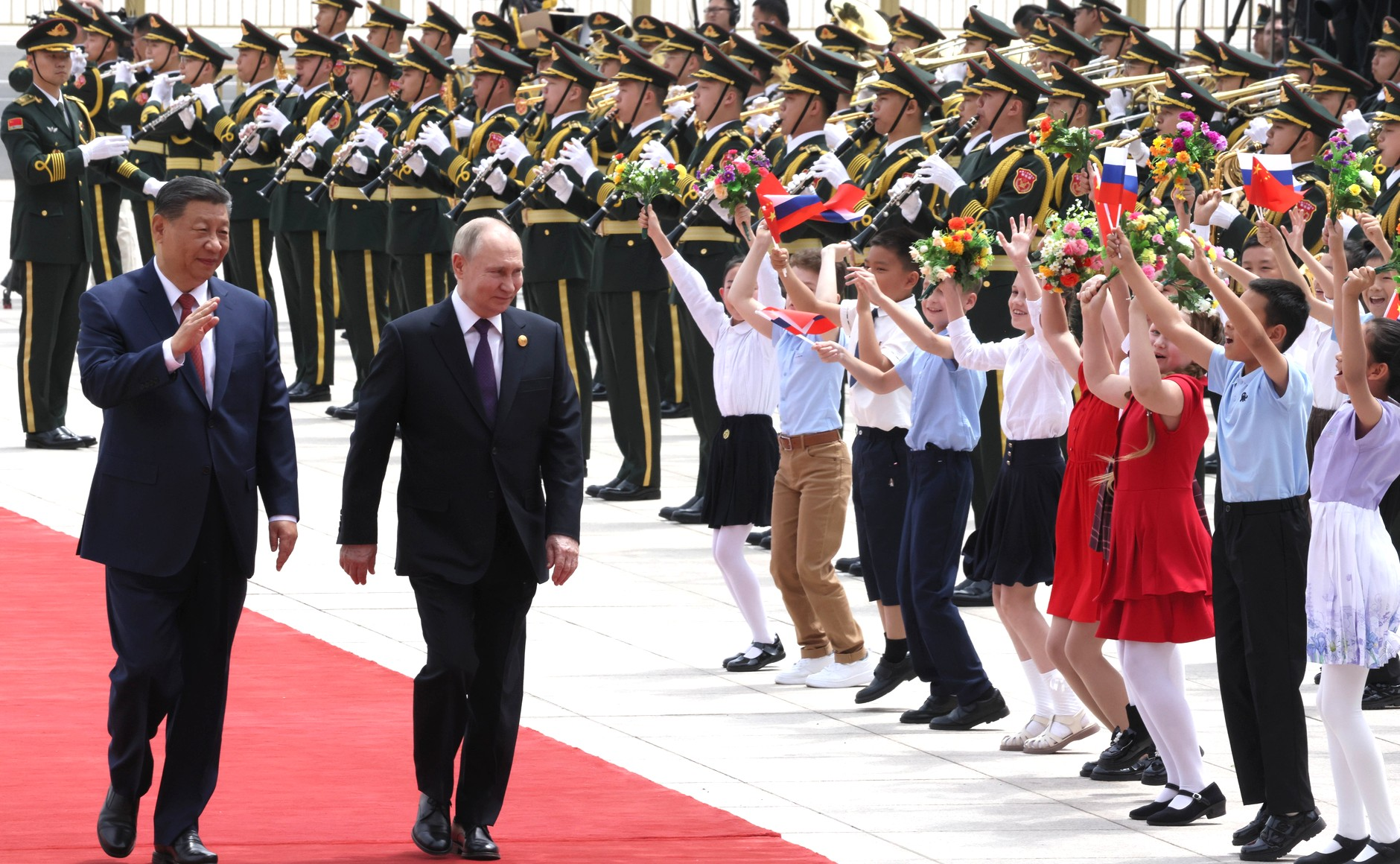
Ruský prezident Vladimir Putin a čínský prezident Si Ťin-pching v Pekingu, 16. května 2024

V důsledku anexe Krymu a následných sankcí ze strany USA, Kanady a Západní Evropy věnovalo Rusko zvýšenou pozornost hospodářským vztahům s asijskými zeměmi, především s Čínou, Japonskem, Jižní a Severní Koreou a Indií. V roce 2014 podepsalo smlouvu o dodávkách plynu s Čínou, kam exportuje i vojenská letadla a další vybavení. Čína poskytla Rusku ekonomickou a diplomatickou podporu během ruské invaze na Ukrajinu. Indie má s Ruskem přátelské vztahy a patří mezi nejdůležitější dovozce ruské ropy. Většina zemí globálního Jihu zaujala k válce na Ukrajině neutrální postoj a udržuje s Ruskem dobré vztahy.
V červnu 2023 podepsalo se Severní Koreou Smlouvu o komplexním strategickém partnerství. Na jejím základě dodává do Severní Koreje potraviny a další v Koreji nedostatkové zboží. Severní Korea naopak exportuje do Ruska dělostřelecké granáty nebo balistické rakety. Na základě smlouvy o partnerství operuje armáda KLDR na území Ruska, zejména v Kurské a Belgorodské oblasti. Podle vyjádření ukrajinských představitelů bylo do dubna 2025 nasazeno v Rusku přibližně 14 000 severokorejských vojáků.

### Intervence v oblasti zahraniční politiky

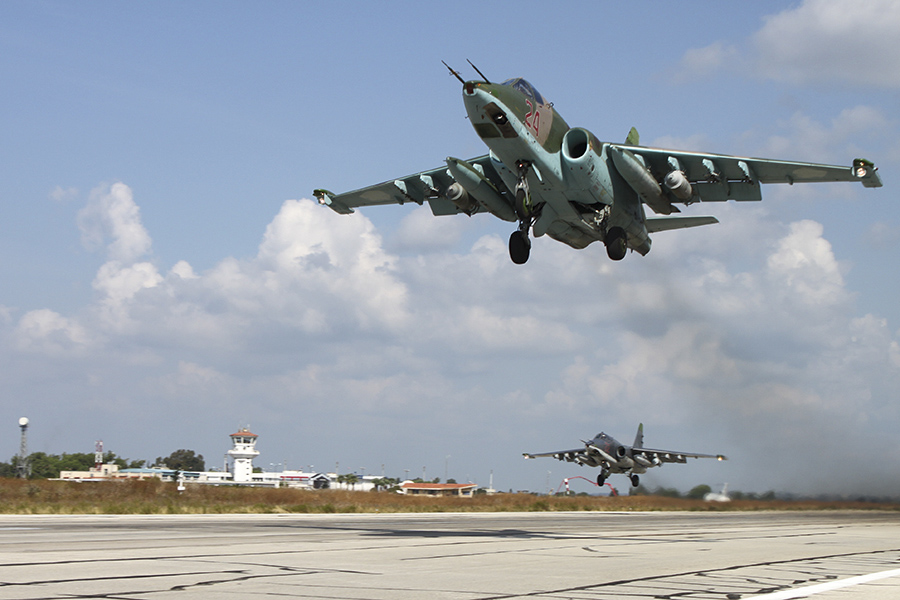
Ruské Suchoje Su-25, které roku 2015 vzlétají z letiště Chumajnim

Rusko na konci desátých let 21. století navázalo na někdejší velmi aktivní zahraniční politiku a začalo pracovat na návratu image přední světové mocnosti. Zapojilo se ve světě do několika konfliktů: v roce 2008 se stalo jednou ze stran války v Jižní Osetii, kde pomohlo stabilizovat faktickou nezávislost dvou separatistických oblastí Gruzie, a to Abcházie a Jižní Osetie, které jednostranně vyhlásily nezávislost na Gruzii krátce po rozpadu Sovětského svazu na začátku 90. let. V roce 2014 se aktivně zapojilo do ukrajinské krize vojenskou intervencí, v jejímž rámci anektovalo ukrajinský Krym a podpořilo separatisty ze samozvané Doněcké a Luhanské republiky dodávkami zbraní a peněz ve válce v Donbasu na východě Ukrajiny. Moskva to a rovněž účast svých vojáků v tomto konfliktu popírala až do února 2022 (kdy tyto samozvané státy naopak uznala a následně vojensky obsadila). Mnoho světových lídrů Rusko tvrdě kritizovalo a řada států západního světa uvalila na Rusko částečné hospodářské embargo. To spolu s nízkou cenou ropy znamenalo pro ruskou ekonomiku brzký propad HDP, propad činil v roce 2015 2,5% a 2016 0,2%, další roky se již HDP vrátil k růstu.
V roce 2015 se Rusko svou intervencí zapojilo také do složité občanské války v Sýrii s cílem podpořit režim Bašára al-Asada a dosáhlo v tomto konfliktu určitých úspěchů v boji proti Islámskému státu a al-Nusrá. V prosinci 2024 byl Bašár al-Asad poražen HTS a uprchl do Moskvy.

Ruskem anektovaná území jihovýchodní Ukrajiny a území pod skutečnou kontrolou Ruska k 30. září 2022

V roce 2022 provedlo Rusko vojenskou invazi na Ukrajinu následně odsouzenou rezolucí mimořádného Valného shromáždění OSN. Odhaduje se, že kvůli nesouhlasu s válkou a obavám z ekonomických sankcí a policejních represí opustilo Rusko více než 800 tisíc lidí. K dubnu 2025 se ruské ztráty ve válce s Ukrajinou odhadovaly na 900 tisíc.
Dne 23. listopadu 2022 Evropský parlament uznal Rusko jako stát, který podporuje terorismus a který používá teroristické prostředky. Evropská unie nyní nemůže takto označit stát, byly tedy vyzvány členské státy, aby změnily legislativu EU k přijetí stejné rezoluce. Zároveň vyzval členské státy, ke komplexní izolaci Ruské federace v mezinárodním prostředí.
V České republice má Ruská federace velvyslanectví v Praze, generální konzuláty v Brně a v Karlových Varech a konzulát v Ostravě. Pro vstup na ruské území potřebují čeští občané vízum, jsou to víza buď turistická (do 16 dní) nebo služební (business, do 12 měsíců). Od 1. ledna 2021 stačí pro turisty z EU vyplnit elektronické vízum, není již tedy nutné shánět pozvání nebo potvrzení hotelu a žádat o klasické vízum. Velvyslanectví České republiky v Rusku sídlí v Moskvě, generální konzuláty jsou v Petrohradu a Jekatěrinburgu.

## Ozbrojené síly

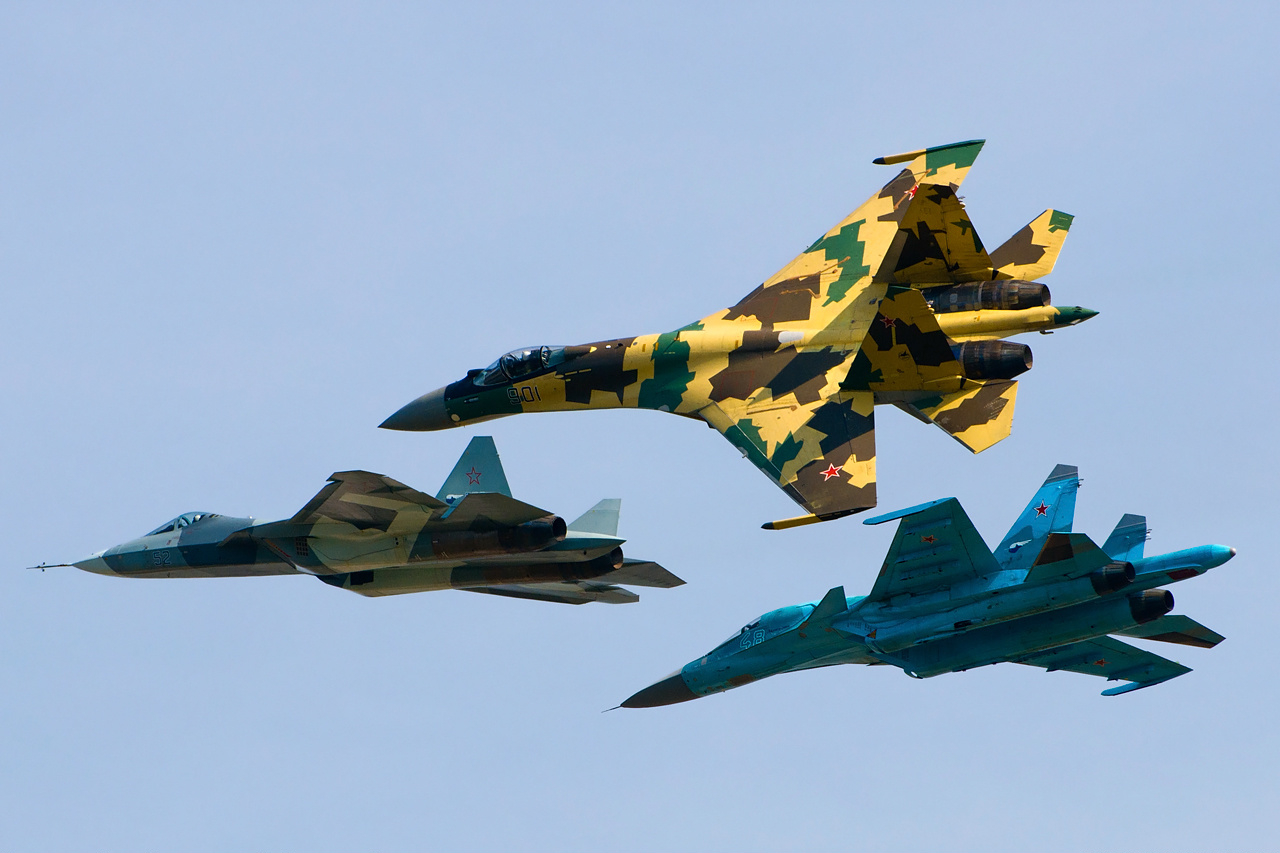
Ruské letouny Suchoj Su-35, Su-34 a Suchoj PAK FA

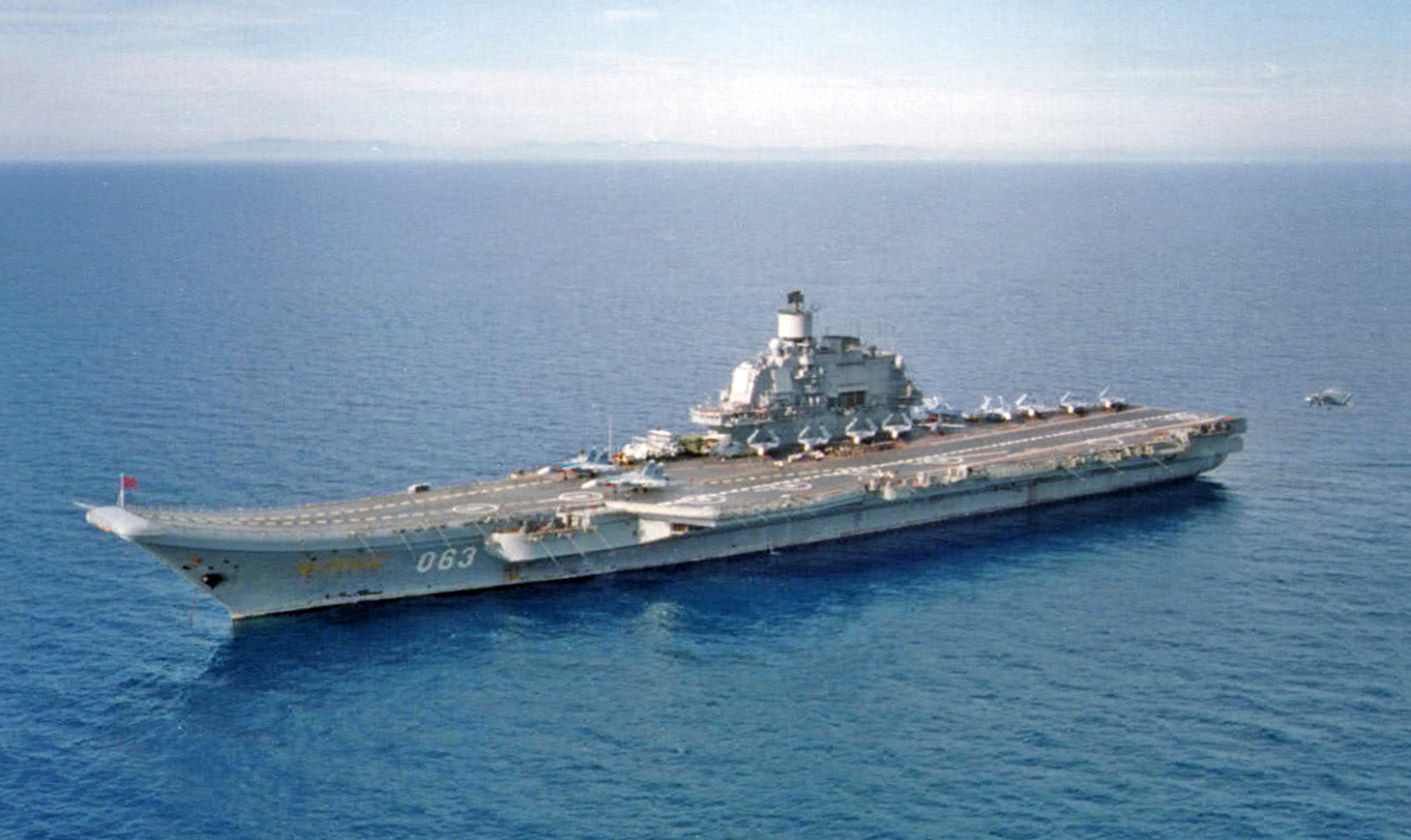
Letadlová loď Admiral Kuzněcov

Ozbrojené síly Ruské federace jsou rozděleny do pozemních sil, námořnictva a letectva. A dále na tři samostatné druhy vojsk: vzdušná a kosmická obrana, raketová vojska strategického určení a vzdušná výsadková vojska. Rusko disponuje největší jadernou a tankovou silou na světě. Země vyrábí většinu svého vlastního vojenského vybavení, jen několik typů dováží a je druhým největším dodavatelem zbraní na světě.
Speciální jednotky Specnaz jsou jednotky zvláštního určení ruské armády i ozbrojených a bezpečnostních sil, je to obecný výraz pro řadu rozdílných jednotek, jejich výcvik patří mezi vůbec nejnáročnější na světě.
Ruské námořnictvo zahrnuje Severní (nejsilnější), Tichooceánské, Černomořské, Baltské a Kaspické loďstvo, dále Námořní letectvo a Pobřežní vojsko (námořní pěchota, pobřežní rakety a dělostřelecká vojska). Využívá jednu letadlovou loď (Admiral Kuzněcov), pět křižníků (křižník Pjotr Velikij třídy Kirov je silně vyzbrojen a má nukleární pohon). Dále čtrnáct torpédoborců, šest fregat, šedesát čtyři korvet, devět nukleárních balistických ponorek a desítky útočných ponorek.
Ruské letectvo využívá víceúčelové stíhací letouny čtvrté generace Suchoj Su-27, Suchoj Su-30, Suchoj Su-35S, MiG-29 a MiG-31. Dále bitevní letouny Suchoj Su-25, stíhací-bombardovací Suchoj Su-24 a Suchoj Su-34, bombardéry Tupolev Tu-22M, Tupolev Tu-95 a Tupolev Tu-160, stovky transportních letounů a bitevních vrtulníků (Mil a Kamov). Ve výzbroji má i česká letadla Let L-410 Turbolet a Aero L-39 Albatros. Stíhací letoun páté generace Suchoj Su-57 měl první let v lednu 2010 a první dodávky armádě byly na rok 2019. K roku 2022 vzniklo 10 testovacích a 5 sériových Su-57.

## Administrativní členění

Federální okruhy Ruské federace:
Centrální federální okruh
Severozápadní federální okruh
Povolžský federální okruh
Jižní federální okruh
Severokavkazský federální okruh
Uralský federální okruh
Sibiřský federální okruh
Dálněvýchodní federální okruh

Subjekty Ruské federace:
Oblasti
Republiky
Kraje
Autonomní okruhy
Federální města
Autonomní oblast

Rusko se člení na 8 federálních okruhů nebo na 12 ekonomických rajónů, ty se dále dělí na 85 subjektů.
Federálními okruhy jsou Centrální federální okruh, Jižní federální okruh, Severozápadní federální okruh, Dálněvýchodní federální okruh, Sibiřský federální okruh, Uralský federální okruh, Povolžský federální okruh, v roce 2010 byl vyčleněn z Jižního federálního okruhu nový Severokavkazský federální okruh. Roku 2014 vznikl dočasně Krymský federální okruh, který však byl již o dva roky později začleněn do Jižního federálního okruhu.
Federální subjekty v současnosti zahrnují 22 republik, 46 oblastí, 9 krajů, 4 autonomní okruhy, 1 autonomní oblast a dále 3 federální města. Poslední dobou v Ruské federaci sílí snahy o slučování krajů, republik nebo autonomních okruhů. V souvislosti s Putinovou centralizační politikou došlo ke snížení z původních 89 subjektů v roce 1993 na dnešních 83 subjektů.
Vedle Moskvy a Petrohradu jsou nejlidnatějšími celky Krasnodarský kraj, Moskevská a Rostovská oblast a republiky Baškortostán a Tatarstán. Největším celkem je republika Sacha, která se svou rozlohou (přes 3 miliony km²) vyrovná třem čtvrtinám rozlohy Evropské unie; žije zde však jen 950 000 obyvatel. Naopak nejmenšími celky jsou federální města, hustě osídlené kavkazské republiky a středoruské oblasti.

## Ekonomika

### Národohospodářský přehled

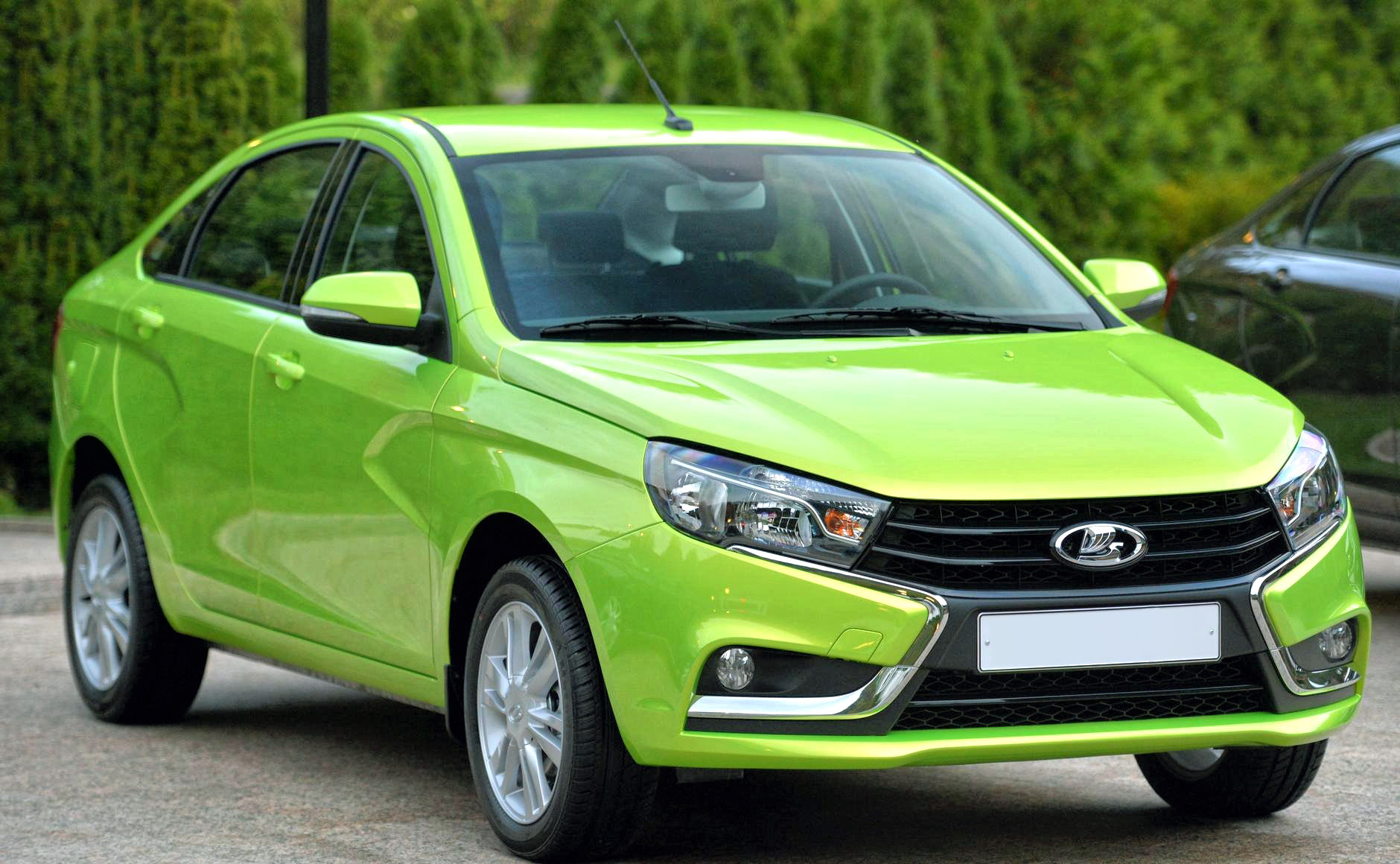
Lada Vesta, jeden z nejprodávanějších automobilů v Rusku

Ruský HDP/obyvatele podle krajů (2006):
> 400 000 rublů
150 000 až 400 000 rublů
100 000 až 150.000 rublů
50 000 až 100 000 rublů
< 50 000 rublů

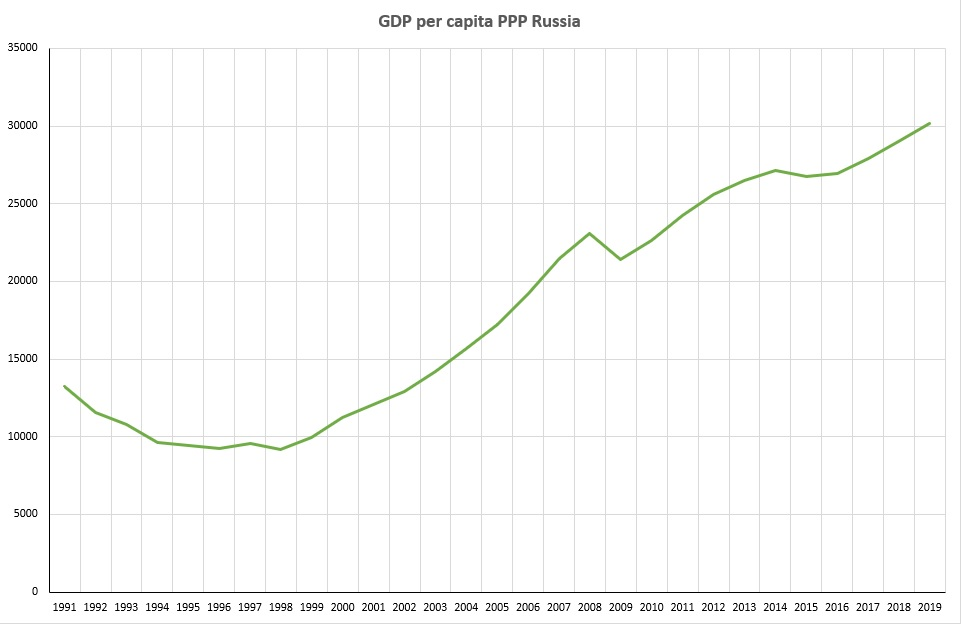
Vývoj ruského HDP na obyvatele, v mezinárodních dolarech a podle PPP (srovnatelná kupní síla), 1991-2019

Ruská ekonomika je determinována velkou rozlohou země, malou hustotou obyvatelstva (hlavně v asijské části) a s tím spojenými logistickými problémy. Je silně závislá na těžbě přírodních zdrojů, mj. ropy a zemního plynu. Mezi první desítkou firem dle kapitalizace jen pouhé dvě firmy nejsou spojeny s těžbou surovin (viz níže). V roce 2016 klesla ruská ekonomika co do objemu hrubého domácího produktu (HDP) na dvanáctou příčku v pořadí na světě. Tehdy se na stavu ruské ekonomiky začal vážně projevovat soubor negativních faktorů, z nichž nejhlavnější byly pokles cen klíčových nerostných surovin a ekonomické sankce uvalené na Rusko západními státy (s výjimkou Švýcarska) v reakci na anexi Krymu.
Na konci roku 2008 a počátkem 2009 se výrazně snížily ceny ropy, a to až na úroveň kolem 40 USD za barel (počátek března 2009). Analytikové přitom varovali Rusko před vážnými problémy, pokud by cena klesla pod 50 dolarů, což se také stalo. Pro Rusko to představuje významný problém, protože export ropy je jedním ze základních pilířů současné ruské ekonomiky. Akciové trhy v Rusku zkolabovaly, příjmy se snížily a začala výrazně stoupat nezaměstnanost. Ruská ekonomika začala znovu růst až v roce 2017. Ve stejný rok v zemi propukly největší protivládní protesty od povolebních protestů v roce 2012.
Ještě v roce 2012 ohodnotily Financial Times Rusko jako druhou finančně nejstabilnější ekonomiku mezi G20, a to hlavně díky nízkému dluhovému zatížení (přibližně 11 % HDP), nízké nezaměstnanosti (přibližně 5 %), významným rezervám a míře hospodářského růstu.
V ekonomické aktivitě má dominantní postavení metropole Moskva, která, ačkoliv má pouze 1/14 obyvatel země, tvoří hrubý domácí produkt z jedné třetiny; je zde také nejvyšší životní úroveň. Značný hospodářský význam má rovněž druhé největší město Petrohrad. Co se týče průmyslu si významný podíl na výrobě drží další velká města v evropské a jihovýchodní části státu. Severovýchod – Sibiř a Dálný východ – pak slouží především jako surovinová základna.
Významnými komoditami rostlinné výroby jsou brambory, ječmen, pšenice, luštěniny a cukrová řepa. Živočišná výroba zásobuje obyvatelstvo mlékem, vepřovým, drůbežím a skopovým masem. Důležité jsou také rybolov a těžba dřeva.
Významnou úlohu má v ruské ekonomice zbrojní průmysl. Rusko vyrábí zbraně nejrůznějšího druhu, v neposlední řadě tanky, letadla a balistické rakety. Podílí se asi jednou čtvrtinou na světovém obchodu se zbraněmi, čímž se řadí na druhé místo na světě za USA. Je jedenáctým největším producentem automobilů.[kdy?] Největší automobilové společnosti v Rusku jsou AvtoVAZ a GAZ. Kamaz je předním výrobcem nákladních vozů a kamionů, jedná se o jednoho z deseti nejvýznamnějších světových výrobců v tomto oboru.[zdroj?] Marussia byla v letech 2007–2014 prvním ruským výrobcem supersportů.
V zemi se po rozpadu Sovětského svazu výrazně zvedla příjmová nerovnost. Nejvyšší nerovnost vykazují Moskva a kavkazské regiony. Ruský Giniho koeficient byl v roce 2009 změřen na 40,11 bodu.
17. srpna 1998 dopadla na Rusko finanční krize, jejíž širší příčiny lze vysledovat až k východoasijské finanční krizi v roce 1997. Bezprostřední příčinou byla tehdejší neschopnost Ruska splácet svůj zahraniční dluh. Krize měla vážné následky i v okolních státech Ruska. Od roku 1999 zažívalo Rusko značný ekonomický růst, který byl přerušen jen globální ekonomickou krizí v roce 2009. Po roce 2014 mělo Rusko opět hospodářské problémy, které byly zapříčiněny hlavně poklesem cen ropy a jiných surovin na světových trzích a mezinárodními ekonomickými sankcemi, uvalenými na Rusko v souvislosti s anexí Krymu. Od poloviny roku 2014 oslabil ruský rubl vůči ostatním světovým měnám o maximálních 50–60 % (v roce 2016 následovalo opět posílení rublu).
Dne 24. února 2022 zahájila Ruská federace invazi na Ukrajinu a od tohoto data Evropská unie s několika spojenci (USA, Japonsko atd.) zavedla nové sankce, které výrazně oslabily měnu rubl (od května 2022 jeho hodnota se výrazně zvýšila, tzv. umělé navyšování hodnoty). Došlo i na zabavení majetku několika ruským státním příslušníkům, mj. oligarchům.
Dne 27. června 2022 bylo Rusko nuceno se ocitnout v nucené platební neschopnosti (Státní bankrot).

#### Statistické údaje

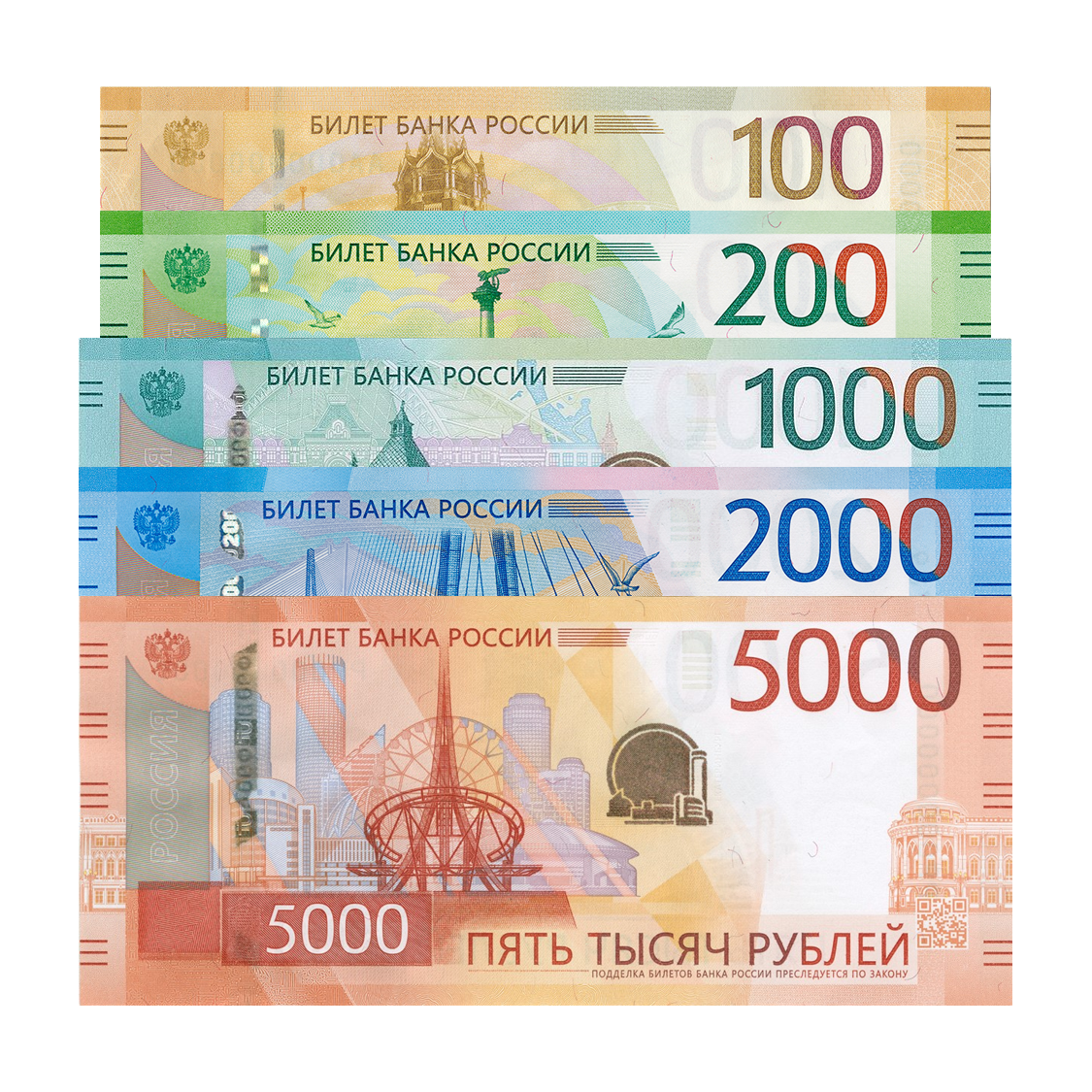
Bankovky rublů z roku 2025

| Měsíční průměr               | 1995  | 2000    | 2005    | 2008   | 2010   |
| ---------------------------- | ----- | ------- | ------- | ------ | ------ |
| Příjmy na 1 obyvatele (rubl) | 515,9 | 2 281   | 7 938   | 17 320 | 20 000 |
| Průměrná mzda (rubl)         | 472,4 | 2 223,4 | 8 550,2 | 19 400 | 21 000 |
| Průměrný důchod (rubl)       | 188,1 | 694,3   | 2 364   | 6 800  | 8 200  |

(bez zohlednění inflace)

### Surovinové zdroje

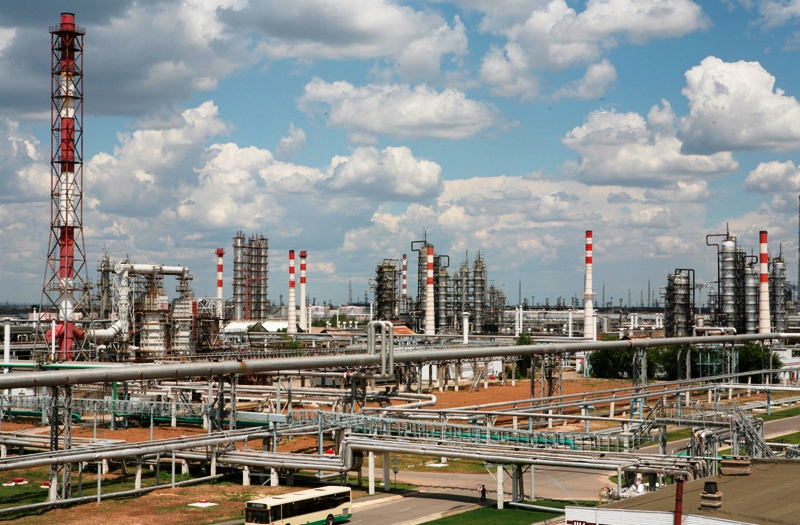
Průmyslová zóna ve Volgogradské oblasti

Mapa hlavních ruských ropných a plynových ložisek

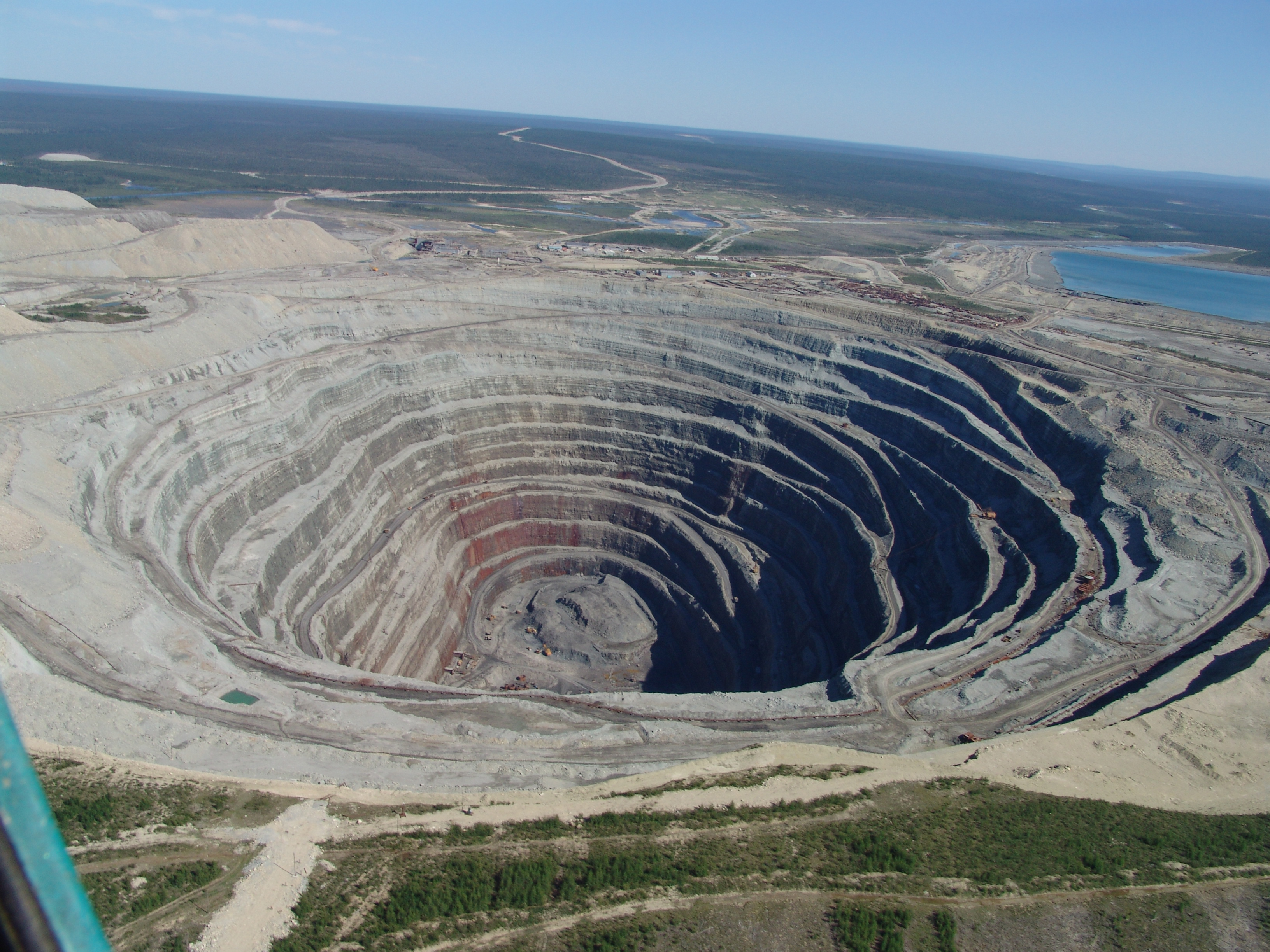
Diamantový důl Udačnaja

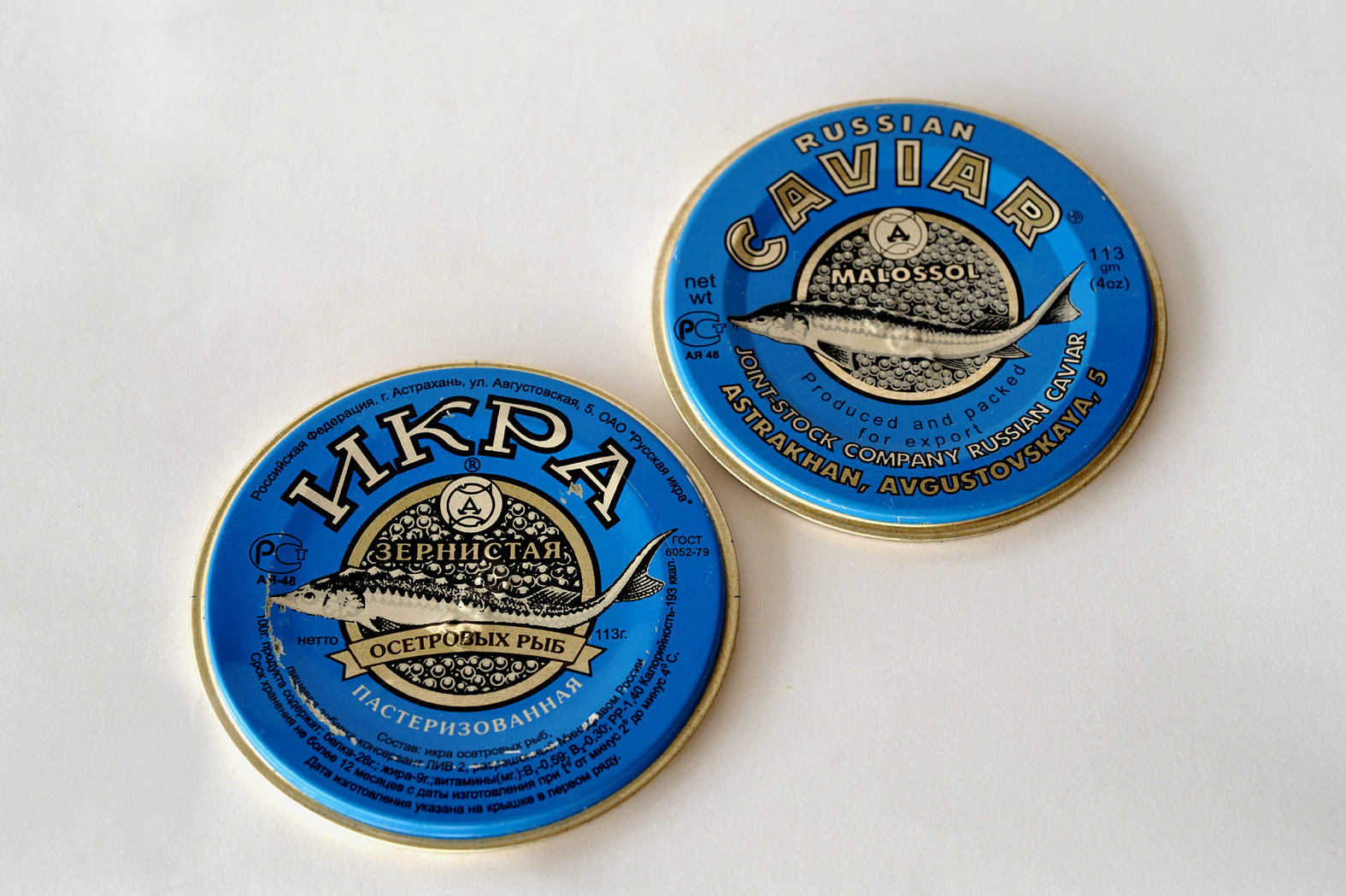
Krabičky s ruským kaviárem

Hlavními těženými surovinami jsou zemní plyn, ropa, hnědé a černé uhlí a nikl. Rusko má největší rezervy zemního plynu na světě, druhé největší zásoby uhlí a osmé největší zásoby ropy. Má také mj. velké zásoby zlata, diamantů a titanu. V zemi existují velké společnosti, zaměřené na těžbu ropy – Rosněfť, Lukoil, Sibněft, Juganskněftěgaz a další. Ruský plynárenský gigant Gazprom je největší firmou na světě, zabývající se těžbou plynu a obchodem s ním. Hospodářské výkony těžby nafty a plynu tvoří podstatnou část HDP ruské ekonomiky (roku 2013 těžba všech nerostných surovin tvořila 10,4 % HDP Ruska) a příjmy z nich kryjí do značné míry výdaje státního rozpočtu. V roce 2013 se daň z těžby nerostných surovin a vývozní daň z plynu, ropy a ropných produktů podílely 46 procenty na příjmech federálního rozpočtu. Surovinové příjmy jsou soustředěny na federální úrovni, jejich váha v konsolidovaných státních příjmech, zahrnujících i rozpočty regionů a obcí je proto zhruba poloviční.
Důležité dopravní cesty pro tyto dodávky byly v minulosti tranzity přes Ukrajinu (plynovody, ropovod Družba) a Bělorusko (plynovod Jamal–Evropa). V roce 2011 byla dokončena první fáze plynovodu Nord Stream, který vede pod Baltským mořem z Ruska přímo do Německa. Tento plynovod byl v září 2022 vyhozen do povětří. Roku 2012 byl také dokončen ropovod ESPO, spojující Sibiř s asijsko-tichomořskými trhy (Japonsko, Čína a Jižní Korea). Pro zajištění energetických potřeb států na jihu Evropy včetně Itálie, byl plánován plynovod South Stream, vedoucí mimo území Ukrajiny pod Černým mořem přes Bulharsko, ten však nebyl postaven.
Dne 18. června 2015 podepsali zástupci rakouské společnosti OMV a ruského Gazpromu tzv. Memorandum o porozumění (předběžnou dohodu), podle kterého se Rakušané budou podílet na výstavbě dvou dalších potrubí pod Baltickým mořem, plynovodu Nord Stream 2. Zároveň bylo ve stejný den na okraji hospodářské konference v Petrohradě oznámeno, že k uskupení firem, které se budou na této stavbě podílet, se připojují německá společnost EON a nizozemsko-britská společnost Royal Dutch Shell. První potrubí mělo být postaveno a uvedeno do provozu do roku 2019. Téměř ve stejnou dobu mělo být postaveno ještě jedno, celkově čtvrté, potrubí. Celkové náklady projektu dosáhnou nejméně 9,5 miliardy eur přesáhnou pravděpodobně náklady na jeho první fázi, které činily 7,4 miliardy eur. Obě nová potrubí mají přepravovat dalších 55 miliard m³ zemního plynu ročně do Evropské unie. Od roku 2020 neměl být podle ruského úmyslu již žádný plyn z Ruska, určený pro Západní Evropu, přepravován přes dosavadní tranzitní Ukrajinu. Stavba plynovodu Nord Stream 2 narazila na odpor Spojených států amerických, které koncem roku 2019 uvalily na tento projekt sankce. Sankce kritizovali německá kancléřka Angela Merkelová i předseda Evropské komise Jean-Claude Juncker, kteří se obávají negativního vlivu na energetické zásobování EU. Dokončení projektu Nord Stream 2 bylo odhadováno na začátek roku 2021. 22. února 2022 německý kancléř Olaf Scholz oznámil odložení schvalovacího procesu plynovodu Nord Stream 2, vzhledem ke změněné bezpečnostní situaci po vstupu ruských vojsk na území východní Ukrajiny.
Dne 8. ledna 2020 uvedli prezidenti Putin a Recep Tayyip Erdoğan v Istanbulu do provozu nový plynovod Turkstream (nástupce zrušeného South Streamu), kterým pod Černým mořem již proudí zemní plyn z Ruska do Turecka. Původně na tento plynovod mělo být napojeno Bulharsko, pokračovat by však nyní měl přes Řecko, Severní Makedonii, Srbsko a Maďarsko až do Rakouska.

### Energetika
Rusko je třetí největší výrobce elektřiny na světě. Je také první zemí, která v roce 1954 zprovoznila jadernou elektrárnu pro komerční využití, i když v malém měřítku spíše v rámci experimentální studie (viz Jaderná elektrárna Obninsk). Všechny jaderné elektrárny jsou řízeny státní firmou Rosatom. Sektor se rychle vyvíjí, jen na rozvoj je z federálního rozpočtu do roku 2015 vyčleněn asi 1 bilion rublů. Velké kaskády vodních elektráren jsou v evropské části na velkých řekách jako je Volha, zatímco potenciál východní Sibiře zatím zůstává většinou nevyužitý. Zhruba 63% z ruské elektrické energie je generováno tepelnými elektrárnami, 21% vodními a 16% pochází z jaderných reaktorů. V roce 2005 Rusko vyrobilo 951 TWh a exportovalo 23 TWh elektřiny.

### Žebříček firem
Žebříček firem podle kapitalizace (časopis «Expert», 2008/10/6):
| Jméno                                  | Kapitalizace (mil. RUB) | Kapitalizace (mil. Kč) | Odvětví                    |
| -------------------------------------- | ----------------------- | ---------------------- | -------------------------- |
| Gazprom                                | 5 804 745               | 4 020 018              | ropná a plynová            |
| NK Rosněft                             | 2 284 861               | 1 582 358              | ropná a plynová            |
| NK Lukoil                              | 1 583 655               | 1 096 744              | ropná a plynová            |
| AK Sběrěgatěl'nyj bank RF              | 1 254 849               | 869 033                | bankovní                   |
| GMK Norilskij nikěl'                   | 923 317                 | 639 434                | hutnictví neželezných kovů |
| Surgutněftěgaz                         | 643 247                 | 445 474                | ropná a plynová            |
| Vympělkom                              | 596 957                 | 413 417                | telekomunikace             |
| Novolipeckij Metallurgičeskij Kombinat | 569 536                 | 394 426                | hutnictví železa a oceli   |
| Gazprom něft'                          | 560 042                 | 387 851                | ropná a plynová            |
| Novatek                                | 545 624                 | 377 866                | ropná a plynová            |

### Doprava

Ruské dálnice

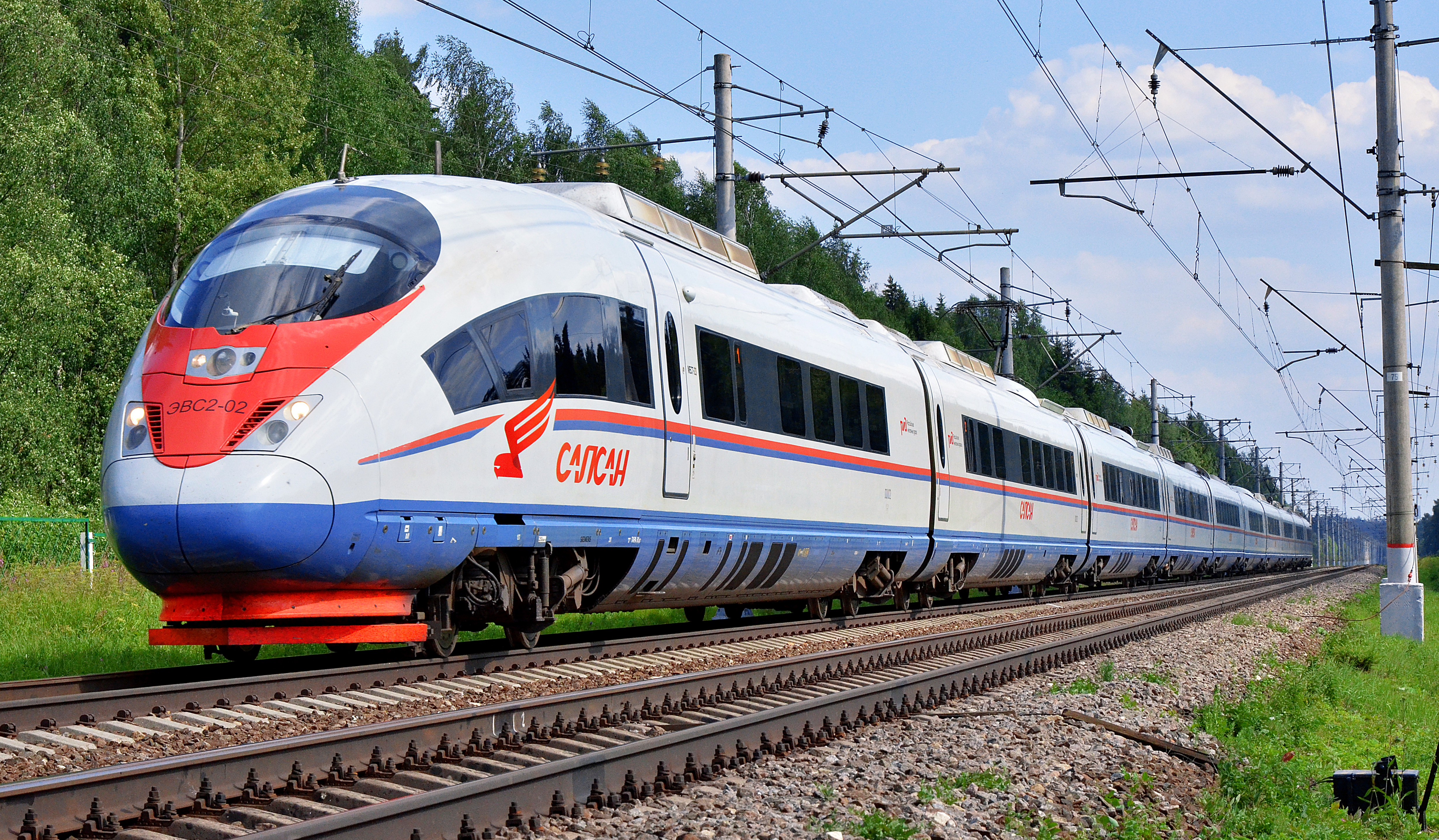
Vysokorychlostní vlak Sapsan, varianta Siemensu Velaro

Rusko má po Spojených státech druhou největší železniční síť na světě, většina je pod kontrolou státem vlastněné společnosti RŽD. Železnice používají oproti Česku širší rozchod (1520 mm). Transsibiřská magistrála z Moskvy do Vladivostoku projíždí rekordních sedm časových pásem a je nejdelší železniční tratí na světě. První vysokorychlostní trať byla zahájena v roce 2009 na trati Petrohrad – Moskva – Nižnij Novgorod, využívá vysokorychlostní vlaky Sapsan.
Nejčastějším druhem městské dopravy bývají autobusy, trolejbusy a tramvaje. Významná část tramvají v Rusku je české výroby (Tatra T3, Tatra T6B5 atd.). Linky metra využívá sedm měst Ruska (Moskva, Petrohrad, Nižnij Novgorod, Novosibirsk, Samara, Jekatěrinburg a Kazaň) a tzv. systém Metrotram využívají další tři. Ve výstavbě je metro v Čeljabinsku, Krasnojarsku a Omsku. První metro bylo otevřeno v Moskvě v roce 1935. Nedílnou součástí ruské veřejné dopravy jsou tzv. maršrutky, jakési sdílené taxi.
V roce 2006 mělo Rusko 755 000 km zpevněných silnic, z nich nejdůležitější jsou tzv. Ruské federální dálnice. Tyto dálnice spojují především Moskvu a okolní oblasti. Například M10 spojuje dvě největší města (Moskva a Petrohrad) a vede až k finskému pohraničí, M6 vede přes Volgograd ke Kaspickému moři a M9 k hranicím Lotyšska. Transsibiřská dálnice (AH6) měří přes 11 000 km a spojuje Baltské moře a Tichý oceán. Plán na léta 2012–2020 zahrnoval výstavbu 120 000 km nových silnic (z toho 18 000 km federálních dálnic). Mnoho komunikací však zůstává nezpevněných.
Země vlastní jedinou flotilu atomových ledoborců na světě. Hlavními ruskými námořními přístavy jsou: Rostov na Donu u Azovského moře, Novorossijsk na pobřeží Černého moře, Astrachaň a Machačkala u Kaspického moře, Kaliningrad a Petrohrad u Baltu, Archangelsk u Bílého moře, Murmansk v Barentsově moři, Petropavlovsk-Kamčatskij a Vladivostok u Tichého oceánu.
Mezi největší výrobce dopravních letadel v Rusku patří Tupolev a Iljušin a od 21. století i Suchoj. Od roku 2006 je většina ruských leteckých výrobců spojena do holdingu Sjednocená letecká korporace, obdobně vznikl o rok později holding Ruské vrtulníky. V roce 2013 se zde vyrábělo pět typů dopravních letadel. Nicméně jediným novým typem, který se podařilo zavést do sériové výroby, je Suchoj Superjet 100.
Dopady mezinárodních sankcí v průběhu ukrajinské krize budou mít na ruský letecký průmysl zásadní vliv, jelikož mnoho komponentů a technologií Rusko musí dovážet.

## Věda a technika

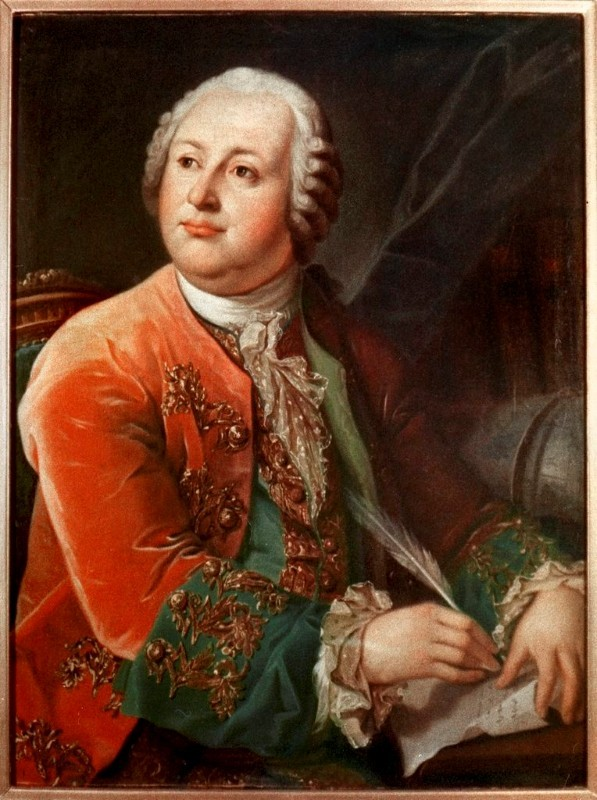
Michail Lomonosov, polyhistor, vědec, vynálezce, básník a umělec

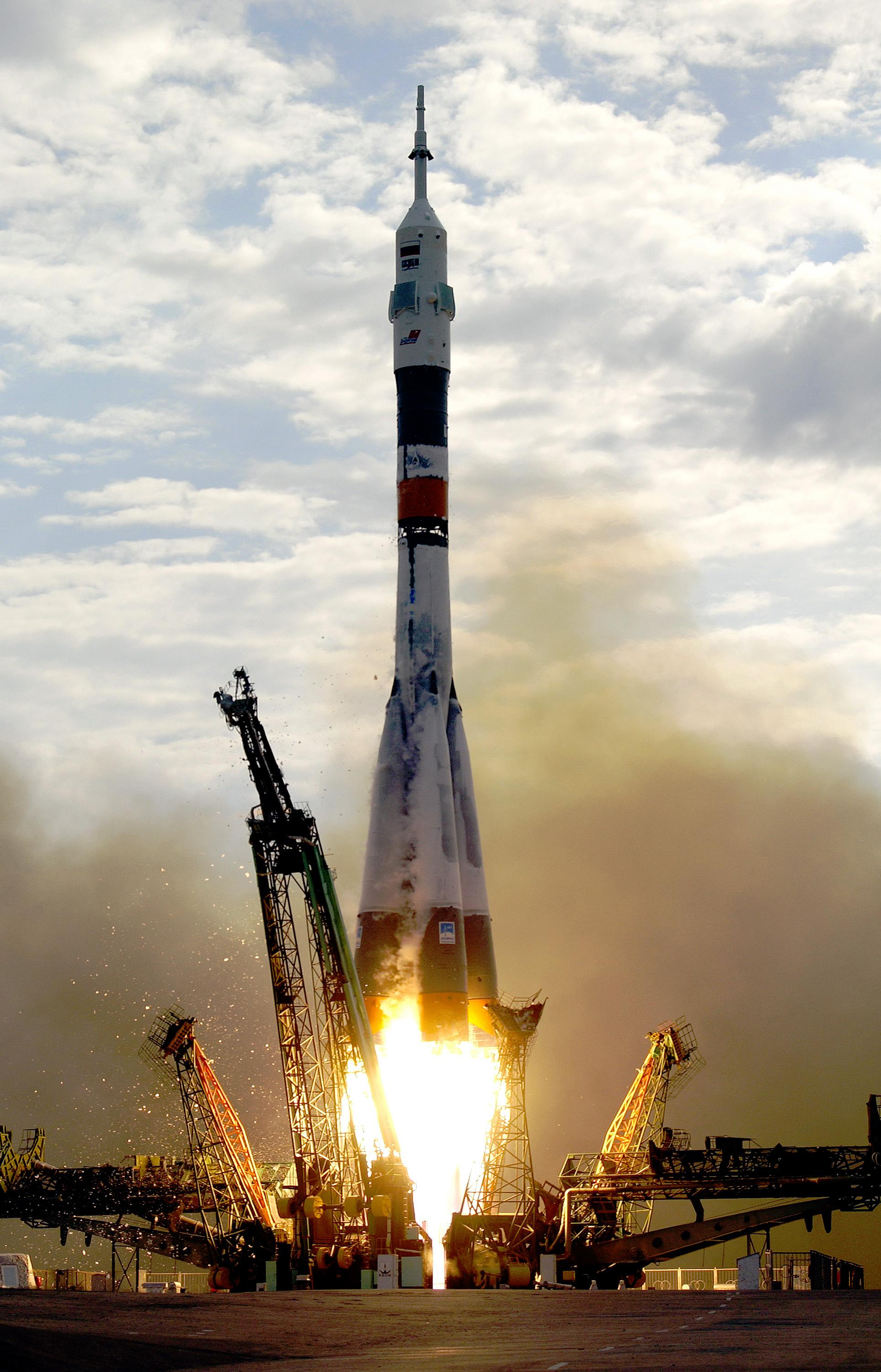
Ruská nosná raketa Sojuz

Věda a technika v Rusku kvetly od osvícenství zvláště po založení univerzit v Petrohradě a v Moskvě a Ruské akademie věd. Jejich rozvoj je spojen s působením cara Petra Velikého a carevny Kateřiny II. Veliké, panovníků, kteří otevřeli Rusko vlivům západní Evropy.
Ruská matematická škola byla a je jednou z nejvlivnějších na světě. Dmitrij Ivanovskij objevil viry, Dmitrij Mendělejev vynalezl periodickou tabulku prvků a Sergej Lebeděv syntetickou gumu. Dalšími vynálezci byli Michail Britnev (ledoborec), Stěpan Makarov (torpédová loď), Franz San Galli (radiátor), Gleb Kotelnikov představil padák a Jevgenij Čertovskij první přetlakový oblek. K významnějším ruským objevům a vynálezům ve fyzice dále patří: elektrický oblouk, laser, maser, Lenzův zákon, fotovoltaický článek, Čerenkovovo záření, 3D holografie, elektronová paramagnetická rezonance, heterotransistor a tokamak na termonukleární fúzi. Proslulými leteckými konstruktéry byli Andrej Nikolajevič Tupolev, Sergej Iljušin a Oleg Antonov. Jako konstruktér pěchotních zbraní se celosvětově proslavil Michail Kalašnikov. O příspěvcích ruských vědců k rozvoji kosmonautiky od 20. století pojednává kapitola níže.
Pilíři ruské vědy jsou rovněž Ivan Petrovič Pavlov a Michail Lomonosov. Pavlov získal i Nobelovu cenu, stejně jako Pjotr Leonidovič Kapica, Andre Geim, Konstantin Novoselov, Alexej Alexejevič Abrikosov, Vitalij Lazarevič Ginzburg, Ilja Prigogine, Nikolaj Gennadijevič Basov, Alexandr Prochorov, Pavel Alexejevič Čerenkov, Igor Jevgeněvič Tamm, Ilja Frank, Nikolaj Nikolajevič Semjonov a Ilja Iljič Mečnikov. K dalším významným osobnostem exaktních a přírodních věd patří Andrej Nikolajevič Kolmogorov, Nikolaj Ivanovič Lobačevskij, Sofja Kovalevská, Igor Kurčatov, Alexandr Ivanovič Oparin, Andrej Markov, Sergej Prokudin-Gorskij, Pafnutij Lvovič Čebyšev, Alexandr Fridman, Alexandr Stěpanovič Popov, Vladimir Zvorykin, Nikolaj Vavilov, Vladimir Ivanovič Vernadskij a Wladimir Köppen. V seznamu laureátů nejprestižnějších matematických cen, tedy Fieldsovy medaile a Abelovy ceny, lze nalézt mnoho ruských jmen: Sergej Petrovič Novikov, Grigorij Perelman, Grigorij Alexandrovič Margulis, Jefim Izakovič Zelmanov, Maxim Lvovič Koncevič, Vladimir Alexandrovič Vojevodskij, Andrej Jurjevič Okuňkov, Stanislav Smirnov, Michail Gromov či Jakov Sinaj. Významným matematikem byl i Vladimir Arnold.
Krize v 90. letech vedla k drastickému snížení státní podpory vědy a odlivu mozků z Ruska, ovšem po roce 2000 se na vlně nového ekonomického boomu situace ruské vědy a techniky zlepšila a vláda zahájila kampaň zaměřenou na modernizaci a inovaci.
V oblasti humanitních a sociálních věd vynikli literární vědci Michail Bachtin a Vissarion Grigorjevič Bělinskij, lingvisté Roman Jakobson a Vladimir Jakovlevič Propp, průkopník moderní pedagogiky Anton Semjonovič Makarenko, sociologové Andrej Korotajev a Pitirim Sorokin, teoretik kultury Anatolij Lunačarskij či historik Nikolaj Michajlovič Karamzin. Nejznámějšími ruskými filozofy jsou Nikolaj Berďajev či Vladimir Solovjov. Klíčovými představiteli ruské psychologie a psychiatrie byli Vladimir Michajlovič Bechtěrev, Lev Vygotskij a Alexandr Romanovič Lurija. Leonid Kantorovič a Leonid Hurwicz získali Nobelovu cenu za ekonomii.

### Kosmonautika

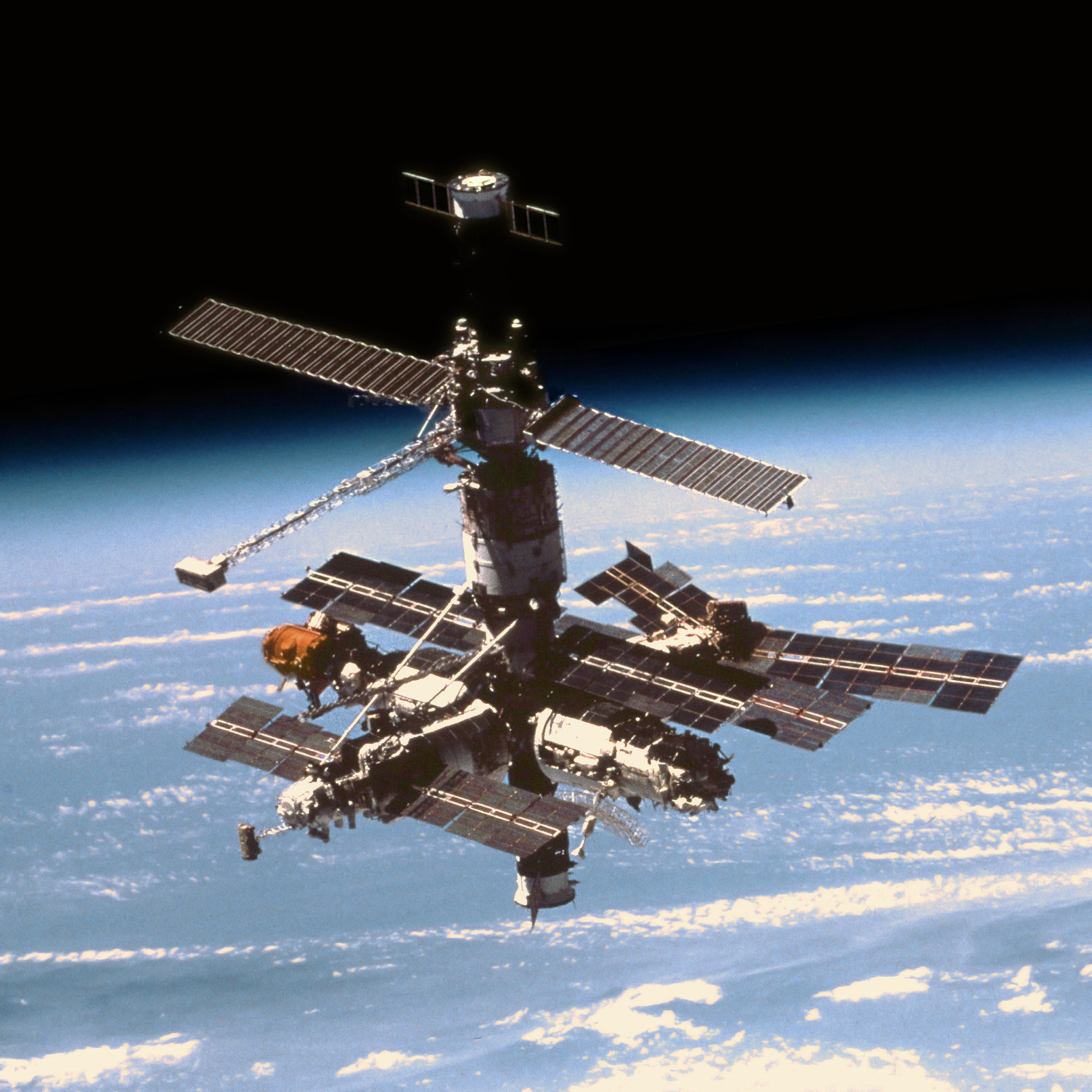
Pohled na vesmírnou stanici Mir

Ruští vědci a kosmonauti podstatně přispěli k pronikání lidí do vesmíru. Konstantin Ciolkovskij je považován za otce soudobé kosmonautiky, jeho práce inspirovala Sergeje Koroljova, Valentina Gluška a mnoho dalších, kteří přispěli k úspěchu vesmírného programu, což vedlo i k vývoji programu Sojuz.
Sovětský svaz byl prvním státem na světě, který dosáhl hranice vesmíru a vyslal roku 1957 do vesmíru první umělou družici Země Sputnik 1. Ve stejném roce vyslal Sovětský svaz jako první do vesmíru živého tvora, psí fenku Lajku. Největším triumfem sovětského vesmírného programu se stalo vyslání a bezpečný návrat majora Jurije Gagarina, prvního člověka ve vesmíru, dne 12. dubna 1961. První ženou ve vesmíru byla rovněž Ruska Valentina Těreškovová. Sonda Luna 9 jako první přistála na Měsíci, Veněra 7 byla první sondou, která přistála na jiné planetě (Venuše), a Mars 3 pak rovněž první sondou, která přistála na Marsu.
Sovětský svaz také jako první sestavil na oběžné dráze Země permanentně obydlenou vesmírnou stanici Mir. Agentura Roskosmos používá pilotované vesmírné lodě Sojuz, které na oběžnou dráhu vynáší stejnojmenná nosná raketa, a také automatické nákladní kosmické lodě Progress. Program raketoplánů Buran byl ve fázi vývoje v důsledku rozpadu SSSR zrušen. Po ukončení amerického programu Space Shuttle v roce 2011 byly ruské vesmírné lodě Sojuz jediným dopravním prostředkem pro kosmonauty na cesty k Mezinárodní vesmírné stanici (ISS), od roku 2020 jsou využívány také americké kosmické lodě Crew Dragon.
Ruský lunární program (Luna-Glob) počítá s první plánovanou misí Luna 25 v červenci 2023. Roskosmos také vyvíjí novou kosmickou loď Orjol, která postupně od roku 2025 nahradí stárnoucí loď Sojuz, měla by také dovézt posádku na lunární oběžnou dráhu a to již v roce 2029. V únoru 2019 bylo oznámeno, že Rusko plánuje svou první pilotovanou misi na povrch Měsíce v roce 2031.

## Obyvatelstvo

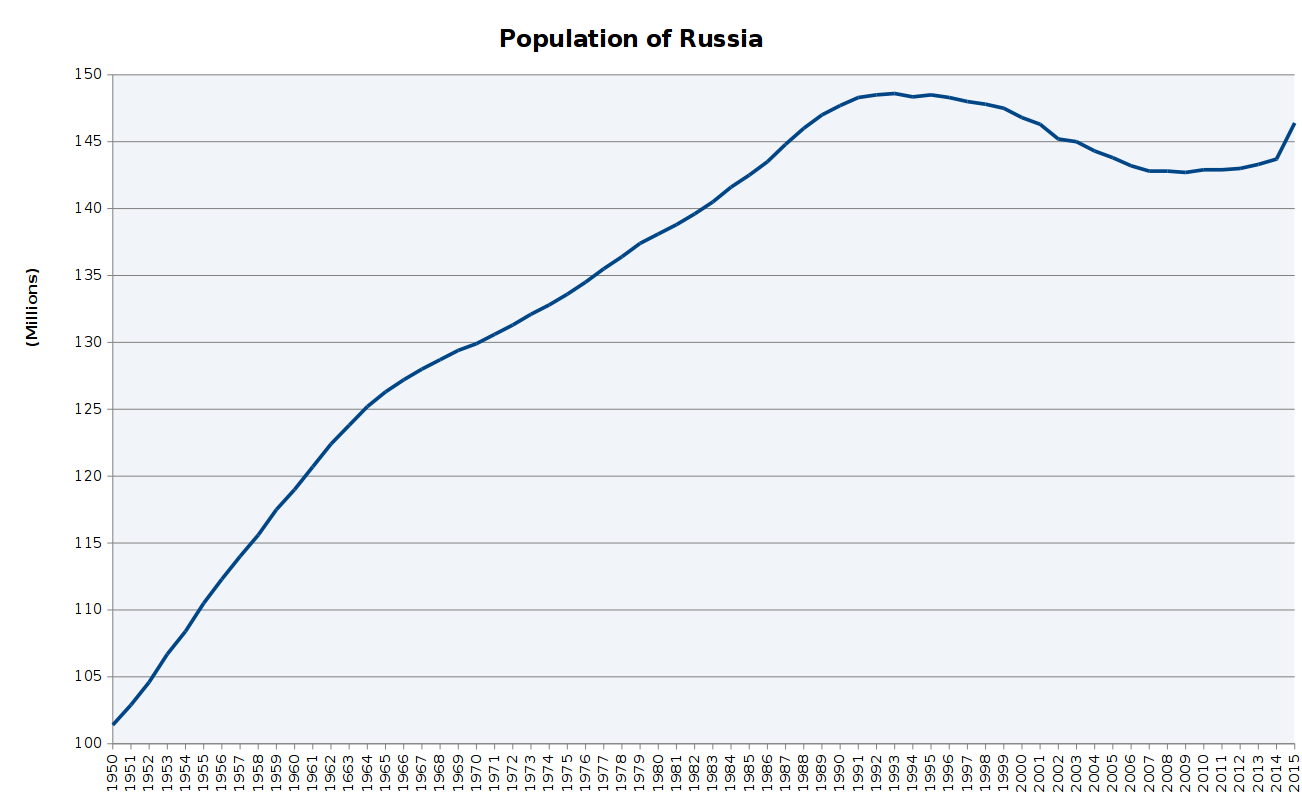
Demografický vývoj RSFSR a Ruska v letech 1950–2013

Rusko je devátým nejlidnatějším státem světa. Populace Ruska dosáhla v roce 1991 vrcholu s nejvyšším počtem 148 689 000 obyvatel těsně před rozpadem SSSR a od poloviny 90. let zaznamenala rychlý pokles. Počet obyvatel mezi lety 1995–2010 klesl o více než 5 milionů; odhad k 1. lednu 2014 hovoří o 143 657 000 obyvatelích, což je o 800 000 více než při oficiálním sčítání roku 2010. Tento pokles se v posledních letech téměř zpomalil do stagnace díky snížené úmrtnosti, zvýšené porodnosti a zvýšené míře přistěhovalectví. V roce 2009 Rusko zaznamenalo poprvé za patnáct let meziroční nárůst populace, přičemž celkový nárůst činil 10 500 osob. Podle OSN je přistěhovalecká populace v Rusku třetí největší na světě a činí 11,6 milionu lidí. Předními zeměmi původu přistěhovalců do Ruska je Ukrajina, Uzbekistán, Tádžikistán, Ázerbájdžán, Moldavsko a Kazachstán.
Závažný problém představovala nízká porodnost, která obzvláště u obyvatel ruské národnosti patřila mezi nejnižší na světě; nejníže klesla v závěru 20. století, po roce 2000 se velmi mírně zvýšila. Tento problém se ovšem netýká některých neruských národností, zejména pak těch, u nichž převládají vyznavači islámu; jejich porodnost je většinou vyšší, ovšem v současné době nepředstavují tak velký podíl obyvatelstva, aby mohli negativní trendy v celonárodním měřítku zvrátit. Rozdíl v porodnostech se však projevuje postupnou změnou poměru obyvatel těchto národností a etnických Rusů, která je patrná zejména v okrajových částech země.
Rozmístění obyvatelstva je nerovnoměrné: většina (77 %, tj. přes 110 miliónů) obyvatel žije v menší evropské části, zatímco obrovská území Sibiře jsou téměř liduprázdná – průměrná hustota osídlení činí, vzhledem k obrovské rozloze federace, pouhých 8,4 obyv./km². Růst počtu obyvatel v současné době pokračuje v některých jižních oblastech Čečensko, Ingušsko, Dagestán atd.) a na severovýchodě, nejvíce se naopak vylidňují oblasti evropského západu (Pskovská, Smolenská, Novgorodská oblast). V roce 2014 byla průměrná délka života 71 let s výrazným rozdílem mezi pohlavími: 65 let u mužů a 77 u žen.

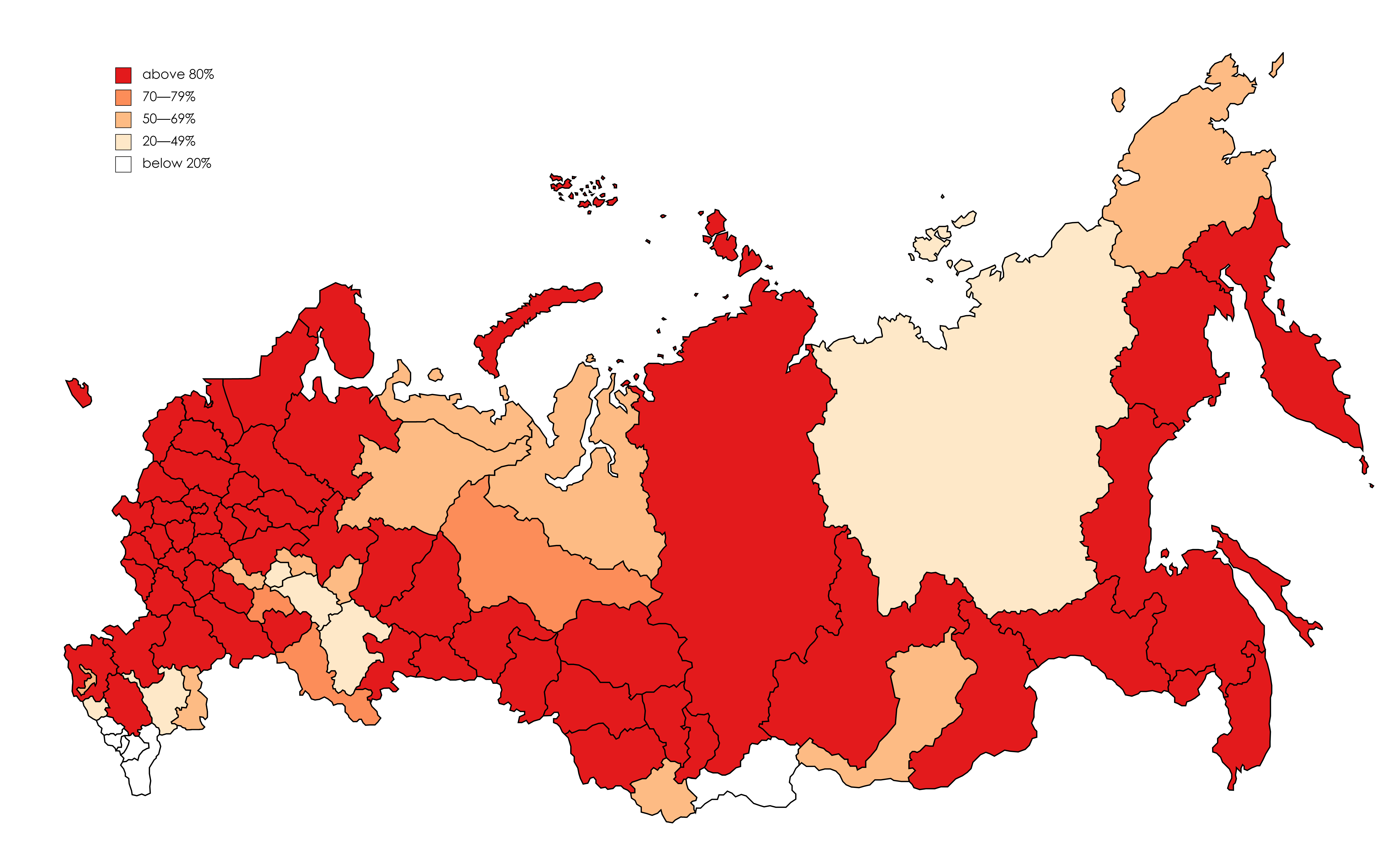
Procento etnických Rusů podle regionů v roce 2021

Míra porodnosti je v Rusku vyšší než u většiny evropských zemí (13,3 narození na 1000 osob v roce 2014 v porovnání s průměrem Evropské unie 10,1 na 1000),, ale míra úmrtnosti je také podstatně vyšší (v roce 2014 byla úmrtnost v Rusku 13,1 na 1000 osob ve srovnání s průměrem EU 9,7 na 1000). Ruské Ministerstvo zdravotnictví a sociálních věcí předpovídalo, že míra úmrtnosti se do roku 2011 vyrovná porodnosti díky zvýšení plodnosti a poklesu úmrtnosti. Vláda realizuje řadu programů, jejichž cílem je zvýšit míru porodnosti a přilákat více migrantů. Měsíční vládní příspěvky na děti byly zdvojnásobeny na 55 dolarů a ženám, které od roku 2007 měly druhé dítě, byla nabízena jednorázová platba ve výši 9 200 dolarů. V srpnu 2012, kdy země zaznamenala svůj první demografický růst od devadesátých let, prezident Putin prohlásil, že do roku 2025 by bylo možné dosáhnout 146 milionů obyvatel Ruska, a to především v důsledku přistěhovalectví.
Etničtí Rusové tvoří asi 81 % populace země. Ruská federace je také domovem několika významných menšin. V zemi žije přes 190 různých etnických skupin a domorodých obyvatel. 19 % tedy tvoří ostatní etnické skupiny: 3,6 % – Tataři;1,1 % - Čečenci 1,1 % – Baškirové; 0,8 % – Čuvaši; 11,8 % ostatní a nespecifikované. Podle sčítání lidu náleží 84,93 % ruského obyvatelstva k evropským etnickým skupinám (slovanským, germánským, baltofinským mimo ugrické, řeckým a jiným). Od roku 2002 byl zaznamenán pokles, kdy představovaly více než 86 % populace.

### Jazyky

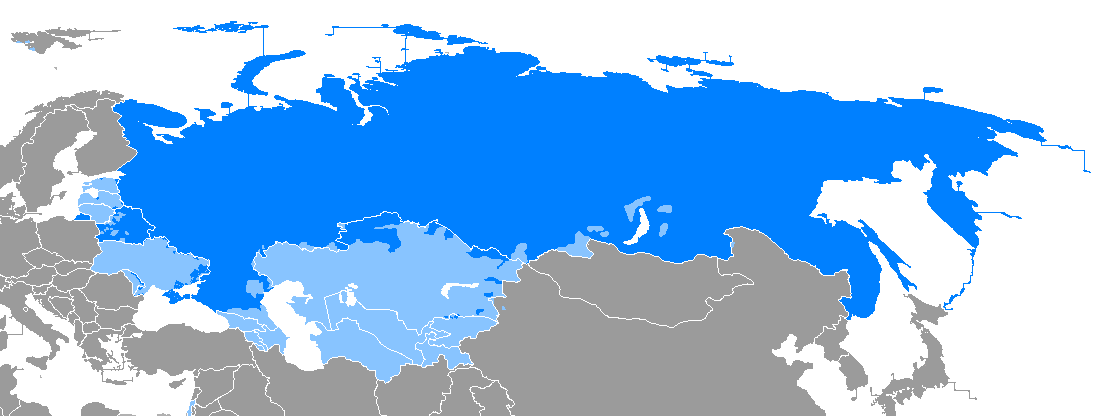
Oblasti rozšíření ruštiny. Tmavě vyznačen je majoritní jazyk, světle minoritní

Oficiálním jazykem celého státu je ruština, kterou ovládají prakticky všichni obyvatelé Ruska; některé autonomní celky vedle ruštiny používají místní jazyky (tatarština, ukrajinština, čuvaština, němčina ad.) – celkem tak Rusko oficiálně hovoří 31 jazyky. Jediným oficiálním písmem je cyrilice, v níž musí být zapisovány úřední dokumenty, což platí i pro jazyky, které používají také latinku.
Ruština je nejvíce geograficky rozšířený jazyk Eurasie, druhým nejpoužívanějším jazykem na internetu po angličtině, jedním ze dvou oficiálních jazyků na palubě Mezinárodní vesmírné stanice a jedním ze šesti úředních jazyků OSN.

### Náboženství

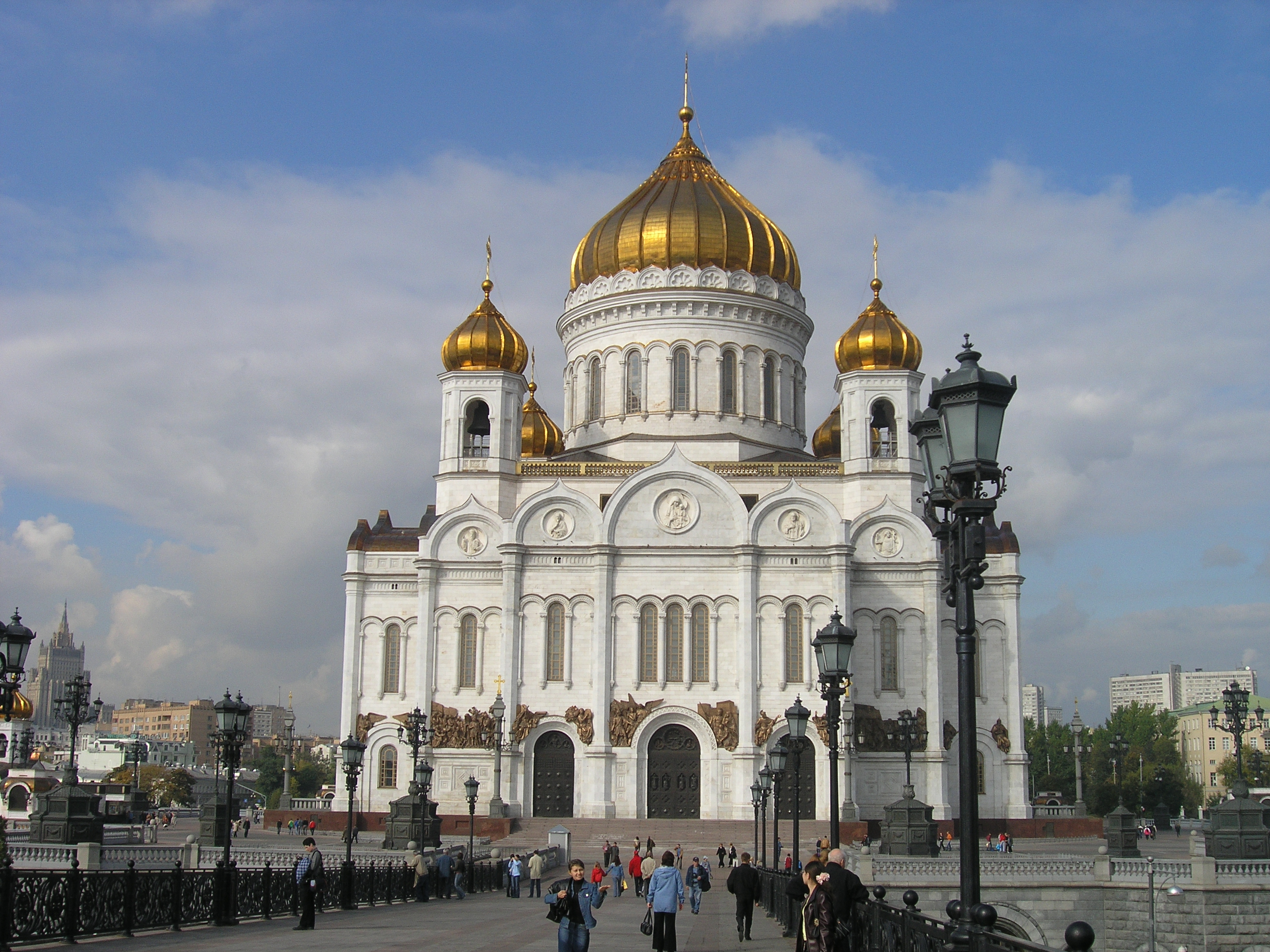
Moskevská katedrála Krista Spasitele je největší pravoslavný chrám na světě

Náboženství v Rusku podle průzkumu náboženského vyznání a národní příslušnosti ve střední a východní Evropě provedené Pew Forum, 2017
Největší zastoupení má v zemi pravoslavné křesťanství; dominantní církví je Ruská pravoslavná církev, k níž se hlásí okolo poloviny obyvatelstva. Přestože je Rusko sekulárním státem, je Ruská pravoslavná církev uznávána i nevěřícími jako symbol kulturního dědictví Ruska. Křesťanství bylo ruským státním náboženstvím od roku 988 a ani v éře protináboženského Sovětského svazu, kdy byla církev krutě pronásledována, nebyl jeho vliv zcela potlačen a po rozpadu SSSR opět značně stoupl.
Druhým významným náboženstvím je sunnitský islám, jejž vyznávají zejména turkické národy a etnické skupiny Kavkazu. Podle sčítání lidu z roku 2002 tvořili muslimové 10 % (14,5 mil.) z tehdy celkové 143milionové ruské populace. Duchovní uvádějí, že počet muslimů stoupá, např. v roce 2018 až na 25 milionů přívrženců (což činí 17 %). „Etničtí muslimové“, tj. národy tradičně muslimské, tvoří většinu populace v sedmi regionech Ruské federace podle sčítání lidu z roku 2002: v Ingušsku (98 %), v Čečenské republice (96 %), v Dagestánu (94 %), v Kabardsko-Balkarsku (70 %), v Karačajsko-Čerkesku (54,6 %), v Baškortostánu (54,5 %), v republice Tatarstán (54 %). Podle odhadů na základě stavby obyvatelstva by v Rusku po roce 2050 měli být muslimové ve většině.
Dále jsou zde komunity římských a řeckých katolíků (1 % obyvatelstva), protestantů (1 % obyvatelstva), buddhistů (Kalmycko, Burjatsko a Tuva; 0,5 % obyvatelstva), židů (0,1 % obyvatelstva), u některých národů Sibiře přetrvávají původní animistická náboženství. V poslední době se objevují také různé formy novopohanství. Pozornost vzbudily případy pronásledování jinak minoritních svědků Jehovových, v jejichž případě jsou nejpozději v roce 2017 doloženy soudní případy "činnosti extremistických skupin", což se podle výkladu ruského práva vztahuje na jakékoli nepovolené náboženské shromáždění. Rovněž různých muslimských skupin se může týkat ruský zákon o zbavení občanství a následné vyhoštění.
Otázka náboženské svobody v Rusku je předmětem zkoumání různých lidskoprávních organizací, které působí jednak ze zahraničí, v samotném Rusku mohou mít problémy vedoucí k věznění nebo vyhoštění, to se týká i zahraničních misionářů. Celou problematiku bedlivě sleduje státní agentura Roskomnadzor. Situace má i politický rozměr - pozorovatelé z organizace Forum 18 zjistili, že pokračuje represivní tlak na náboženské představitele, kteří se veřejně stavějí proti válce na Ukrajině, to vše podle nově schválených zákonů o bezpečnosti Ruské federace, oficiálně jsou tyto postihy tedy udělovány z formálních důvodů. Doposud (k červenci 2025) nejtvrdší trest v souvislosti s náboženským přesvědčením byl udělen buddhistovi Ilju Vasiljevovi, zakladateli Zenového centra v Moskvě, a to osm let vězení za „veřejné šíření vědomě nepravdivých informací o použití ozbrojených sil Ruské federace z důvodů politické, ideologické, rasové, národnostní nebo náboženské nenávisti nebo nepřátelství, nebo z důvodů nenávisti nebo nepřátelství vůči jakékoli sociální skupině“ (Trestní zákoník Ruské federace, čl. 207.3, část 2, písm. e).

### Vzdělání

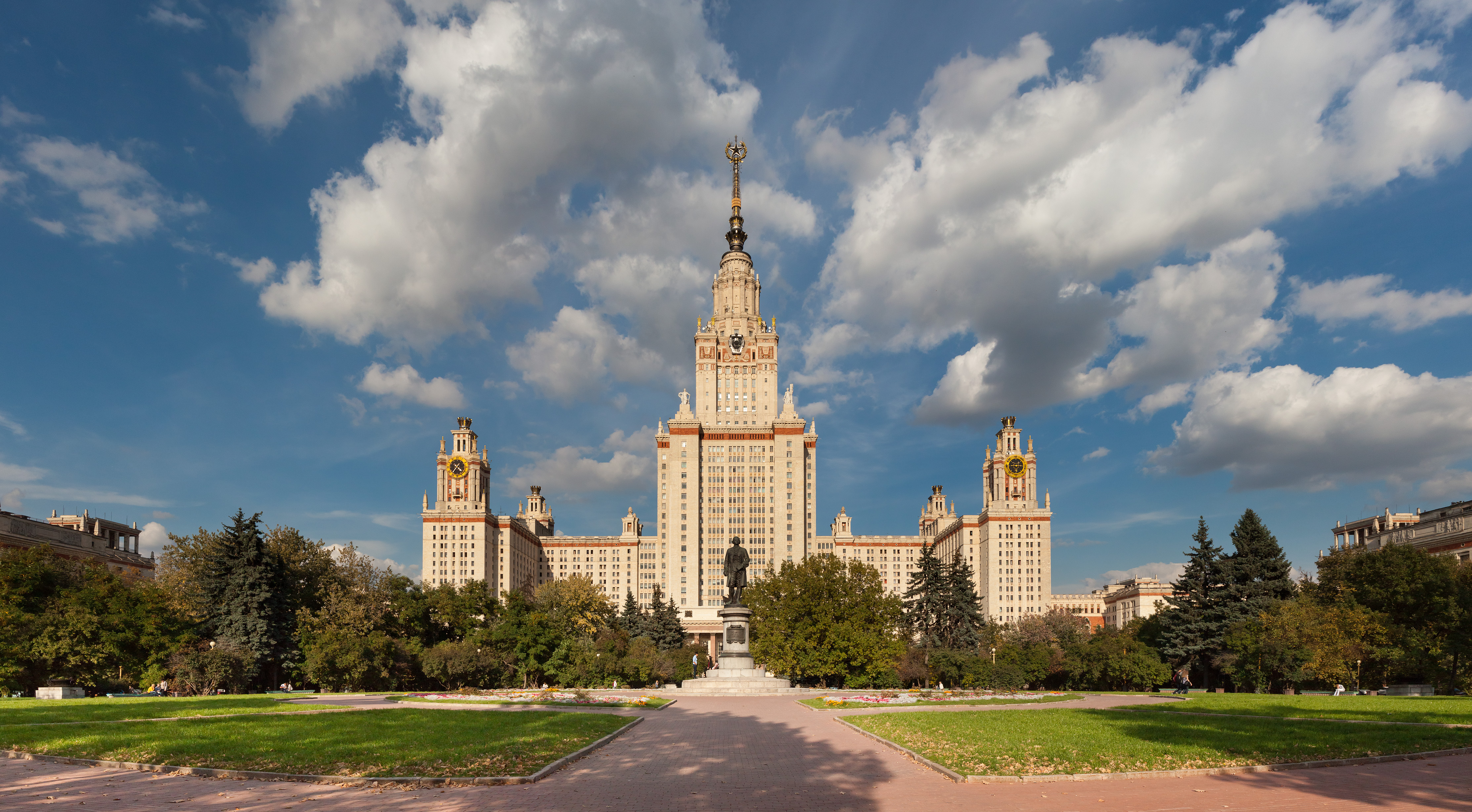
Moskevská státní univerzita M.V. Lomonosova

Podle statistiky Světové banky (2008) 54 % ruské pracovní síly dosáhlo vysokoškolského vzdělání, což je nejvyšší počet dosažení vysokoškolské úrovně na světě. Míra gramotnosti v Rusku je, podle sčítání lidu roku 2002, 99,4 %. Základní a sekundární vzdělání je jedenáctileté a začíná v šestém nebo sedmém roce dítěte. Je rozděleno na tři etapy; základní (4 roky), střední sekundární (5 let) a vyšší sekundární (2 roky). V Rusku je obrovský počet vysokých škol technického i humanitního zaměření. Systém dělení studia na bakalářské a magisterské byl zaveden kolem roku 2009. Kdo řádně složil přijímací zkoušky a má vynikající výsledky, má vzdělání zdarma a ještě dostává měsíční prospěchové stipendium.
Státní výdaje na vzdělávání byly v roce 2004 ve výši 13 % státního rozpočtu (3,6 % HDP). Škola začíná v 8:30, a to od září do května, červen je „zkouškový měsíc“, kdy studenti z devátého a jedenáctého ročníku skládají různé zkoušky. Známkuje se obráceně než v České republice, jednička je tedy nedostatečná a pětka výborná. Nejstarší a největší ruské univerzity jsou Moskevská státní univerzita a Petrohradská státní univerzita.

## Kultura

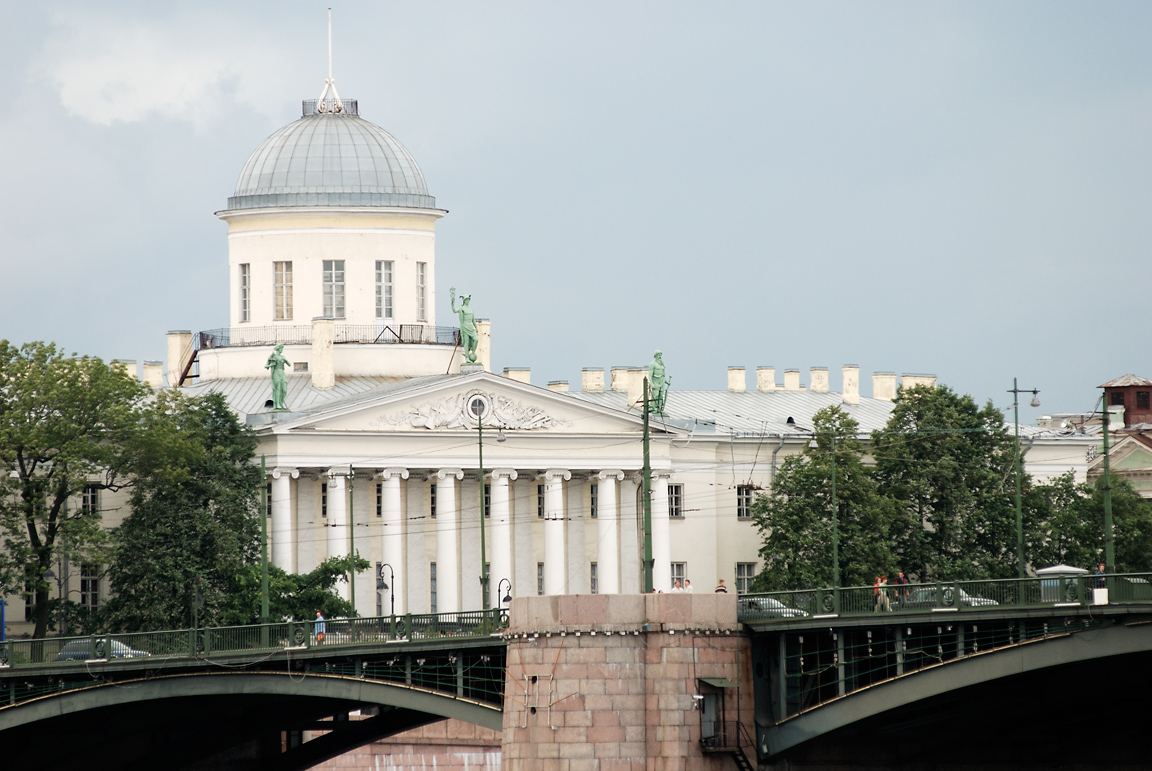
Institut ruského jazyka v Puškinově domě v Petrohradě

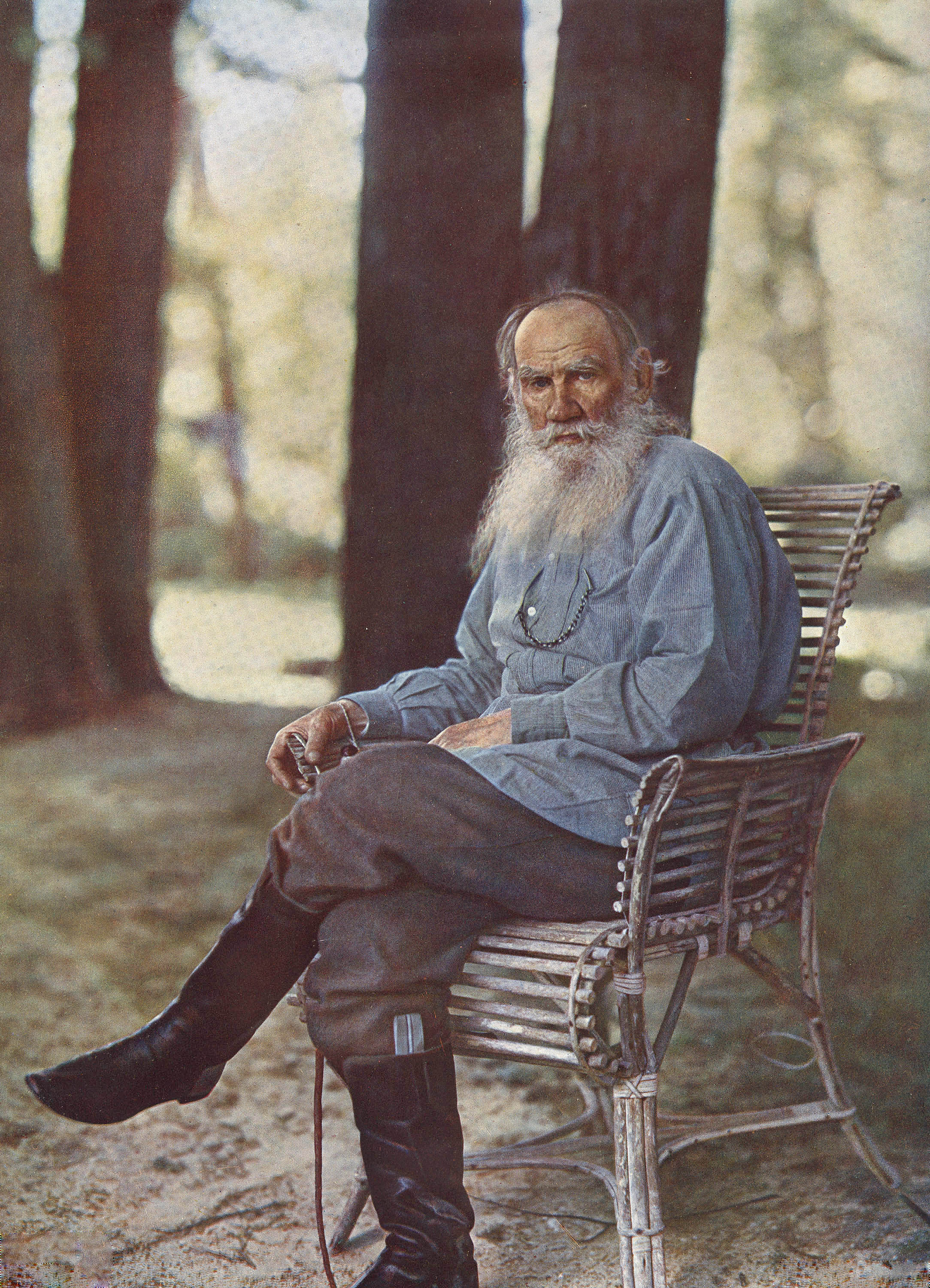
Lev Nikolajevič Tolstoj

Starý ruský folklór má své kořeny v pohanském slovanském náboženství. Rusové mají mnoho tradic, některé jsou dodržovány v různých částech Ruska více, některé méně, je to například mytí v zimní báně, horké parní lázni podobné sauně, před odjezdem na dlouhou cestu musí všichni cestovatelé na chvíli posedět v tichu, zapískání v domě přináší velkou smůlu a matky obvykle neukazují své dítě nikomu kromě otci a nejbližším příbuzným čtyřicet dní po porodu.

### Hudba

#### Lidová a církevní hudba
Ruská hudba, jejíž kořeny sahají hluboko do dob pohanských východních Slovanů, od svých počátků prošla do dnešní doby dlouhým historickým vývojem. Po přijetí křesťanství došlo k rozvoji duchovní hudby, resp. zpěvu. Zpočátku šlo o přejímání byzantské liturgie, která však brzy získala své charakteristické ruské prvky a do dnešních dnů hraje nezastupitelnou úlohu v ruských dějinách. V 11. století vznikl znamennyj raspěv, charakteristický způsob pravoslavného církevního zpěvu. Také archeologické objevy částí nejstarších strunných nástrojů v Novgorodu pocházejí z této doby.
V 16.– 17. století se rozvíjela ruská lidová píseň. Některé z těchto písní se staly světoznámými, jako např. Píseň burlaků, Kalinka, Kaťuša, Kozácká ukolébavka, Dubinuška, Poljuško pole, Korobuška, Oči čornyje atd.

#### Klasická hudba

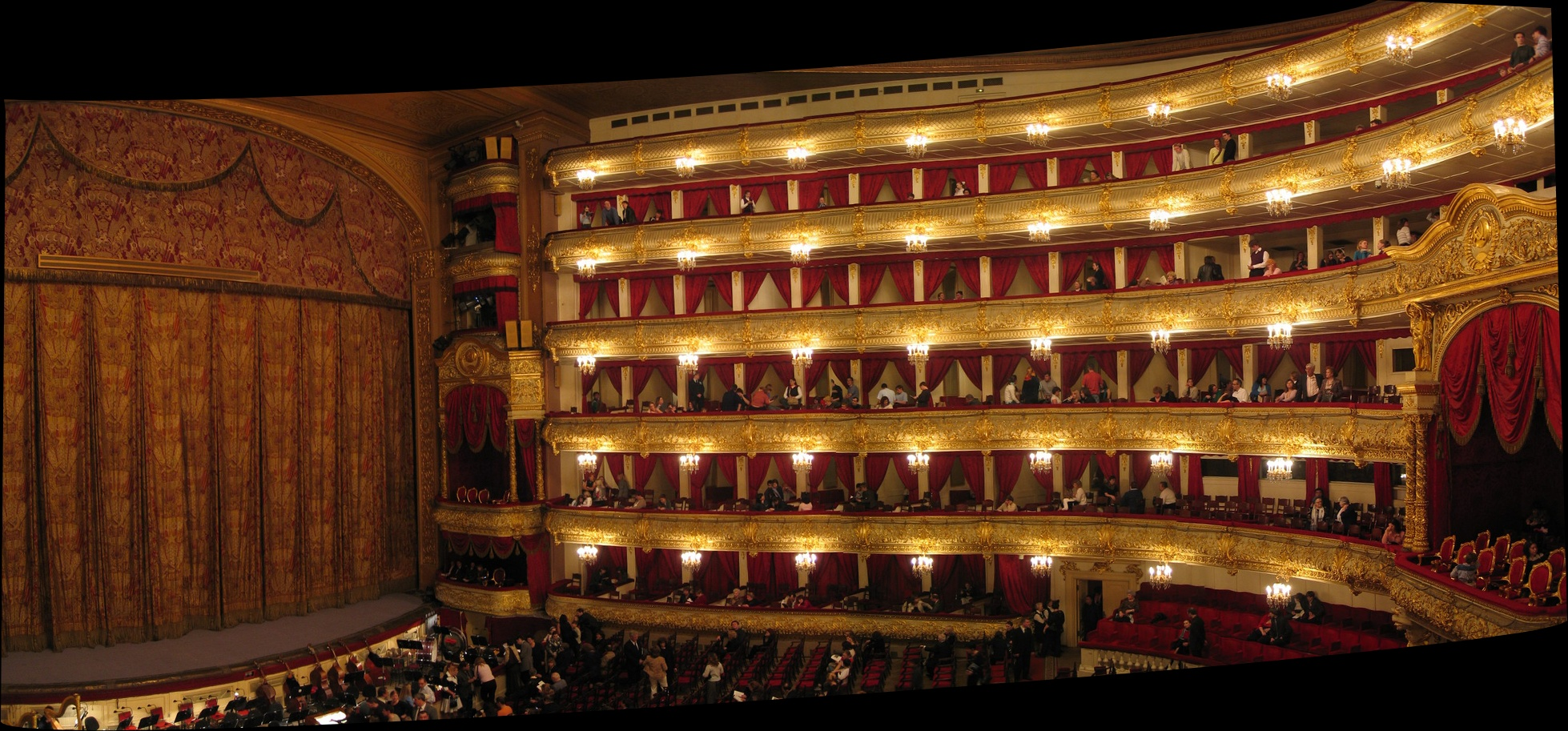
Velké divadlo

Počátky ruské klasické hudby sahají do 18. století. Od doby panování cara Petra Velikého byla ruská hudba pod vlivem západoevropské hudby, avšak zachovávala si výrazné národní prvky. Nejvýznamnějším skladatelem této doby byl Dmitrij Bortňanskij, v jehož tvorbě jsou zastoupeny jak komorní hudba, tak sborové zpěvy ve stylu A cappella považované za typické pro ruskou pravoslavnou duchovní hudbu. Inspirace ruskou lidovou hudbou se poprvé ve větší míře objevila v operách a orchestrálních skladbách Michaila Ivanoviče Glinky a Alexandra Sergejeviče Dargomyšského, čímž byla předurčena cesta vývoje ruské národní skladatelské školy. Později se zformovalo volné sdružení pěti mladých skladatelů, nazvané Mocná hrstka, do které patřili Alexandr Borodin (opera Kníže Igor se známými Poloveckými tanci), César Kjuj, Milij Alexejevič Balakirev, Modest Petrovič Musorgskij (jeho stěžejní díla jsou opera Boris Godunov a pásmo skladeb Obrázky z výstavy) a Nikolaj Andrejevič Rimský-Korsakov. Tito skladatelé si vytyčili za cíl použití prvků osobité ruské lidové hudby v symfoniích, operách a komorní hudbě.

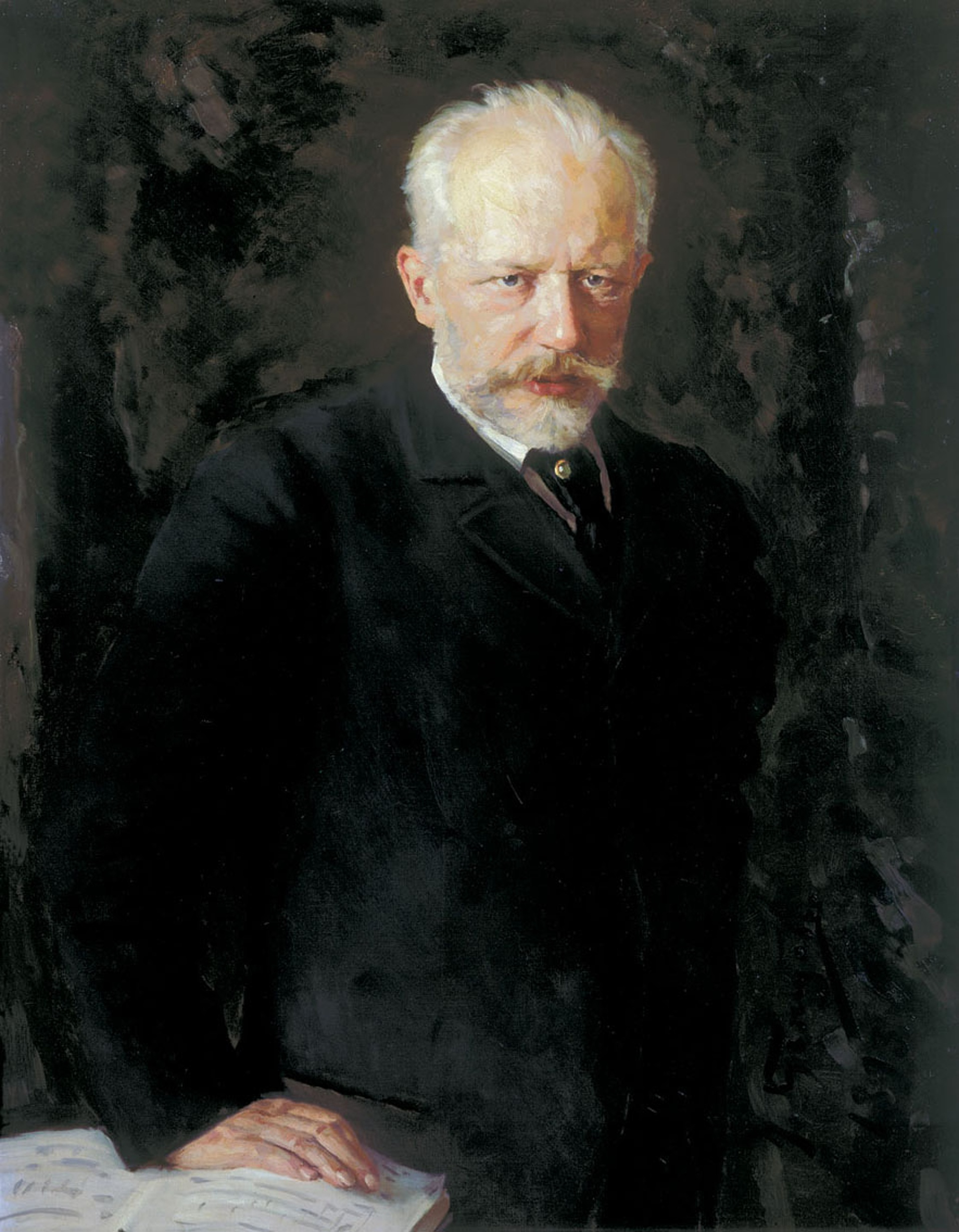
Petr Iljič Čajkovskij

Zřejmě nejznámějším ruským skladatelem období romantismu byl Petr Iljič Čajkovskij. Jeho rozsáhlé hudební dílo obsahuje sedm symfonií (včetně Patetické symfonie h-moll, op. 74 a nečíslované Symfonie Manfred h moll, op. 58). Proslulé jsou také jeho koncert pro housle D dur a koncert pro klavír b moll. Ke stálému repertoáru světových divadel patří jeho opery, především Evžen Oněgin a Piková dáma. Velmi populární jsou jeho klasická baletní díla Labutí jezero, Šípková Růženka a Louskáček. Významná je také Čajkovského duchovní sborová tvorba. Romantickým skladatelem byl i Alexandr Glazunov.
Ve světě velmi uznávána je dále celá řada novějších ruských hudebních skladatelů, jako jsou Sergej Rachmaninov, který složil čtyři význačné koncerty pro klavír a byl zvláště po své emigraci do USA světoznámý jako klavírní virtuos. Významným skladatelem klavírní hudby byl také Alexandr Nikolajevič Skrjabin. Mezi nejvýznamnější autory klasické hudby 20. století patří např. Igor Stravinskij, Sergej Prokofjev, Dmitrij Šostakovič, Dmitrij Kabalevskij a Alfred Schnittke. Pro vývoj ruské opery byly klíčovými scénami Velké divadlo v Moskvě a Mariinské divadlo v Petrohradu.

Mezi interprety vynikli zejména houslista David Oistrach, violoncellista Mstislav Rostropovič, klavíristé Svjatoslav Richter, Grigorij Sokolov, Jevgenij Igorjevič Kissin, Denis Macujev, Daniil Trifonov a další. V Rusku působí řada symfonických orchestrů a dirigentů. Jedním z nejznámějších dirigentů je Valerij Gergijev.

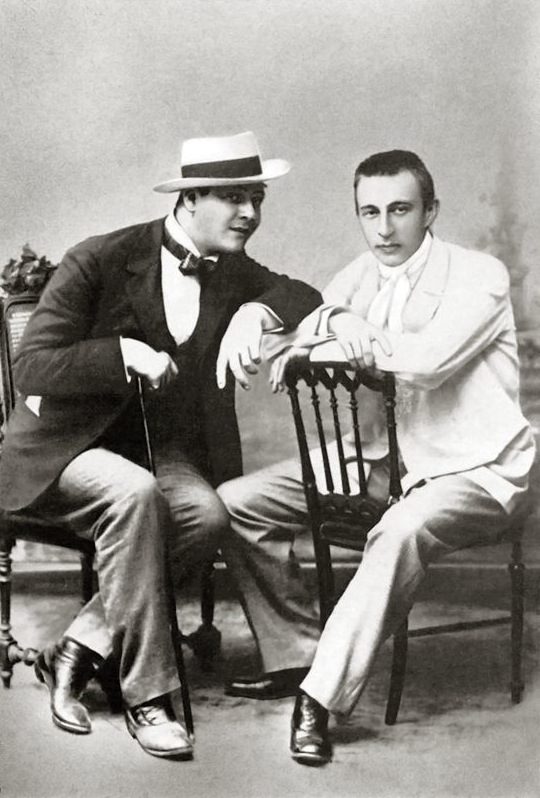
Fjodor Ivanovič Šaljapin a Sergej Rachmaninov

Ruští operní pěvci a pěvkyně jsou stálými hosty světových operních divadel. V minulosti to byli mj. Fjodor Ivanovič Šaljapin, Dmitrij Chvorostovskij a Jelena Obrazcovová. V současnosti vynikají mj. Anna Netrebko, Olga Pereťatko, Aida Garifullinová a další.
Zakladatelem proslulé skupiny Ruský balet byl Sergej Ďagilev. Jeho dvorním scénografem byl Léon Bakst. Anna Pavlovová, Rudolf Nurejev, Michail Michajlovič Fokin, Tamara Platonovna Karsavinová, Galina Ulanovová a Maja Plisecká jsou legendárními baletními tanečníky. Divadelní pedagogiku zásadně ovlivnil Konstantin Sergejevič Stanislavskij a jeho Moskevské umělecké akademické divadlo (MCHAT).

#### Populární hudba
Představiteli ruského popu jsou Valerij Leonťjev, Alla Pugačova, nebo Viktor Coj. Rozvoj popové a rockové hudby zažilo Rusko zejména na konci sovětské éry. Hlavní město Moskva, města Petrohrad (dříve Leningrad), Jekatěrinburg (dříve Sverdlovsk) a Omsk se stala středisky rockové hudby. Velmi známí a oblíbení byli zpěváci Vladimir Vysockij a Bulat Okudžava. Ze skupin lze jmenovat např. Mašina vremeni, Slot, DDT, Akvárium, Alisa, Kino, Nautilus Pompilius, Aria, Graždanskaja oborona, Splin a Korol i Šut. Nejnověji jsou ve světě známí popové duo Tatu či zpěvák Vitas. Již v Sovětském svazu působily také jazzové kapely.

### Výtvarné umění

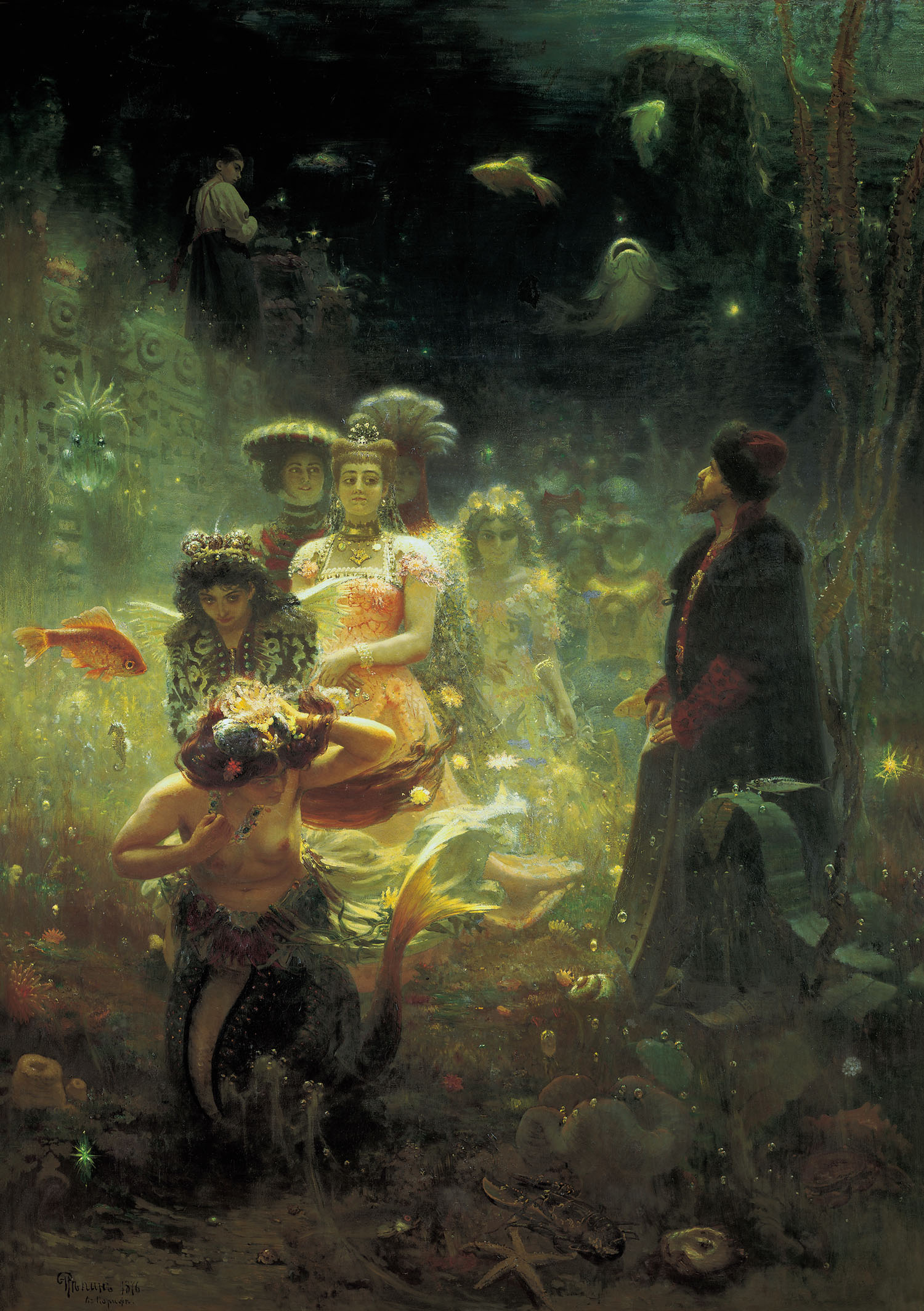
Ilja Repin: Sadko v podvodním království

První ruské malby se dochovaly v ikonách a pestrých freskách z 10. století. Carská akademie umění vznikla v roce 1757. Díky umělecké společnosti Peredvižnici se v Rusku zpopularizoval realismus, který dominoval konci 19. století. Zlomová Ruská avantgarda převládala zhruba do konce třicátých let dvacátého století. Po říjnové revoluci musela postupně většina výtvarného umění sloužit diktatuře proletariátu, většinou to byla díla velmi vlastenecká a propagandistická, od omezení co umělci mohli malovat se začalo upouštět na konci 80. let. Ermitáž v Petrohradu spravuje největší sbírku obrazů na světě. Poklady ruského výtvarného umění, včetně 40 tisíc ikon, jsou soustředěny v Treťjakovské galerii v Moskvě. Důležitými výstavními institucemi jsou také Puškinovo muzeum a Státní ruské muzeum.
Slavní ruští malíři různých epoch a uměleckých směrů jsou mimo jiné (v abecedním pořadí): Ivan Ajvazovskij, Vasilij Kandinskij, Ivan Kramskoj, Isaak Levitan, El Lisickij, Kazimir Malevič, Vasilij Perov, Ilja Repin, Nikolaj Rerich, Andrej Rublev, Ivan Šiškin a Viktor Vasněcov.
Na návrší zvaném Mamajevova mohyla u Volgogradu byla na památku jedné z rozhodujících bitev druhé světové války, bitvy u Stalingradu, vybudována největší socha ženy na světě, socha Matka vlast volá, žena je zpodobněna jako antická bohyně vítězství Níké.

### Architektura

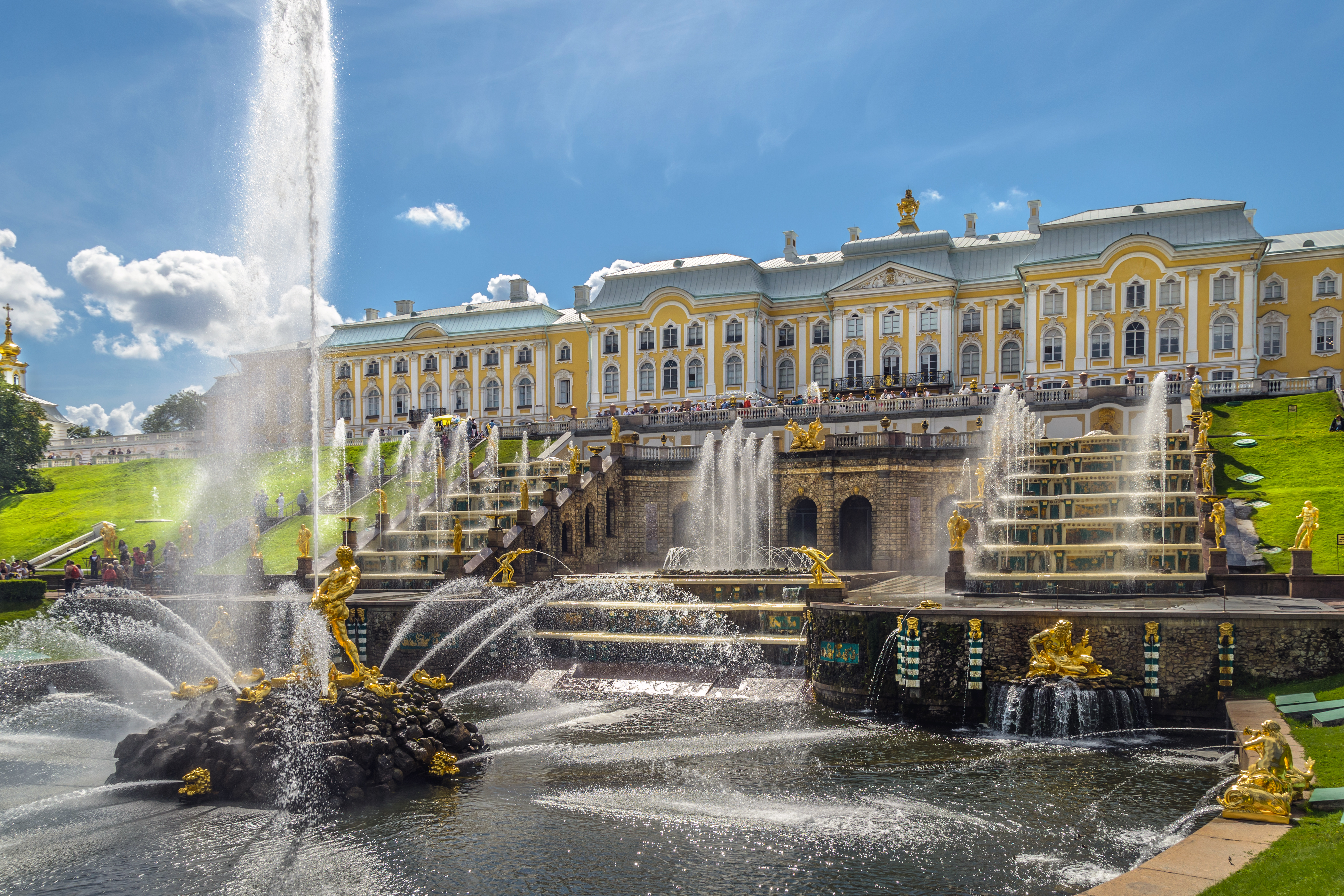
Petrodvorec, ukázka reprezentativní architektury z období Ruského impéria

Ukázka tradiční církevní stavby. Chrám Kristova vzkříšení v Petrohradu.

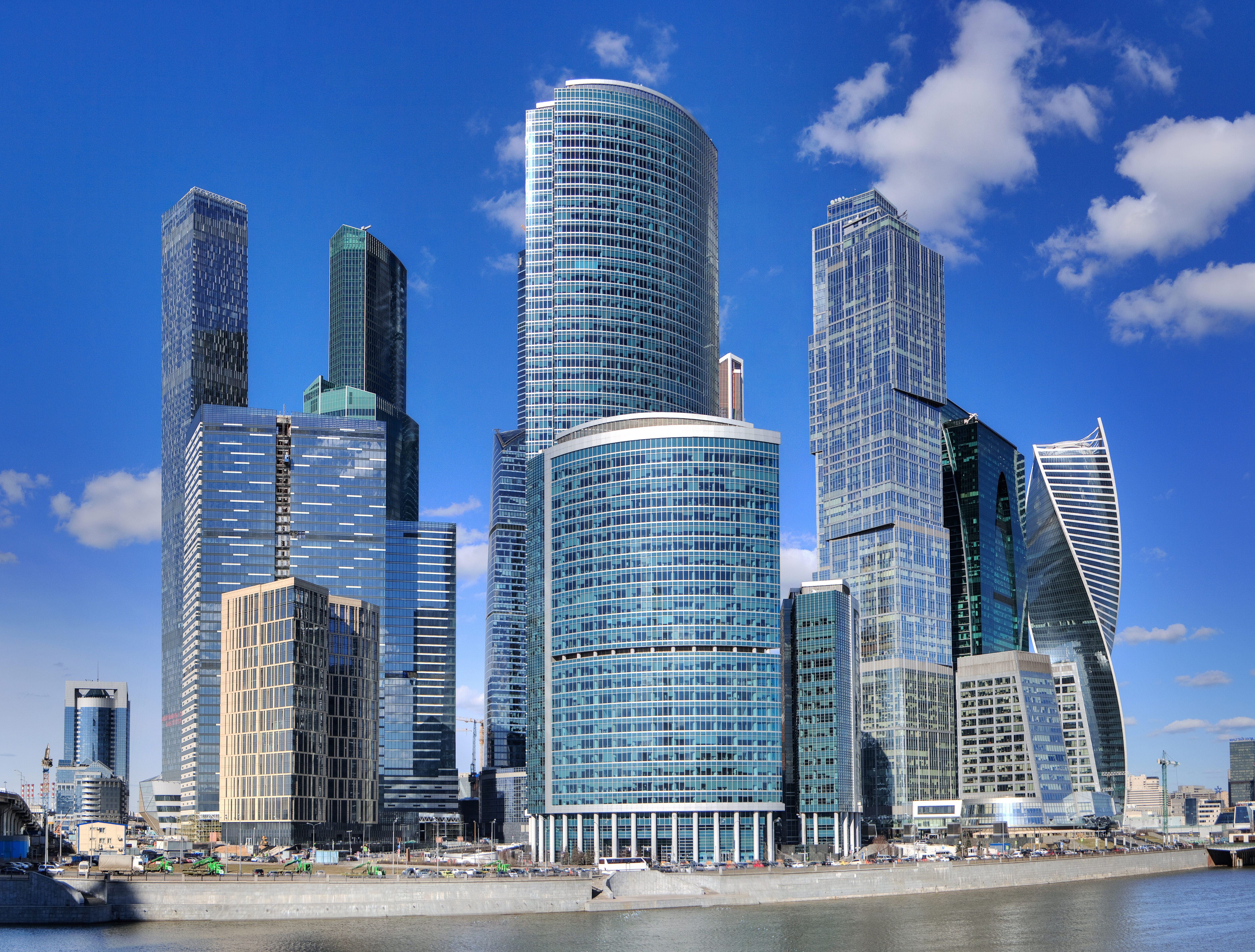
Moderní architektura – mrakodrapy v Moskvě

Od christianizace Kyjevské Rusi byla ruská architektura ovlivněna převážně byzantskou architekturou. Stopy kombinace asijské a evropské architektury z časů Zlaté hordy nezapře Kazaňský kreml nebo hradiště Bulgar.
První významné stavby začaly vznikat ve 12. a 13. století. Tzv. bílou architekturu z té éry (podle bílého vápence, z něhož byla stavěna), neboli tzv. staroruský sloh, reprezentují zejména chrám Zesnutí přesvaté Bohorodice a chrám svatého Dmitrije Soluňského ve Vladimiru. Obě stavby byly zapsány na seznam světového dědictví UNESCO. K významným stavbám 14. století patří Trojicko-sergijevská lávra, v 15. století vznikl Solovecký monastýr, klášter svatého Feraponta Bělozerského i Moskevský Kreml. Italský architekt Aristotele Fioravanti a jiní přinesli v 15. století do Ruska rovněž renesanci, Fioravanti v moskevském Kremlu postavil Uspenský chrám. Nejvýznamnějšími stavbami 16. století byly chrám Vasila Blaženého, chrám Nanebevstoupení Páně v Kolomenském, Novoděvičí klášter nebo klášter Zesnutí přesvaté Bohorodice ve Svijažsku.
Velká éra ruské architektury nastala v 17. a 18. století, kdy se panovníci stále mocnějšího impéria pokusili zemi, krom jiného, europeizovat. V té době jim Evropa nabízela zejména baroko. V Rusku se tak začalo objevovat tzv. naryškinské a záhy také sibiřské baroko. Vznikly stavby jako Zimní palác, v němž bylo v letech 1732 až 1917 sídlo ruských carů, v současnosti v něm sídlí slavná galerie Ermitáž. Barokní je i palác Petrodvorec, často nazývaný „ruské Versailles“. Ruské rokoko reprezentuje zejména Kateřinský palác, letní sídlo ruských carů ve městě Puškin. Klasicismus pak Michajlovský palác v Petrohradě, v němž se dnes nachází Státní ruské muzeum, nebo Tauridský palác tamtéž. Příkladem dřevěné sakrální architektury 18. století je Kižský pogost na Oněžském jezeře.
Na seznam světového dědictví UNESCO byla kvůli své architektuře zapsána i některá historická centra ruských měst – Petrohradu, Velikého Novgorodu a Jaroslavle.
Historismus 19. století je v Petrohradu zastoupen zvláště chrámem Kristova vzkříšení, katedrálou svatého Izáka a empírovou katedrálou Panny Marie Kazaňské. Tehdy už se však stavělo hlavně v Moskvě, kde historismus zplodil Velký kremelský palác, katedrálu Krista Spasitele, budovu Velkého divadla, novoklasicistní budovu Puškinova muzea nebo obchodní dům GUM.
Stalinský neoklasicismus 20. století (jež tvoří součást širšího proudu socialistického realismu) reprezentuje především tzv. Sedm sester neboli Stalinovy mrakodrapy v Moskvě z let 1947–1957. V jedné z těchto staveb sídlí Lomonosovova univerzita, v jiné ruské ministerstvo zahraničí. K dalším reprezentativním stavbám socialistického realismu patřil Bílý dům postavený roku 1965, v současnosti sídlo ruské vlády. Od 50. let hojně vznikaly různé typy bytových domů, např. tzv. chruščovka.
Moderní architekturu reprezentuje například Lachta Centr v Petrohradu, nejvyšší mrakodrap Evropy a zejména komplex Moskva-City, kde k nejunikátnějším stavbám patří Věž Evoluce. Jisté místo má ve velkých městech také tzv. stalinská architektura. Triumph Palace v Moskvě z roku 2006 připomíná Stalinovy mrakodrapy, proto bývá nazýván „osmá sestra“.

### Kuchyně

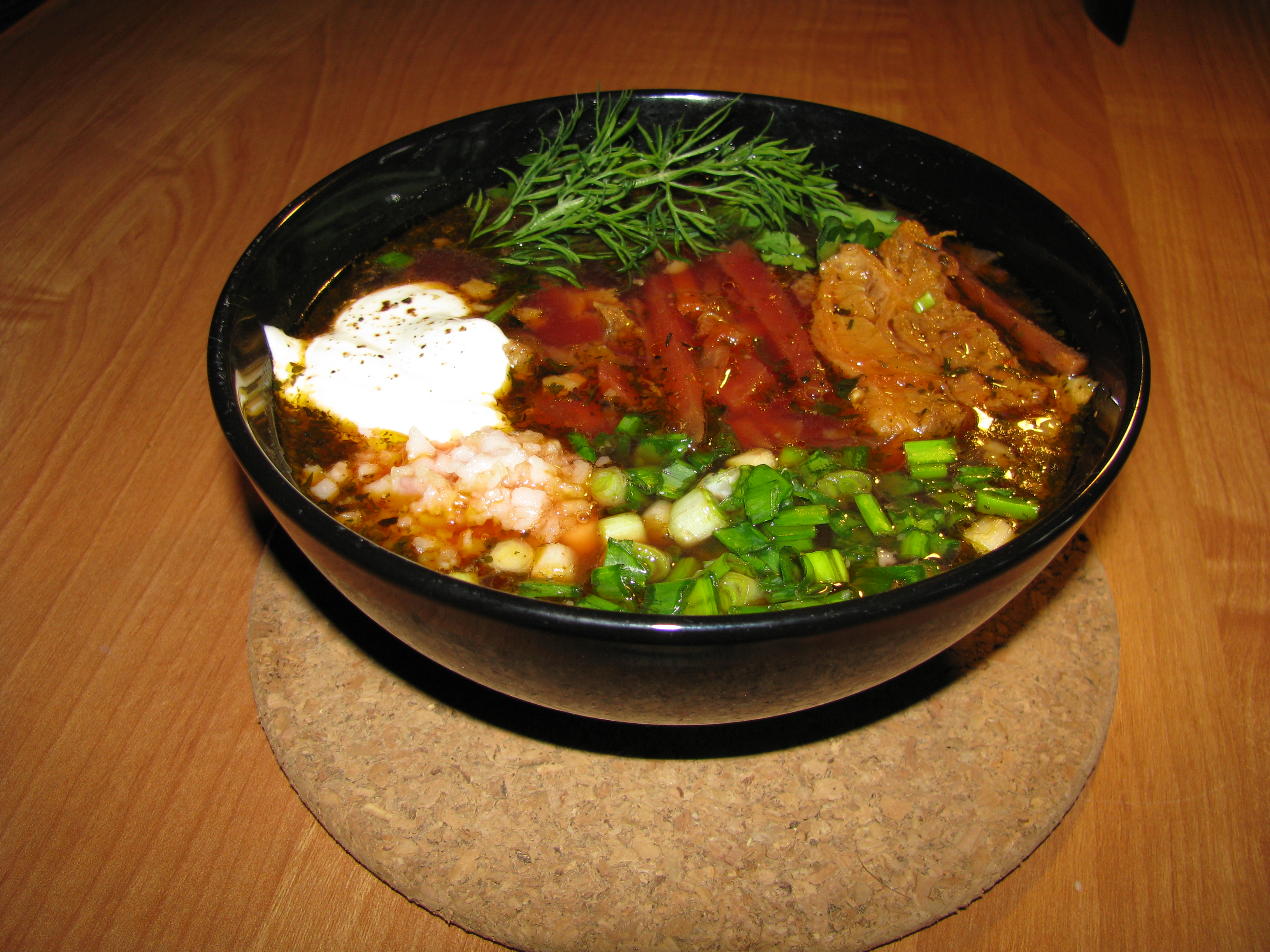
Ruský boršč

Ruské národní jídlo jsou tzv. pelmeně (taštičky z tenkého těsta plněné masem), dále je velmi populární polévka boršč, pirohy, grilovaný šašlik a ruský černý i červený kaviár. Populární ve světě je také ruská vodka a ruský čaj. Pro tradiční vaření vody na čaj se v ruské kuchyni užívá samovar.

### Film

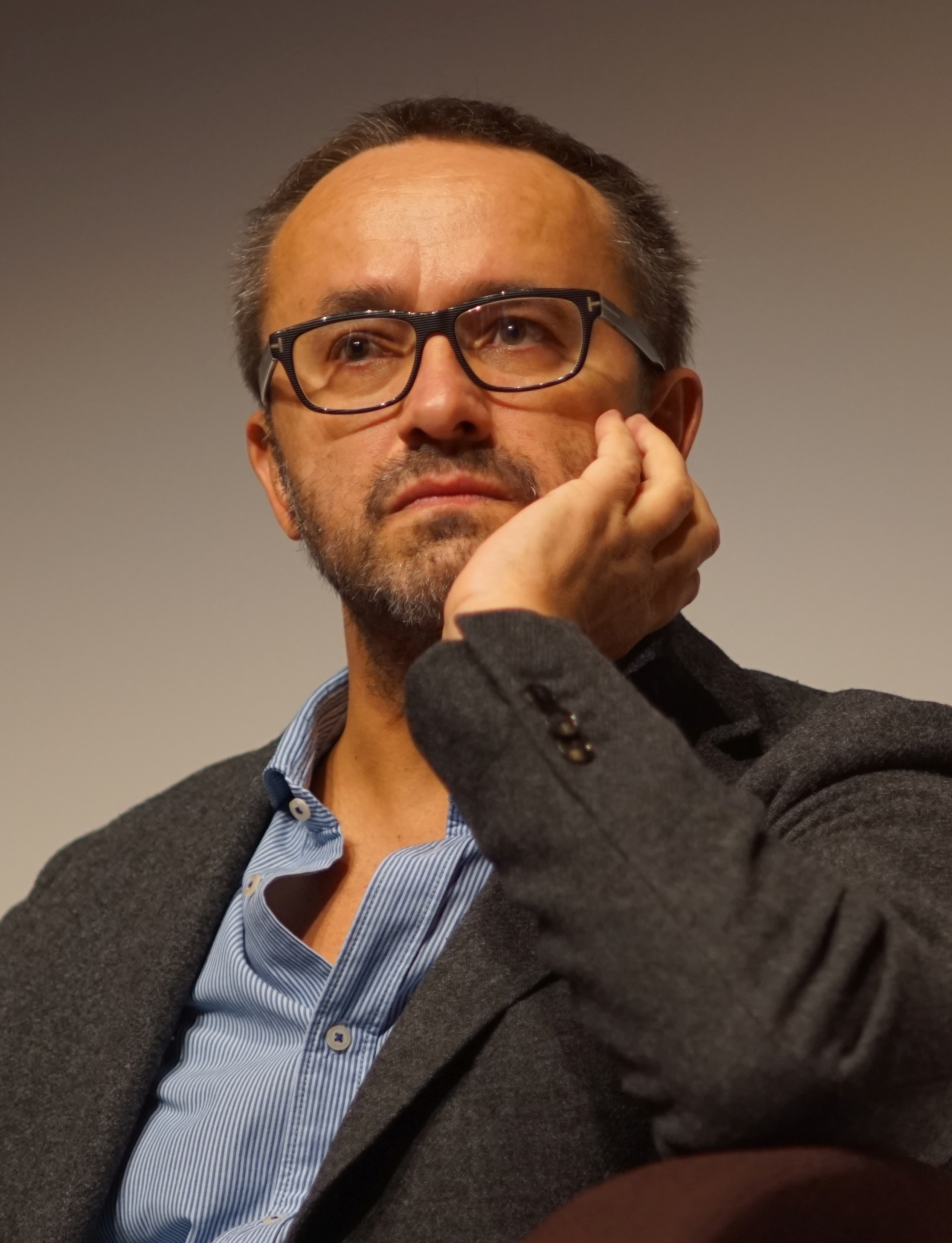
Andrej Zvjagincev získal mnoho ocenění, včetně nominace na Oscara v letech 2015 a 2018

Ruské filmy se začaly objevovat po říjnové revoluci, za jeden z nejvýznamnějších snímků světové kinematografie je považován film Křižník Potěmkin, jehož autorem je režisér Sergej Michajlovič Ejzenštejn. Klasikem dokumentárního filmu se tehdy stal Dziga Vertov. I přes sovětské omezování kreativity se podařilo natočit několik světově známých filmů, např. Jeřábi táhnou, Balada o vojákovi, komedie Eldara Rjazanova (Ironie osudu, Služební román) a Leonida Gajdaje, nebo oscarové filmy Vojna a mír Sergeje Bondarčuka a Moskva slzám nevěří Vladimira Meňšova. Slavnými filmovými režiséry jsou též Andrej Tarkovskij, Andrej Končalovskij a Nikita Michalkov. Gleb Panfilov vyhrál v roce 1987 Zlatého medvěda na Berlinale. Alexandr Sokurov získal roku 2011 Zlatého lva na festivalu v Benátkách. Andrej Zvjagincev vyhrál v roce 2014 Zlatý glóbus za nejlepší cizojazyčný film. Populárními herci byli Jevgenij Leonov či Michail Uljanov.
Sojuzmultfilm studio bylo největším producentem animace. K nejznámějším postavičkám patří v Rusku a okolních zemích zejména Čeburaška, ruský Medvídek Pú, a vlk a zajíc z Jen počkej, zajíci!
Pozdní osmdesátá a devadesátá léta byly v ruském filmu a animaci obdobím krize. Výjimkou byl například několikrát oceněný film Svéráz národního lovu. Nicméně od počátku 21. století se začala produkce znovu vyplácet a nyní již dosahuje vyšší úrovně než v Británii a Německu. Prvním opravdovým blockbusterem se stal film Noční hlídka (2004) a jeho pokračování. Mezi nejúspěšnějšími ruskými filmy jsou Ironie osudu 2 (2007), Tajemný ostrov (2008), Stalingrad (2013) a Vij (2014). Hlavní ruská filmová cena Nika je od roku 1987 každoročně udělovaná Ruskou filmovou akademií v Moskvě.

### Sport

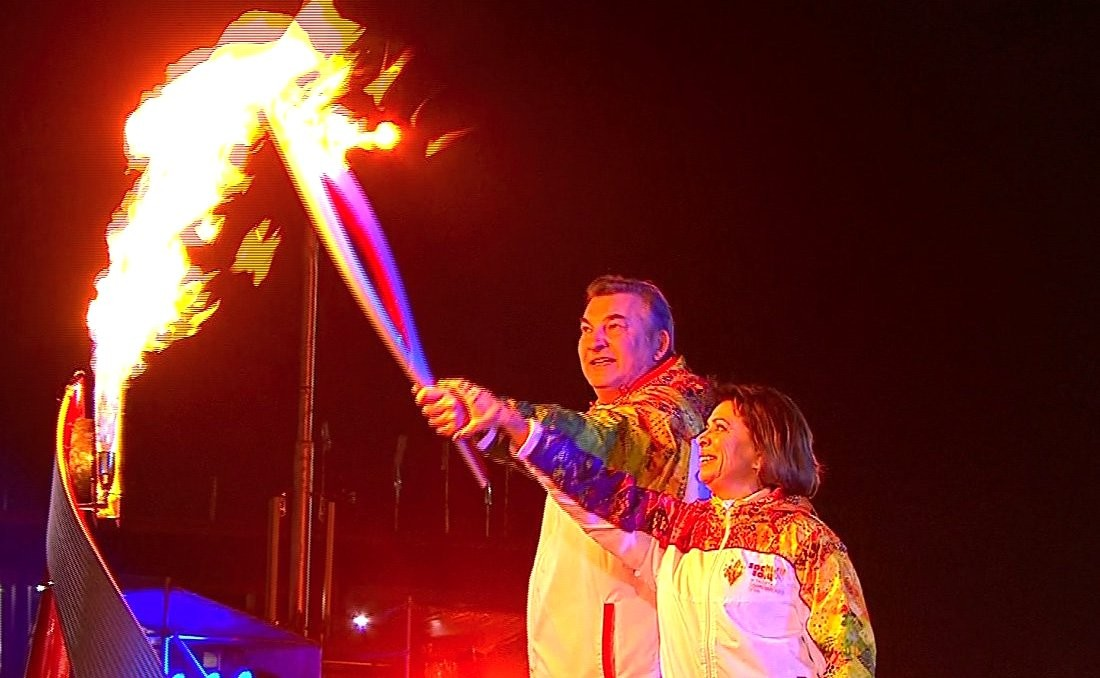
Hokejista Vladislav Treťjak a krasobruslařka Irina Rodninová zahajují Zimní olympijské hry v Soči

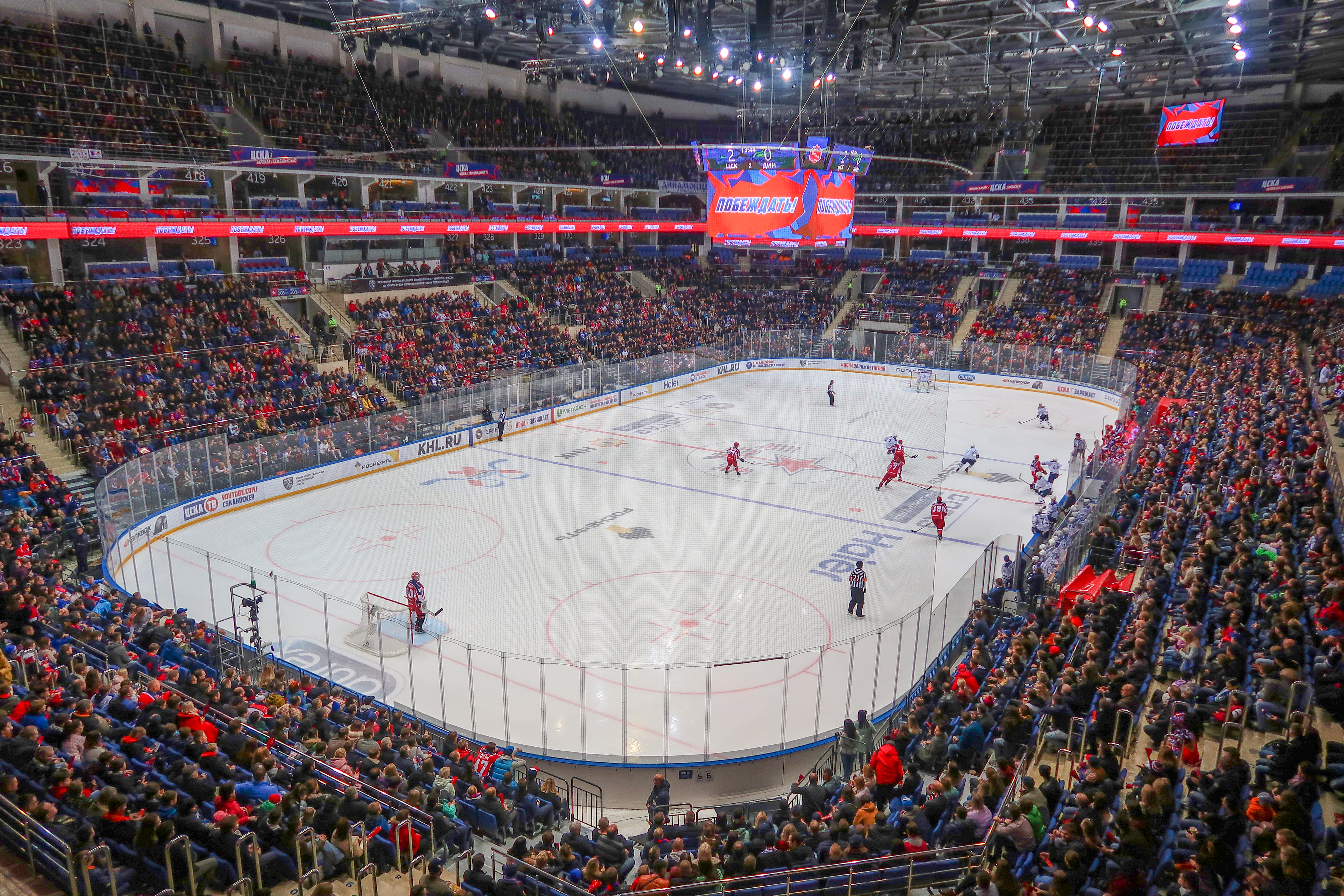
KHL je považovaná za druhou nejlepší hokejovou ligu na světě

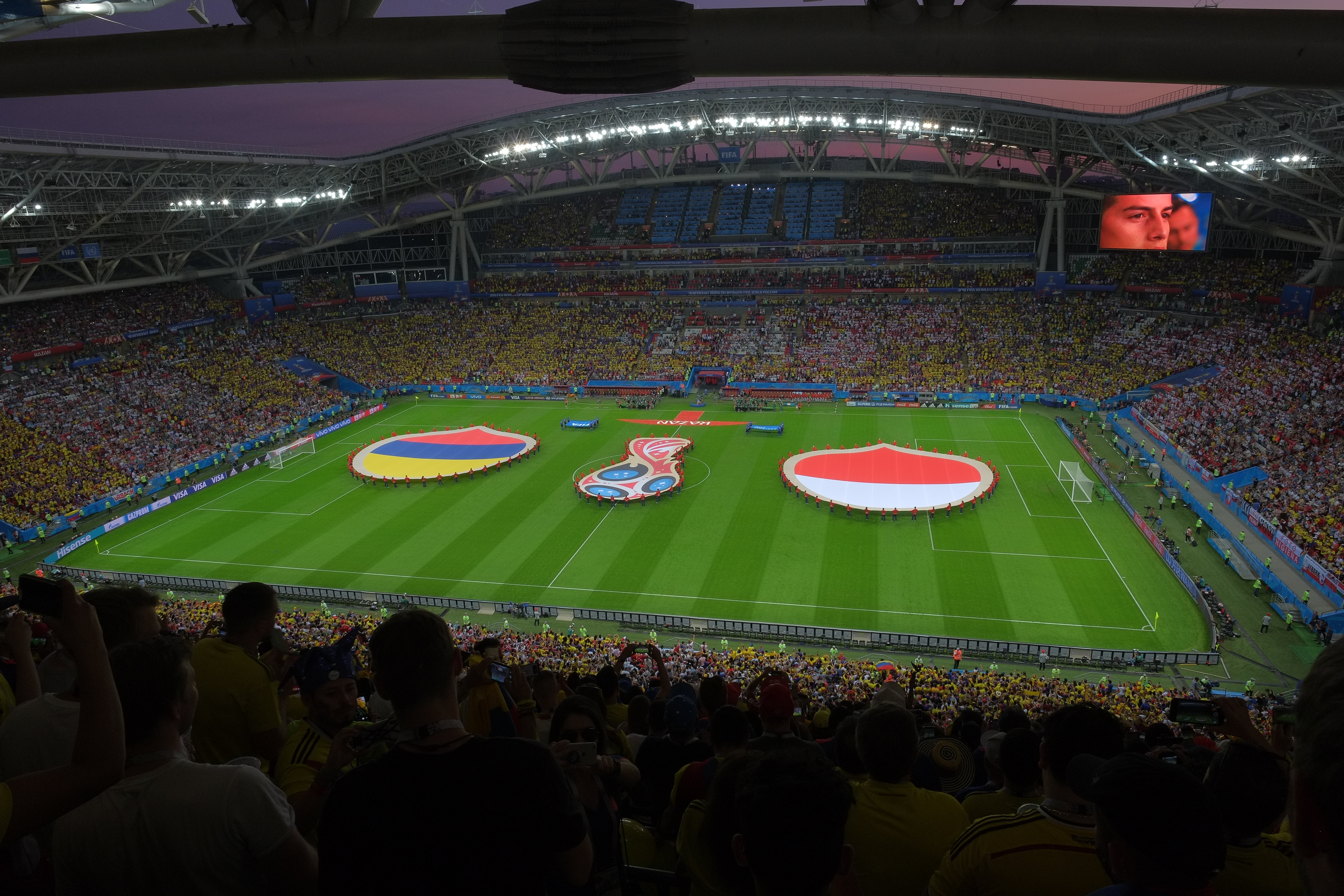
Mistrovství světa ve fotbale 2018 ve Volgogradu

Ruské a sovětské olympijské týmy byly vždy mezi prvními čtyřmi v počtu zlatých medailí z letních olympijských her. Co do celkového počtu medailí ze zimních a letních olympijských her je Rusko na druhém místě na světě. Letní olympijské hry se konaly v Moskvě poprvé a zatím naposledy v roce 1980, byly však bojkotovány velkou částí západních zemí, mj. Spojenými státy a Spolkovou republikou Německo. V Soči byly uspořádány Zimní olympijské hry 2014. K nejúspěšnějším olympionikům reprezentujícím Ruskou federaci patří lyžařky Ljubov Jegorovová (6 zlatých) a Larisa Lazutinová (5 zlatých), synchronizované plavkyně Anastasija Davydovová a Natalija Iščenková (5 zlatých), gymnasta Alexej Němov (4 zlaté), plavec Alexandr Popov (4 zlaté), šermíř Stanislav Pozdňakov (4 zlaté) nebo zápasníci Alexandr Karelin a Buvajsar Sajtijev se třemi zlatými. Nejúspěšnějšími atlety jsou tyčkařka Jelena Isinbajevová nebo běžkyně Světlana Mastěrkovová. Z časů Sovětského svazu (vezmeme-li v potaz jen sportovce s ruskou národností) jsou to gymnasta Nikolaj Andrianov (7 zlatých), rychlobruslařka Lidija Skoblikovová (6 zlatých), běžci na lyžích Raisa Smetaninová, Galina Kulakovová a Nikolaj Zimjatov (4 zlaté), plavec Vladimir Salnikov (4 zlaté) nebo běžkyně na středních tratích Taťjana Kazankinová (3 zlaté).
Mimořádných úspěchů dosáhli Rusové v ledním hokeji. Z velké části za nimi stál náročný trenér Viktor Tichonov. Slavnou pětku snů čili tzv. „green line“ tvořili Igor Larionov, Sergej Makarov, Vladimir Krutov, Vjačeslav Fetisov a Alexej Kasatonov. Nejslavnějším brankářem byl Vladislav Treťjak. Do výběru nejlepších hráčů 20. století zařadila Mezinárodní hokejová federace krom jmenovaných ještě Valerije Charlamova. V severoamerické NHL se z Rusů nejvíce prosadili Alexandr Ovečkin, Jevgenij Malkin, Sergej Fjodorov, Alexandr Mogilnyj, Alexej Kovaljov, Pavel Dacjuk, Pavel Bure a Ilja Kovalčuk, z gólmanů pak vítěz Vezina Trophy Sergej Bobrovskij. Rusko již předstihlo Kanadu v počtu zlatých medailí z hokejového mistrovství světa (od roku 1993 získal pět titulů: 1993, 2008, 2009, 2012, 2014). Ruský tým vyhrál i olympijský turnaj (2018), byť pod značkou Olympijští sportovci z Ruska. V nadnárodní evropské lize KHL tvoří velkou většinu ruští hráči, ale působí zde i mnoho hráčů ze zahraničí. Také se jí účastní týmy z Kazachstánu, Lotyšska, Finska, Běloruska, Chorvatska, Slovenska a je považována po NHL za druhou nejlepší hokejovou ligu na světě.
Mimo ledního hokeje patří mezi nejpopulárnější sporty v Rusku také fotbal. Ruské kluby CSKA Moskva a Zenit Petrohrad vyhrály Pohár UEFA v roce 2005 a 2008. Zenit vyhrál i Superpohár UEFA (2008), když porazil vítěze Ligy mistrů Manchester United FC. Největším reprezentačním úspěchem od rozpadu SSSR je bronz na mistrovství Evropy roku 2008. Rusko hostilo v létě 2018 Mistrovství světa ve fotbale. Nejslavnějším ruským fotbalistou a držitelem Zlatého míče byl brankář Lev Jašin.
Také v basketbale patří Rusové dlouhodobě ke světové špičce. Vladimir Tkačenko, Alexandr Bělov a Sergej Bělov jsou členy síně slávy Mezinárodní basketbalové federace. Andrej Kirilenko je vítěz ankety Euroscar z roku 2012, Marija Stěpanovová byla třikrát vyhlášena nejlepší basketbalistkou Evropy. Mistrem Evropy se stal mužský (2007) i ženský (2003, 2007, 2011) národní tým samostatného Ruska.
Od 50. do 80. let 20. století Rusové (v dresu SSSR) dominovali světovému volejbalu. K největším osobnostem patřili v 60. letech Jurij Česnokov, v 70. letech Alexandr Savin, v 80. letech pak Vjačeslav Zajcev. Ženský volejbal prožil v Rusku vrchol na přelomu 60. a 70. let. Mužský národní tým samostatného Ruska vyhrál olympijský turnaj (2012) a dvakrát evropský šampionát (2013, 2017). Ženy dvakrát vyhrály mistrovství světa (2006, 2010) a šestkrát mistrovství Evropy (1993, 1997, 1999, 2001, 2013, 2015).

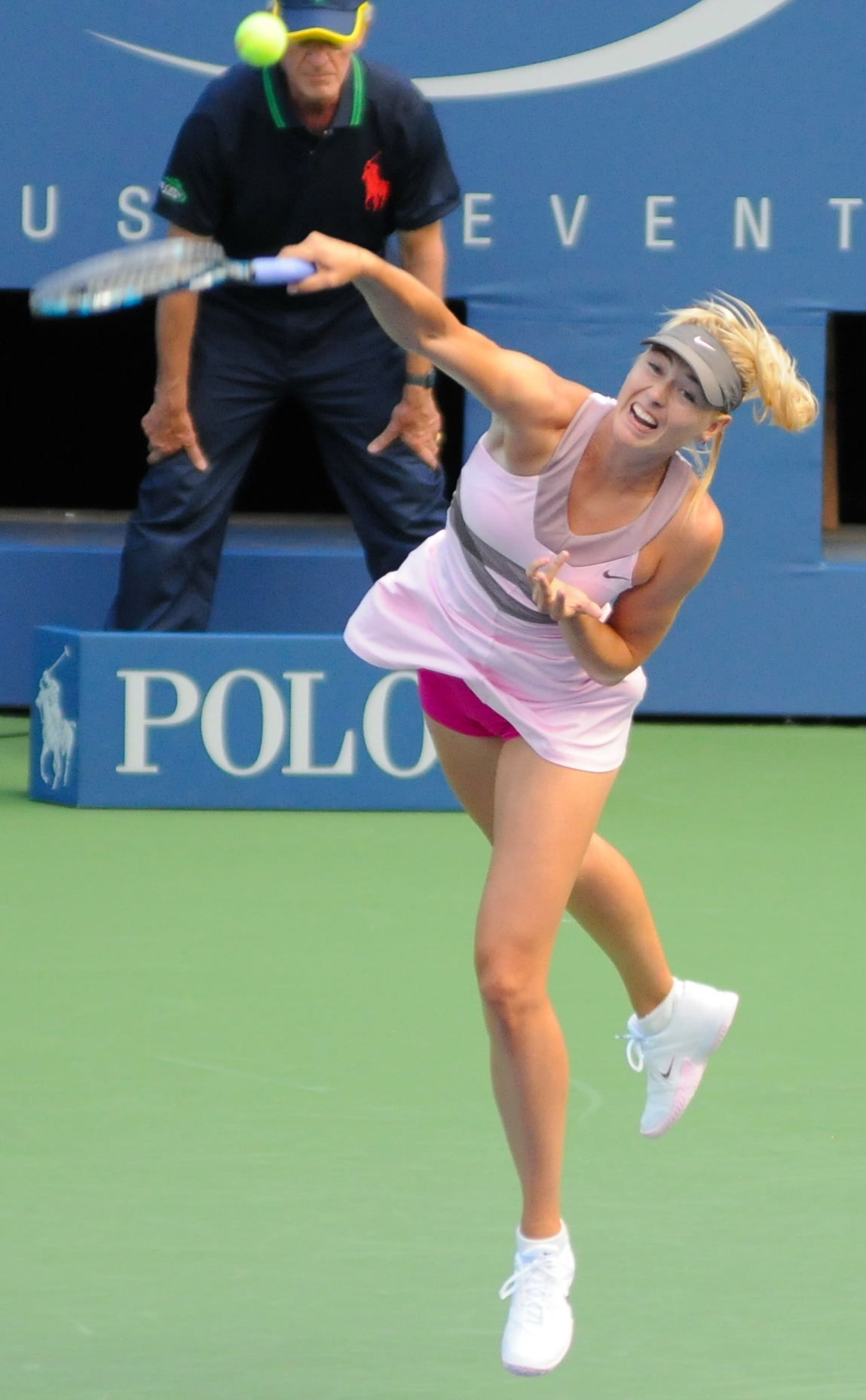
Maria Šarapovová

Podobně úspěšní jsou Rusové v házené. Muži od roku 1993 dvakrát vyhráli olympiádu (1992, 2000), dvakrát světové mistrovství (1993, 1997) a jednou šampionát evropský (1996). I ženy mají olympijské zlato (2016) a k tomu navíc čtyři tituly mistryň světa (2001, 2005, 2007, 2009). Brankář Andrej Lavrov je jediným házenkářem se třemi zlatými olympijskými medailemi. Talant Dujšebajev je jediným ruským reprezentantem, který byl Mezinárodní házenkářskou federací vyhlášen světovým házenkářem roku, nakonec ale zvolil španělské občanství i reprezentaci.
Z individuálních sportů je v Rusku velmi oblíbené krasobruslení, zejména bruslení v páru a tanec na ledě. Na všech zimních olympijských hrách od roku 1964 do roku 2006 sovětské nebo ruské páry vyhrály zlato. Například Irina Rodninová má z párových soutěží tři zlaté olympijské medaile. V soutěžích jednotlivců patří k legendám Jevgenij Pljuščenko. Ve 21. století se Rusové začali velmi prosazovat v tenise, zejména ženy. Tenistka Maria Šarapovová byla světovou jedničkou i vítězkou všech grandslamových turnajů. Do čela žebříčku WTA se dostala i Dinara Safinová. Mezi muži byli na první příčce žebříčku ATP Marat Safin, Jevgenij Kafelnikov a Daniil Medveděv. Antukové specialistky Anastasija Myskinová a Světlana Kuzněcovová vyhrály grandslamový turnaj v Paříži. Jevgenij Berzin, Pavel Tonkov a Děnis Meňšov vyhráli Giro d'Italia. V časech, kdy ruští cyklisté v dresu SSSR nemohli jezdit závody profesionálů, patřil k největším cyklistickým osobnostem Sergej Suchoručenkov, dvojnásobný vítěz Závodu míru a olympijský vítěz z Moskvy 1980. Cyklista Vjačeslav Jekimov má z olympiády tři zlaté. Boxeři Nikolaj Valujev, Oleg Maskajev, Sultan Ibragimov a Alexandr Povětkin byli profesionálními mistry světa v těžké váze. Proslulá je ruská šachová škola, k legendám patří Garri Kasparov, Anatolij Karpov, Vladimir Kramnik, Alexandr Aljechin, Vasilij Smyslov, Alexandr Chalifman, Michail Botvinnik, Michail Tal nebo Boris Spasskij.
Černou kaňkou na pověsti ruského sportu je zneužívání dopingu, a to podle mnoha indicií i se státní pomocí. Kvůli tomu Světová antidopingová agentura Rusko v roce 2019 vyloučila ze všech vrcholných soutěží na čtyři roky. (viz též Dopingový skandál ruské atletiky). 13 ruských medailí z OH v Soči bylo odebráno a 43 sportovců potrestáno, nicméně po úspěšném odvolání bylo 28 Rusů očištěno a 9 medailí bylo znovu navráceno v únoru 2018.
Od zahájení invaze na Ukrajinu nemohou (až na výjimky) ruští sportovci startovat na mezinárodních soutěžích.

### Turistika

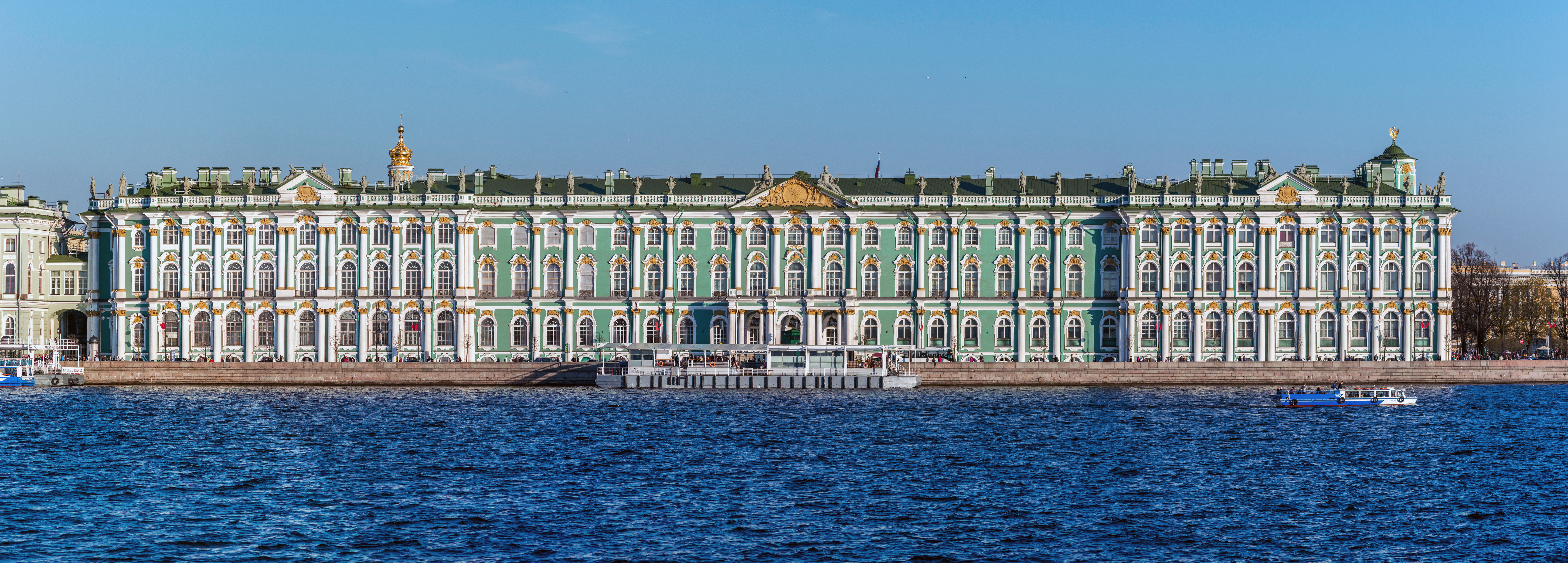
Ermitáž spravuje největší sbírku obrazů na světě

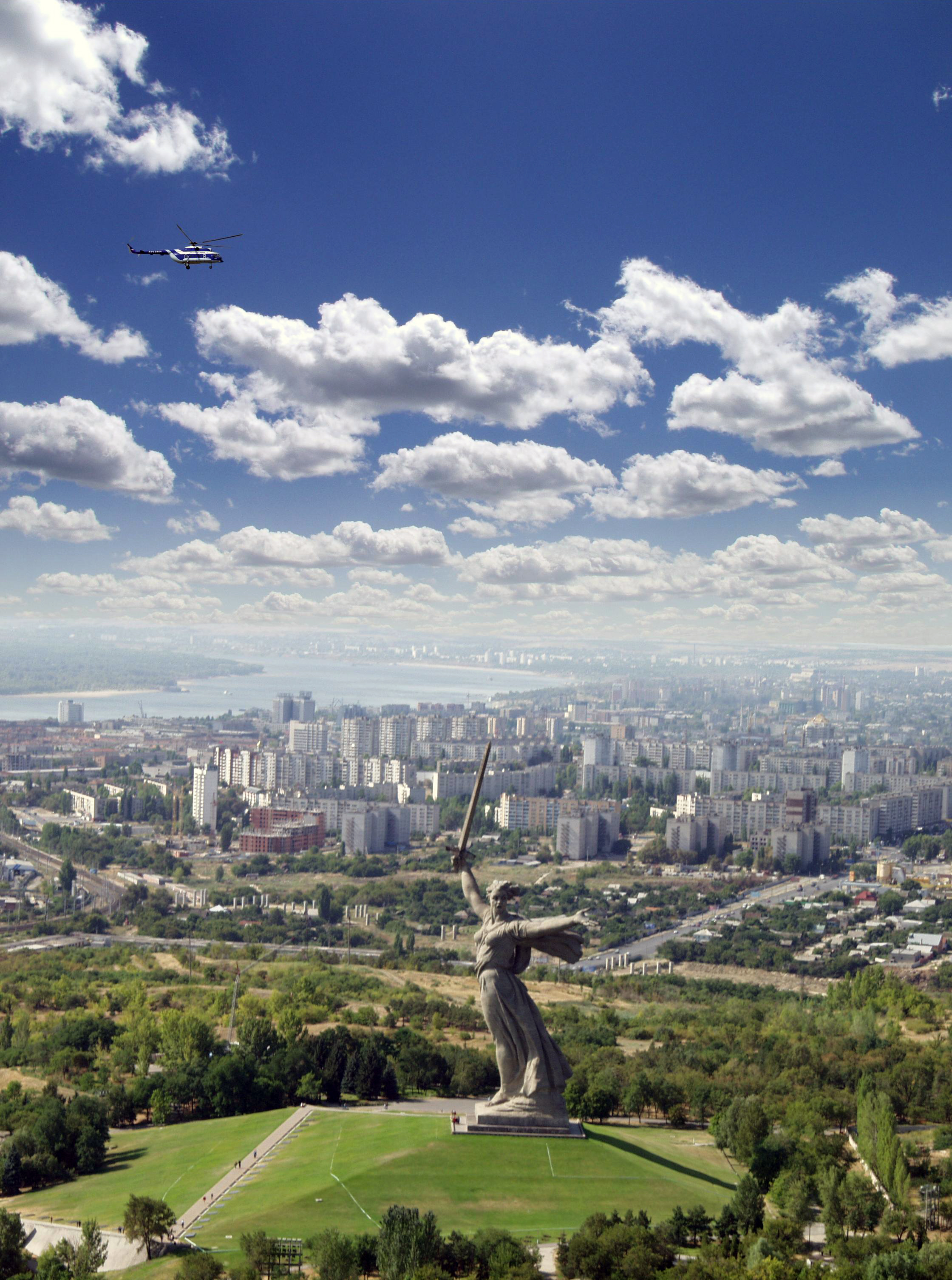
Matka vlast volá ve Volgogradu je největší sochou ženy na světě

Cestovní ruch v Rusku zaznamenal od konce sovětské éry rychlý růst. V roce 2013 Rusko navštívilo 28,4 milionu turistů, je to devátý nejnavštěvovanější stát na světě a sedmý nejnavštěvovanější v Evropě. Nejnavštěvovanější destinace jsou současné a bývalé hlavní města země – Moskva a Petrohrad. Nejnavštěvovanější místa jsou chrám Vasila Blaženého, Kreml, Rudé náměstí, katedrála Krista Spasitele (největší pravoslavný kostel na světě), katedrála svatého Izáka, Palácové náměstí, Petěrgof, Treťjakovská galerie a Ermitáž. Mezi hlavní turistické trasy patří tzv. „Zlatý kruh“ historických měst v okolí Moskvy, plavby na velkých řekách např. Volze a dlouhé cesty přes slavnou Transsibiřskou magistrálu. Na Sibiři je během Transsibiřské magistrály oblíbenou zastávkou i nejhlubší jezero světa, Bajkal.
Rekreačními oblastmi jsou subtropické pláže u Černého moře a lyžařská střediska v Předkavkazsku (Krasnaja Poljana, Čeget a Elbrus). Plánovaný umělý Ostrov Federace s hotely v moři poblíž Soči by měl mít tvar Ruské federace. Nejvíce turistů přijíždí z Německa, další také z Číny, USA, Velké Británie, Finska a Itálie. Typické suvenýry jsou Matrjoška, Ušanka, kožešinové oblečení, balalajka, samovar a kaviár.